# Orientteppich
Orientteppiche sind Teppiche, die vor allem im „Orient“ gewebt und geknüpft werden. Das als „Teppichgürtel“ bekannte geographische Gebiet, in dem Orientteppiche hergestellt werden, erstreckt sich von Marokko über Nordafrika und Vorderasien bis nach Zentralasien und Indien. Durch die Verwendung unterschiedlicher Materialien (Wolle, Seide und Baumwolle), Farben und Muster haben sich in den jeweiligen Gebieten besondere Teppichtypen entwickelt, bekannte Beispiele sind der Perserteppich und der türkische Teppich. Die Größen und Verwendungen sind vielfältig: Bodenteppiche, die einen ganzen Raum ausfüllen können, und islamische Gebetsteppiche (sajjadah), ferner Orientteppiche als Kissen, Trage- und Satteltaschen, Schmuckdecken für Tiere oder Schmuckbänder für Zelte. Geknüpfte jüdische Toraschreinhüllen (Parochet) und christliche Orientteppiche mit sakralen Motiven sind bekannt.
Es ist nicht geklärt, ob das Teppichknüpfen zuerst in festen Siedlungen oder von Nomaden, die einen Schutz vor Bodenkälte brauchten, entwickelt wurde. Mit nomadischen Wanderbewegungen könnte sich die Technik der Teppichherstellung weiterverbreitet haben. Als Ursprungsregion wird oft Zentralasien angenommen; nach einer Hypothese von Volkmar Gantzhorn entstand der Orientteppich im Armenischen Hochland. Die kulturelle Auseinandersetzung mit dem Oströmischen Reich, die islamische Expansion, Invasionen fremder Völker wie der Mongolen sowie Kriege zwischen dem Osmanischen Reich und dem Perserreich haben das Kunsthandwerk des Teppichknüpfens in den Kerngebieten des „Teppichgürtels“ tiefgreifend beeinflusst. Mit dem Aufkommen des Islam entwickelte sich der Knüpfteppich unter dem Einfluss der islamischen Kunst zu dem Textil, das unter dem Namen „Orientteppich“ oder „islamischer Teppich“ bekannt ist.
Die Kunst des Teppichknüpfens gehört zu den ältesten kulturellen Leistungen der Menschheit. Die „traditionelle Kunst des Teppichknüpfens“ in Fars, Kaschan und Aserbaidschan wurde 2010 in die Repräsentative Liste des immateriellen Kulturerbes der Menschheit der UNESCO aufgenommen. Bis heute werden Orientteppiche meist in traditioneller Handarbeit hergestellt.

Teppich aus der Safawiden-Zeit, Täbriz, 17. Jahrhundert (Ausschnitt)

## Geschichte

### Antike Schriftquellen ab dem 2.Jahrtausend v. Chr.

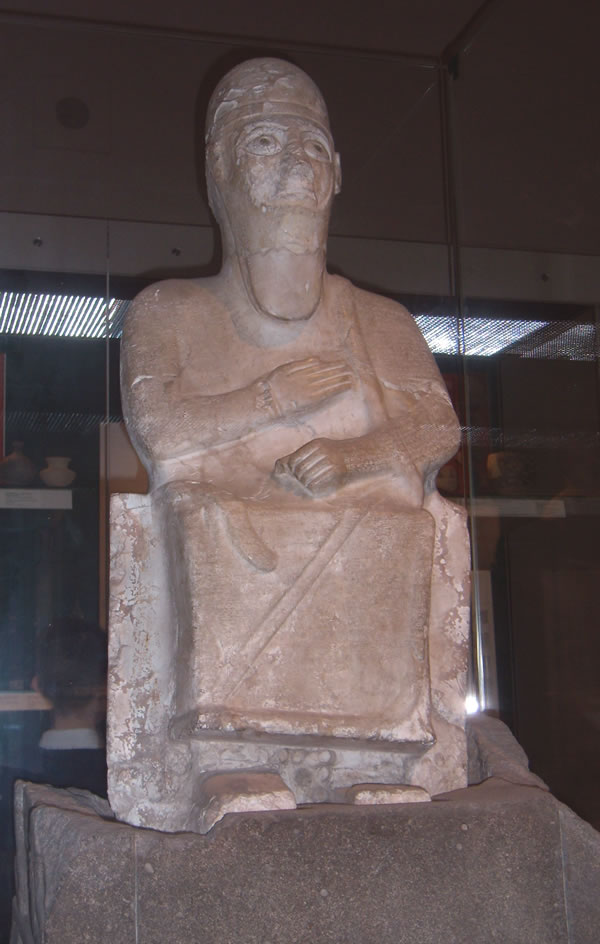
Fürst Idrimi von Alalach

Die wahrscheinlich ältesten Quellen, die Teppiche erwähnen, sind Keilschriften auf Tontafeln aus den königlichen Archiven von Mari aus dem zweiten Jahrtausend v. Chr. Das akkadische Wort für Teppich ist „mardatu“. Spezialisierte Teppichweber, „kāşiru“, werden sprachlich von anderen Spezialberufen wie den Säckemachern („sabsu“ oder „sabsinnu“) unterschieden.

„Sprich zu meinem Herrn! Dein Diener Ašqudum (sagt), Ich habe meinen Herrn um einen Teppich gebeten, doch man hat mir keinen gegeben. (Tafel 16 8)

Sprich zu meinem Herrn! Dein Diener Ašqudum (sagt), Wegen der Frau die sich ganz alleine im Palast von Hişamta aufhält — Die Sache ist unwürdig. Es wäre gut, wenn fünf Frauen die Teppiche weben bei ihr sein würden. (Tafel 26 58)“

Palastinventare aus den Archiven von Nuzi aus dem 15. Jahrhundert und 14. Jahrhundert v. Chr. verzeichnen 20 große und 20 kleine mardatu um die Stühle im Palast des Idrimi in Alalach zu bedecken.
Die antiken Griechen benutzten Teppiche. Homer schreibt in der Ilias 17, 350, dass die Leiche des Patroklos mit einem „prachtvollen Teppich“ bedeckt wird. In der Odyssee, Buch 7 und 10 werden ebenfalls „Teppiche“ erwähnt. Persische Teppiche werden erstmals gegen 400 v. Chr. vom griechischen Autor Xenophon in seinem Werk Anabasis erwähnt:

„αὖθις δὲ Τιμασίωνι τῷ Δαρδανεῖ προσελθών, ἐπεὶ ἤκουσεν αὐτῷ εἶναι καὶ ἐκπώματα καὶ τάπιδας βαρβαρικάς. […] καὶ Τιμασίων προπίνων ἐδωρήσατο φιάλην τε ἀργυρᾶν καὶ τάπιδα ἀξίαν δέκα μνῶν.“

„Danach ging er zu Timasion dem Dardanier, denn er hatte gehört, dass dieser einige persische Trinkgefäße und Teppiche hatte. […] Timasion trank auch auf seine Gesundheit und schenkte ihm einen silbernen Kelch und einen Teppich, der 10 Minen wert war.“

Xenophon beschreibt persische (wörtlich: „barbarische“, nicht-griechische) Teppiche als kostbar, und eines diplomatischen Geschenkes wert. Es ist nicht bekannt, ob diese Teppiche geknüpft waren, oder mithilfe einer anderen Technik hergestellt worden sind, beispielsweise als Flachgewebe oder Stickerei.
Plinius schrieb in seiner Naturalis historia 8, 48, dass Teppiche („polymita“) in Alexandria erfunden worden seien. Es ist unbekannt, ob diese Teppiche Flachgewebe oder Florteppiche waren, denn die Texte geben keine ausführlichen Informationen. Jedoch geht eindeutig aus den Texten hervor, dass Teppiche einen hohen Wert für die Besitzer hatten und ihren hohen Rang bekräftigten.

### Theorien zum Ursprung des Knüpfteppichs
Die wenigen uns bekannten erhaltenen Teppichfragmente sind nicht die ältesten, sondern nur die ältesten erhaltenen Teppiche. Aufgrund des Mangels an Belegstücken und sonstigen Aufzeichnungen ist die Frage des Ursprungs des Knüpfteppichs auf Hypothesen angewiesen.
Die ältesten erhaltenen Teppichfragmente wurden an weit auseinander liegenden Orten gefunden. Ihre Datierung erstreckt sich über einen langen Zeitraum. Den nach heutigem Wissen ältesten Knüpfteppich fanden die russische Forscher Sergei Iwanowitsch Rudenko und M. Grjasnow im Jahr 1947 in einem skythischen Fürstengrab im Pasyryk-Hochtrockental im Altaigebirge, Sibirien. Rudenko nahm an, dass der Teppich im 5. Jahrhundert v. Chr., zur Zeit der Achämeniden, entstanden ist, mit großer Wahrscheinlichkeit nicht im nomadischen Milieu.
Der Pasyryk-Teppich ist in symmetrischen Knoten geknüpft, die Fragmente aus Ostturkestan und Lop Nor weisen alternierende, um nur einen Kettfaden geknüpfte Knoten auf, die Fragmente aus At-Tar sind mit symmetrischen, asymmetrischen, und asymmetrisch in Schlingentechnik geknüpften Knoten geknüpft, während die Fragmente aus Fustāt Schlingegewebe, einzelne, oder asymmetrisch geknüpfte Knoten aufweisen. Die unterschiedlichen Knotentypen in den frühesten bekannten Teppichen, die an weit voneinander entfernten Orten gefunden wurden, legen nahe, dass die Knüpftechnik als solche sich an unterschiedlichen Orten entwickelt hat.

#### Erdmanns Theorie des hirtennomadischen Ursprungs
Kurt Erdmann nahm an, dass die ersten Teppiche mit geknüpftem Flor von Nomadenhirten geknüpft wurden, die sie anstelle von Tierfellen verwendeten, um den Boden ihrer Zelte vor Kälte zu schützen. Er stützt seine Hypothese durch die Beobachtung, dass Knüpfteppiche nur in bestimmten geographischen Gebieten (zwischen dem 30. und 45. Breitengrad) hergestellt würden, wo das Klima einerseits Schutzvorrichtungen gegen Bodenkälte verlange, andererseits eine Steppenvegetation vorherrsche, die es zwar ermögliche, Herdenvieh zu halten, aber nicht Tierfelle in ausreichender Menge zu erjagen. Nach der Entdeckung, dass durch das Einknüpfen unterschiedlich gefärbter Garne dekorative Muster gestaltet werden können, sei der ursprünglich der Funktion entsprechend lange Teppichflor immer kürzer abgeschoren worden, damit das Muster klarer hervortrete.

#### Chlopins Theorie der sesshaften Knüpfer
In bronzezeitlichen Frauengräbern einer festen Siedlung im südwestlichen Turkestan wurde von Igor N. Chlopin eine Anzahl Messer ausgegraben, die denjenigen bemerkenswert ähnlich sind, die von turkmenischen Knüpfern verwendet werden, um den Flor ihrer Teppiche zu scheren. Chlopin stellte die These auf, dass schon in der Bronzezeit in festen Siedlungen Knüpfteppiche angefertigt wurden. Einige sehr alte Motive in turkmenischen Teppichen sind den Ornamenten auf alten Töpferwaren aus der gleichen Region sehr ähnlich. Diese Funde legen den Schluss nahe, dass Turkestan eine der ersten Regionen sein könnte, wo Teppiche geknüpft wurden, aber nicht unbedingt die einzige. Für diese Theorie spricht, dass der älteste erhaltene Knüpfteppich, der Pasyryk-Teppich, bereits in sehr feiner Knüpfung mit sorgfältig und detailliert ausgeführter Musterzeichnung, auch unter Berücksichtigung der Fundumstände und Begleitfunde sicher kein Produkt des Nomadenzelts war. Die Theorie des hirtennomadischen Ursprungs ist damit nicht widerlegt. Es ist davon auszugehen, dass die Ursprünge der Teppichknüpferei sehr viel weiter in die Vergangenheit zurückreichen.

#### Stand der Forschung

Schlingenwebung mit zusätzlichen Schussfäden

Im Licht der antiken Schriftquellen und der archäologischen Entdeckungen ist es sehr wahrscheinlich, dass sich die Technik des Teppichknüpfens aus einer älteren Webtechnik entwickelt hat, und zuerst in festen Siedlungen angewendet wurde. Möglicherweise hat sich die Technik zu unterschiedlichen Zeiten und an unterschiedlichen Orten entwickelt. Während der Wanderungen nomadischer oder vertriebener sesshafter Gruppen, vielleicht aus Zentralasien, haben sich Technik und Muster im als „Teppichgürtel“ bekannten Gebiet ausgebreitet.
Mit einiger Sicherheit ist der Ursprung der Web- und Knüpftechnik in der Herstellung von Flachgeweben (Kelim) in Zentral- und Mittelasien zu suchen. Für ihr tägliches Leben stellten die Nomaden unentbehrliches Zubehör wie Säcke, Taschen, Decken, Flachgewebe, Teppiche und Wandbehänge für ihre Zelte her. Das Flechten wird als Vorstufe des Webens angesehen. Ein Gewebe herzustellen bedeutet im Prinzip nichts anderes als Kett- und Schussfaden eng zu verflechten und das Gewebe zu verdichten. Auf diese Weise entsteht ein dichtes, flaches Gewebe ohne Flor, ähnlich einem sehr groben Stoff. Flachgewebe waren immer Teil des nomadischen und bäuerlichen Alltags.
Durch Einbringen zusätzlicher, lockerer oder in Schlingen eingewebter Schussfäden in der „Wickeltechnik“ entstehen dickere, schwerere Textilien. Die Wickeltechnik mit zusätzlichen Schussfäden erzeugt entweder flache Soumak-Gewebe, wenn die zusätzlichen Fäden straff eingewoben werden, oder die Schlingengewebe. Bei der Schlingenwebung werden die Schussfäden um einen Führungsstab geschlungen, so dass auf der dem Weber zugewandten Seite des Teppichs Reihen von Schlingen entstehen. Wenn eine Anzahl von Schlingen fertiggestellt ist, wird der Stab entweder einfach herausgezogen, so dass die Schlingen geschlossen bleiben. Das fertige Gewebe erinnert dann an ein sehr grobes Frotteegewebe. Eine andere Möglichkeit ergibt sich daraus, dass die Schlingen noch auf dem Führungsstab aufgeschnitten werden können. Auf diese Weise entsteht ein Gewebe, das einem echten Knüpfteppich ähnlich sieht. Im Gegensatz dazu werden echte Knüpfteppiche so hergestellt, dass einzelne Garnstücke in die Kettfäden eingeknüpft werden, wobei das Garn nach jedem Knoten abgeschnitten und das Gewebe nach jeder Knotenreihe mit Schussfäden befestigt wird. Es erscheint sehr wahrscheinlich, dass Knüpfteppiche von Menschen hergestellt wurden, die schon Erfahrung mit der Schlingenwebung hatten.

### Fragmente aus Turkestan, Syrien, Irak und Afghanistan

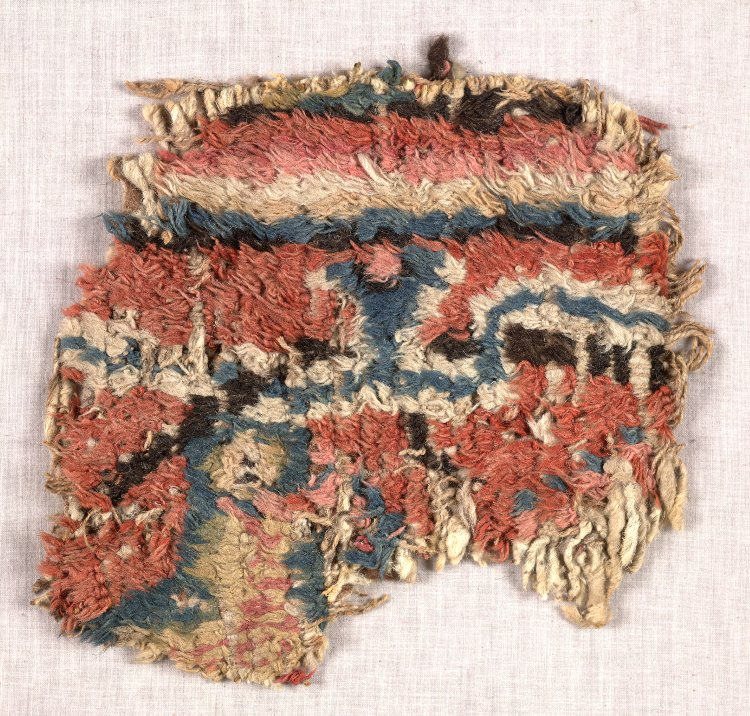
Teppichfragment aus Loulan, Xinjiang, China, 3. bis 4. Jahrhundert (British Museum, London)

Teppichfragmente aus dem 4. oder 3. Jahrhundert v. Chr. wurden in den Grabhügeln von Baschadar in der Gegend von Ongudai, Region Altai, Russland von Sergei I. Rudenko ausgegraben, dem Entdecker des Pasyryk-Teppichs. Sie zeichnen sich durch eine feine Knüpfung mit 4650 asymmetrischen Knoten pro Quadratzentimeter aus.
Der Forschungsreisende Aurel Stein fand in Turpan, im Regierungsbezirk Hotan, Ostturkestan, China, flachgewobene Kelims, die bis ins 4. oder 5. Jahrhundert n. Chr. zurückdatiert werden können. Noch immer werden in diesem Gebiet Teppiche geknüpft. Teppichfragmente wurden im Gebiet von Lop Nor gefunden. Diese sind mit symmetrischen Knoten geknüpft. Nach jeder Knotenreihe wurden fünf bis sieben Schussfäden in unterschiedlichen Farben eingewoben, die ein Streifenmuster erzeugen. Diese Fragmente werden im Londoner Victoria and Albert Museum aufbewahrt.
Andere Fragmente, sowohl mit symmetrischen als auch mit asymmetrischen Knoten wurden in Dura Europos in Syrien gefunden, sowie in den Höhlen von At-Tar im Irak. Letztere wurden in die ersten Jahrhunderte nach Christus datiert.
Diese insgesamt sehr seltenen Funde zeigen, dass schon vor dem ersten Jahrhundert n. Chr. in Westasien alle Fertigkeiten und Kenntnisse vorhanden waren, die zum Wollefärben und Teppichknüpfen erforderlich sind.
Fragmente von Knüpfteppichen aus nicht genau bekannten Fundorten in Nordost-Afghanistan, wahrscheinlich aus der Provinz Samangan wurden mittels Radiocarbonmethode auf einen Zeitraum zwischen dem 2. Jahrhundert n. Chr. bis in die frühe Sassanidenzeit datiert. Einige dieser Fragmente zeigen Tiere wie Hirsche, die manchmal zu einer Prozession angeordnet sind und somit an den Pasyryk-Teppich erinnern, oder eine geflügelte mythische Kreatur. Kett- und Schussfäden sowie der Flor sind aus Wolle, die zu grobem Garn versponnen ist. Die Fragmente sind mit asymmetrischen Knoten geknüpft. Nach jeder dritten bis fünften Knotenreihe sind Strähnen unversponnener Wolle oder Stoff- und Lederstreifen eingearbeitet. Diese Fragmente befinden sich in der Sammlung Al-Sabah im Haus der Islamischen Kunst (Dar al-Athar al-Islamyya) in Kuwait.

### Anatolische Teppiche der Seldschukenzeit aus dem 13.–14. Jahrhundert
Die ältesten weitgehend erhaltenen geknüpften Teppiche wurden in den anatolischen Städten Konya und Beyşehir sowie im ägyptischen Fustāt gefunden und ins 13. Jahrhundert datiert. Sie stammen somit aus der Zeit des Sultanats der Rum-Seldschuken. Aus anderen Ländern sind keine Teppiche aus dieser frühen Zeit erhalten.
Im frühen 14. Jahrhundert schrieb Marco Polo in seinem Reisebericht:

„…et ibi fiunt soriani et tapeti pulchriores de mundo et pulchrioris coloris.“

„…und hier stellt man die schönsten Seidenstoffe und Teppiche der Welt her, und in den schönsten Farben.“

Von Persien kommend, reiste Polo von Sivas nach Kayseri. Abu’l-Fida zitiert Ibn Sa'id al-Maghribi, der im späten 13. Jahrhundert von Teppichexporten aus anatolischen Städten berichtete: „Hier werden Turkomanische Teppiche gemacht, die in alle anderen Länder gehandelt werden“. Er, wie der marokkanische Kaufmann und Reisende Ibn Battūta nennen Aksaray als großes Zentrum der Teppichknüpferei im frühen bis mittleren 14. Jahrhundert.
Acht Teppichfragmente wurden 1905 von Fredrik Robert Martin in der Alâeddin-Moschee in Konya gefunden, vier weitere fand 1925 Rudolf Meyer Riefstahl in der Eşrefoğlu-Moschee in Beyşehir, ebenfalls in der Provinz Konya. Mehr Fragmente tauchten im ägyptischen Fustāt auf.
Aufgrund ihrer ursprünglichen Größe (Riefstahl publizierte einen Teppich von 6 m Länge) können die Konya-Teppiche nur in einer spezialisierten Stadtmanufaktur hergestellt worden sein, denn Webstühle dieser Größe finden keinen Platz in einem Dorfhaus oder einem Nomadenzelt. Es ist nicht bekannt, wo genau diese Teppiche einst geknüpft wurden. Die Feldmuster der Konya-Teppiche sind meist geometrisch und im Verhältnis zur Größe des Teppichs eher klein. Die untereinander sehr ähnlichen Muster sind in diagonalen Reihen angeordnet: Hexagone mit geraden oder hakenbesetzten Umrisslinien; Quadrate mit Sternen darin und dazwischen eingefügten Ornamenten, die kufischer Schrift ähnlich sind; Sechsecke oder stilisierte Blumen und Blätter in Rautenornamenten. Die Hauptbordüre enthält oft kufische Ornamente. Die Ecken sind nicht „aufgelöst“, was bedeutet, dass das Muster der Bordüre an den Ecken abgeschnitten erscheint und sich nicht um die Ecke herum fortsetzt. Die Farben (Blau, Rot, Grün, seltener Weiß, Braun, Gelb) erscheinen gedämpft. Oft liegen zwei unterschiedliche Schattierungen der gleichen Farbe direkt nebeneinander. Kein Muster gleicht dem anderen auf diesen Teppichen.
Die Teppiche aus Beyşehir sind denen aus Konya in Muster und Farbgebung sehr ähnlich. Im Unterschied zu den Tierteppichen der Folgezeit sind Abbildungen von Tieren auf den seldschukischen Teppichen selten zu sehen. Auf einigen Fragmenten finden sich gehörnte, einander gegenüber gestellte Vierfüßler, oder Vögel zu beiden Seiten eines Baumes.
Der Stil der Seldschukenteppiche weist Parallelen auf zu architektonischen Schmuckelementen zeitgleicher Bauwerke wie der Moschee in Divriği oder Bauten in Sivas und Erzurum und könnte verwandt sein mit Ornamenten der byzantinischen Kunst. Die Teppiche werden im Mevlana-Museum in Konya und im Museum für türkische und islamische Kunst in Istanbul verwahrt.

### Frühe anatolische Tierteppiche aus dem 14.–16. Jahrhundert
Teppiche mit speziellen Tiermustern wurden nach heutigem Wissen in Anatolien hergestellt. Charakteristisch für diese Gruppe sind die in den Flor eingeknüpften stilisierten Tierdarstellungen. Sie wurden im 14. bis 16. Jahrhundert während der Seldschuken- und frühen Osmanenzeit hergestellt und auch nach Westeuropa exportiert. Sehr wenige dieser Teppiche sind noch erhalten, die meisten in fragmentarischem Zustand. Tierteppiche wurden jedoch häufig auf Gemälden der frühen Renaissancezeit dargestellt. Die Entstehungszeit der erhaltenen Teppiche kann durch Vergleich mit ihren gemalten Gegenstücken bestimmt werden. Ihre Untersuchung hat wesentlich zur Entwicklung der Chronologie der islamischen Kunst beigetragen. Bis zur Entdeckung des Pasyryk-Teppichs und weiterer Fragmente galt der im Museum für Islamische Kunst in Berlin aufbewahrte „Phönix und Drache “-Teppich als der älteste der Welt. Weitere Funde von Teppichen dieser Gattung, beispielsweise der im schwedischen Marby gefundene Tierteppich, belegen einen Export anatolischer Teppiche bis nach Nordeuropa.

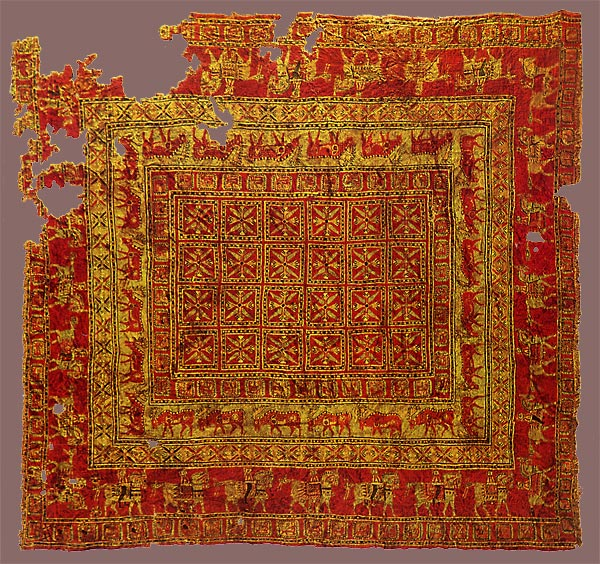
Der Pasyryk-Teppich, um 400 v. Chr. (Eremitage, Sankt Petersburg)
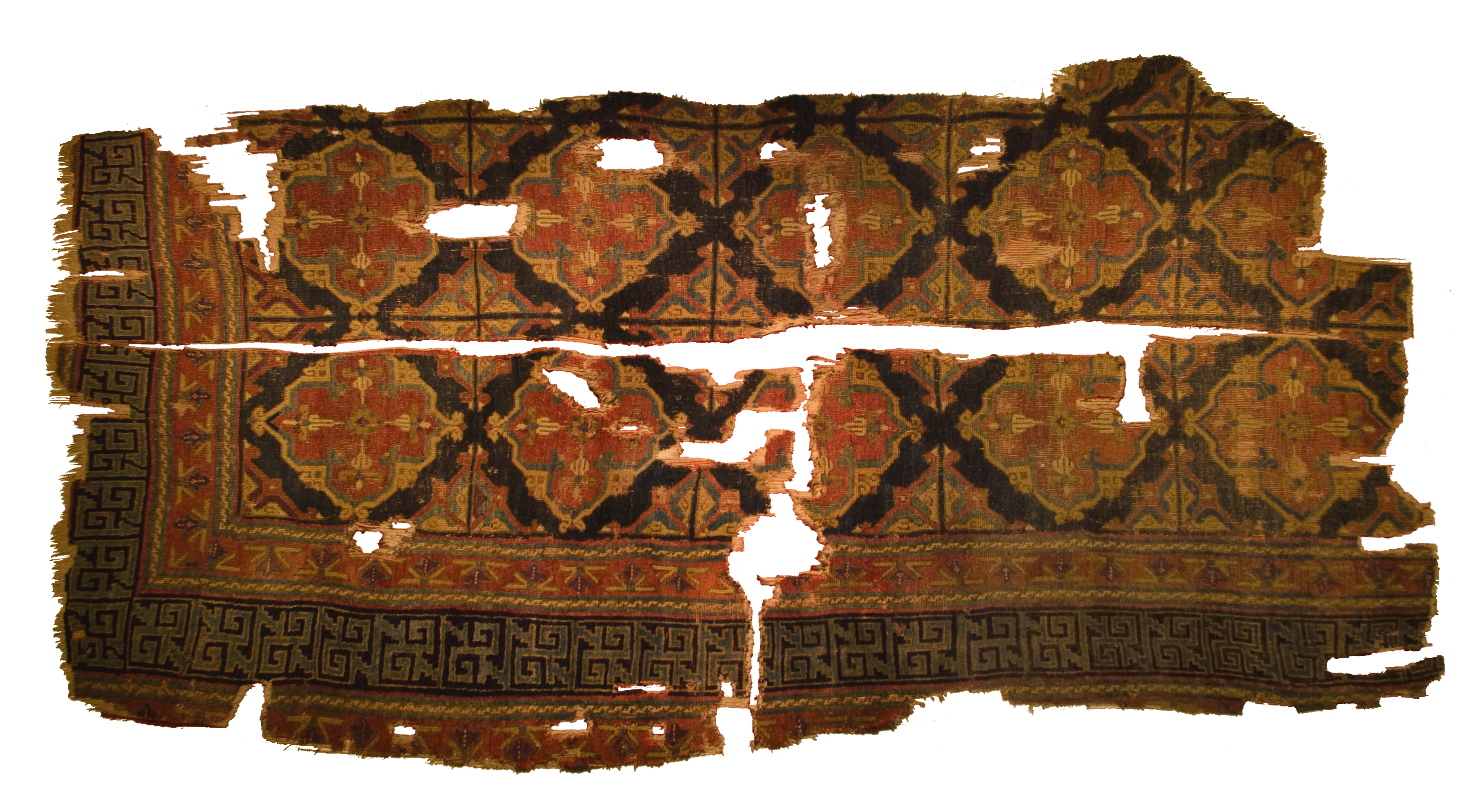
Teppichfragment aus der Eşrefoğlu-Moschee in Beyşehir, Anatolien, Seldschukenzeit, 13. Jahrhundert
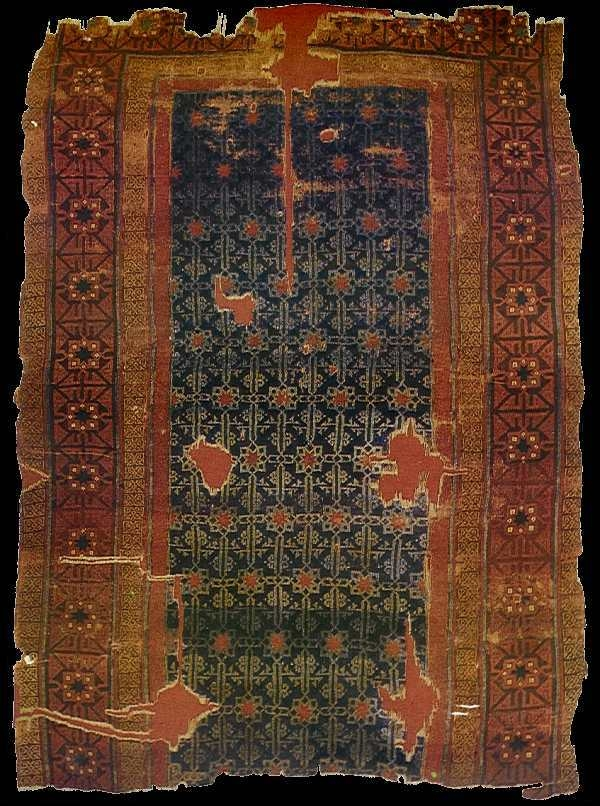
Seldschukischer Teppich, 320 × 240 cm, aus der Alaaddin-Moschee in Konya, 13. Jahrhundert
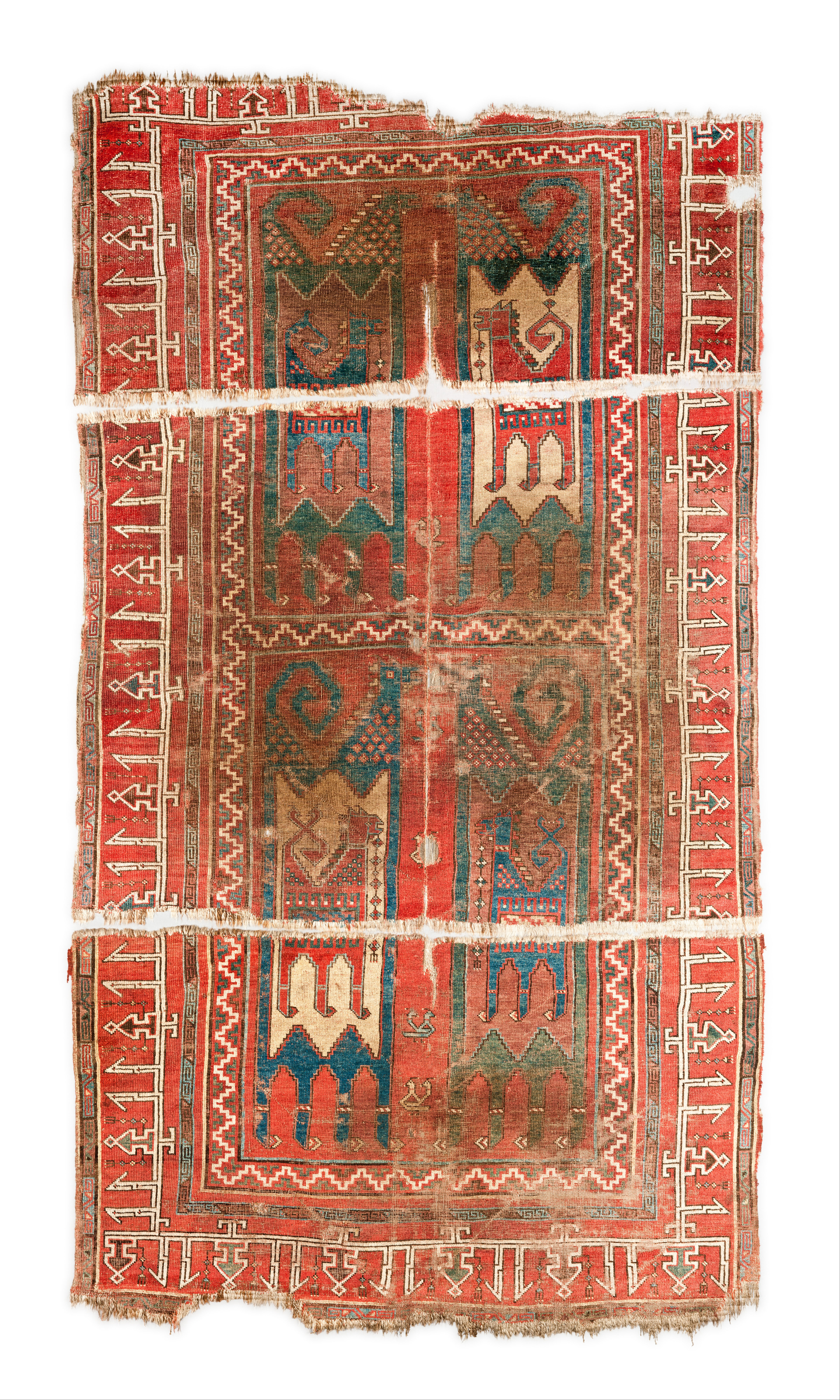
Tierteppich, Anatolien, 11.–13. Jahrhundert (Museum für Islamische Kunst, Doha)
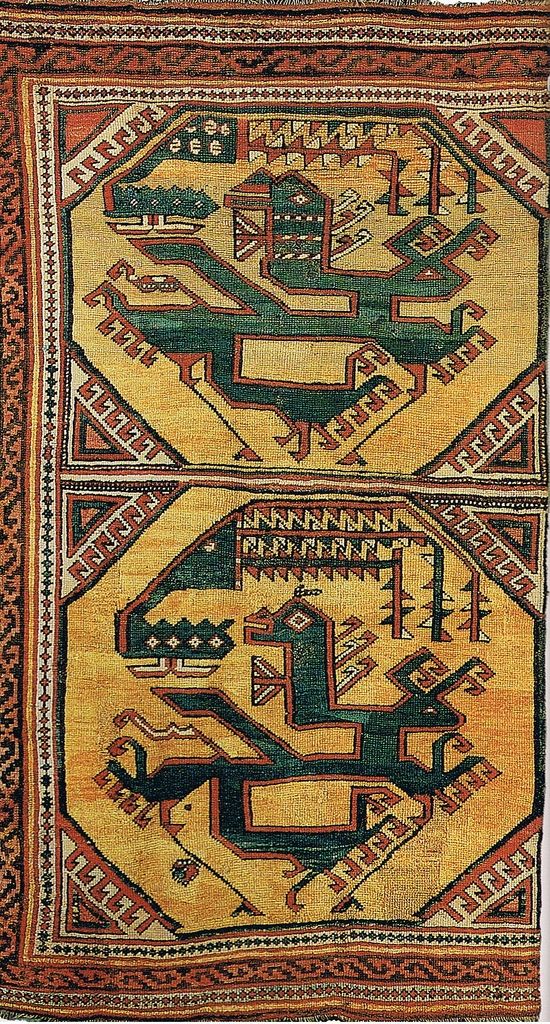
„Phoenix und Drache“-Teppich, 164 × 91 cm, Anatolien, ca. 1500 (Museum für Islamische Kunst, Berlin)

### Weitere Geschichte
Im Mittelalter kamen einige Teppiche durch die Kreuzritter nach Europa, und später wurden Teppiche aus dem Orient von Reisenden und Geschäftsleuten als Geschenke, in großer Zahl durch den Handel, nach Europa gebracht, nach Rom oder Venedig. Von dieser Zeit an sind mehr Teppiche erhalten und erlauben einen detaillierteren Überblick über die Geschichte der Teppichknüpferei in einzelnen Ländern.

## Herstellung und Aufbau

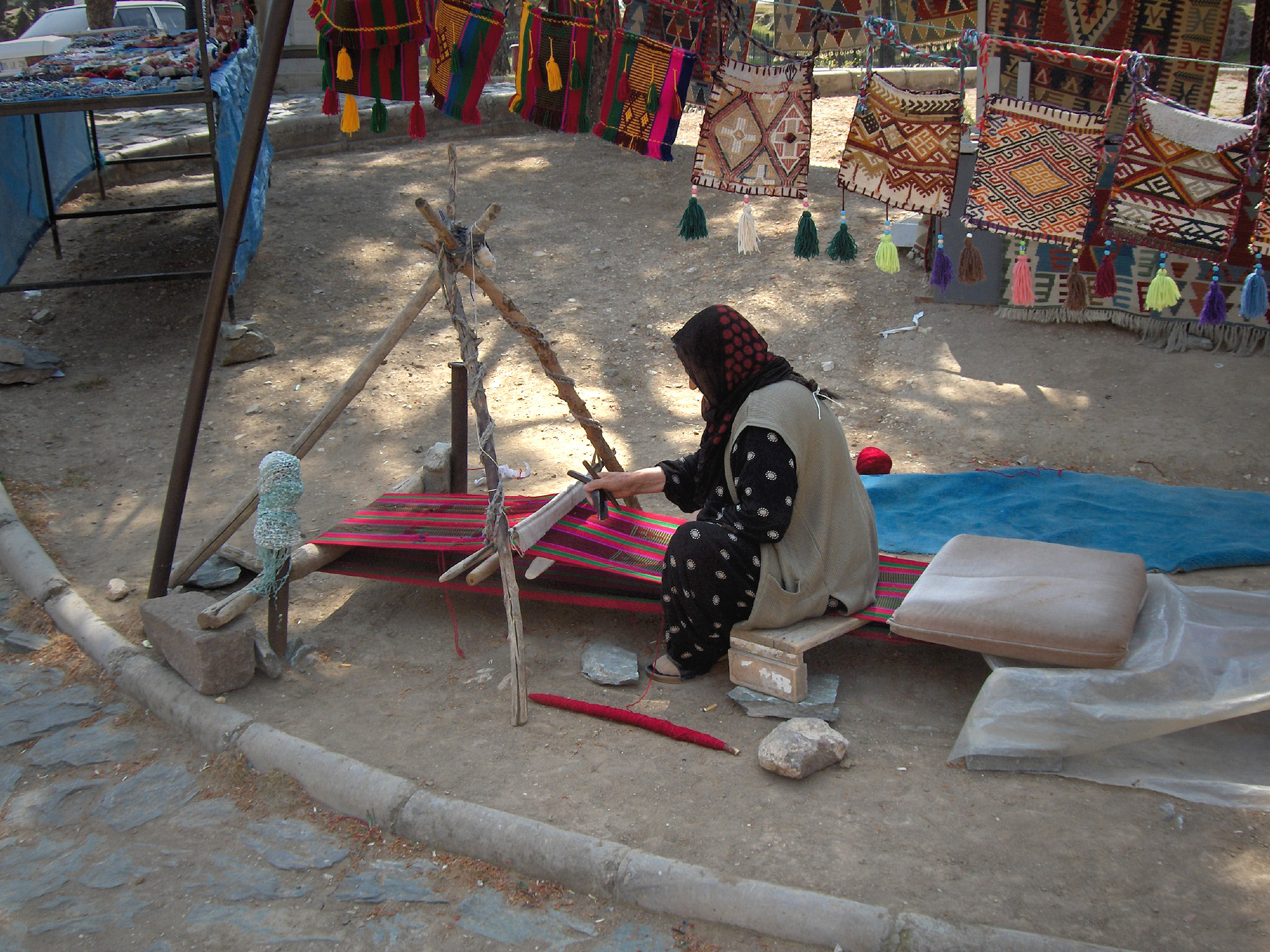
Horizontaler Webstuhl der Nomaden

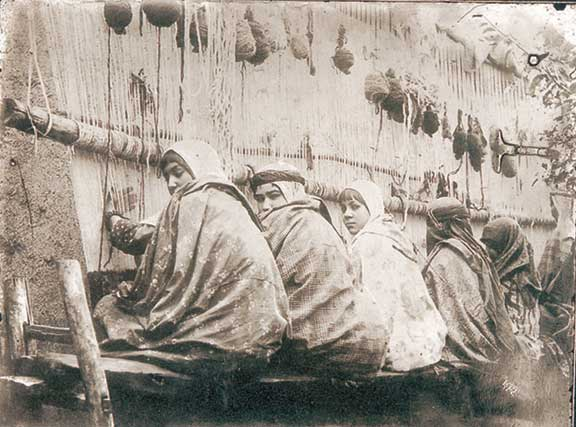
Teppichknüpferinnen an einem aufrechten Dorfwebstuhl, Antoin Sevruguin um 1890

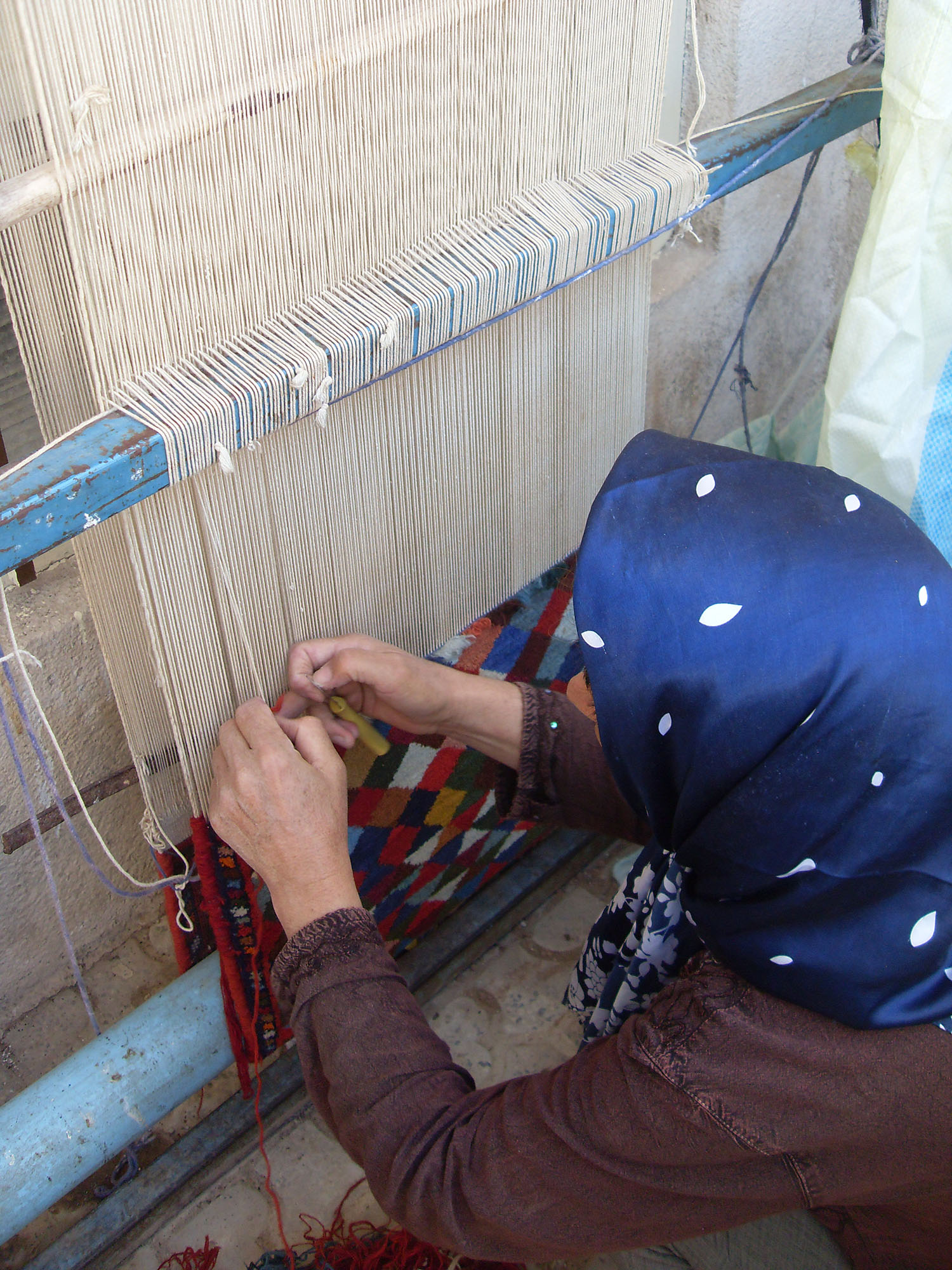
Teppichknüpferin an einem aufrechten Webstuhl vom „Täbris“-Typ

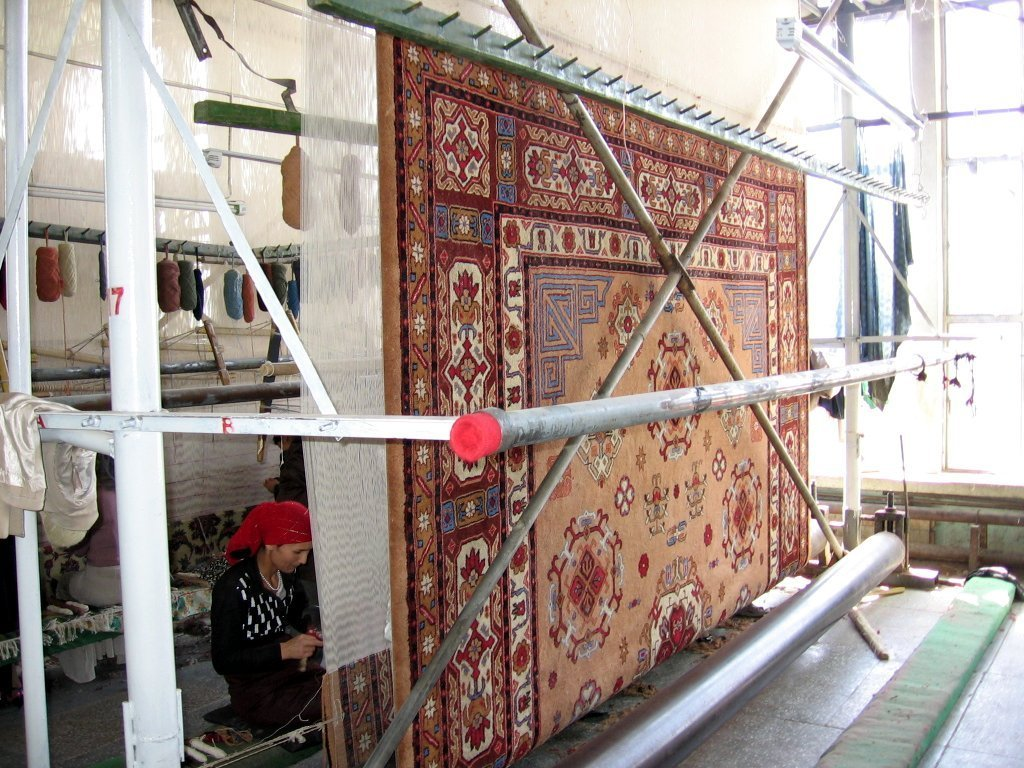
Vertikaler Webstuhl, Westturkestan

### Webstuhl
Es werden zwei Arten von Webstühlen unterschieden
- der liegende oder horizontale und
- der stehende oder vertikale Webstuhl.

#### Horizontaler Webstuhl
Die Nomaden verwenden den horizontalen Webstuhl. Das recht einfache Gerät besteht aus vier Pflöcken im Boden und zwei Querbalken zum Spannen der Kettfäden. Hierdurch wird nomadische Flexibilität gewahrt. Wird mit dem Vieh weitergezogen, werden die Pflöcke aus dem Boden gezogen und samt dem halbfertigen Erzeugnis zusammengefaltet und am neuen Standort wieder aufgebaut. Die Größe des Teppichs ist dabei durch die Maße des eingerichteten Webstuhls begrenzt. Diese Technik wird noch unter den traditionell lebenden Nomadenstämmen praktiziert. Andererseits sind viele Nomaden sesshaft geworden, so dass ihre Teppiche in Heimarbeit entstehen. Sie verwenden dann oft fest montierte horizontale Webstühle, an denen mehrere Personen gleichzeitig nebeneinander arbeiten können.
- Afscharen, Bachtiaren, Belutschen, Kaschgai, Kurden, Luren und Turkmenen in Persien,
- Belutschen und Turkmenen in Afghanistan
- Kurden und Bergnomaden (Yörük) in Anatolien.

#### Vertikaler Webstuhl
Im Gegensatz zum horizontalen Webstuhl ermöglicht der stehende oder vertikale andere Arbeitsweisen, zudem größere Teppichformate. Der einfachste Stuhl hat feste Querbäume und die Länge des Webstuhls bestimmt die Teppichlänge. In den Manufakturen werden die Kettfäden aus Baumwolle auf Balken oder in größeren Fabriken im Walzenwebstuhl auf Metallwalzen gespannt. Je nach Breite können Mehrere gleichzeitig am Webstuhl arbeiten. Die Walzen mit den Kettfäden werden weiter gedreht und der fertige Teppichteil nach unten oder hinten umgelegt. Dadurch bleibt die Arbeitshöhe der vor dem Knüpfstuhl Sitzenden beibehalten.
Drei Typen aufrechter Webstühle, die auf verschiedene Weise technisch modifiziert sein können, werden unterschieden. Es gibt den festen Dorfwebstuhl, den Täbris- oder Bunyan-Webstuhl und den Rollbalken-Webstuhl.
1. Der feste Dorfwebstuhl wird überwiegend in ländlichen Gebieten des Iran und der Türkei verwendet und setzt sich zusammen aus einem fixierten oberen und einem beweglichen unteren Balken („Stoffbalken“), der in Schlitzen der Seitenbalken befestigt ist. Die richtige Spannung der Kettfäden wird durch Keile erzeugt, die in die Schlitze der Seitenbalken eingetrieben werden. Gearbeitet wird auf einer höhenverstellbaren Planke, die dem fortschreitenden Teppich folgend immer höher gestellt wird. Ein auf einem solchen Webstuhl hergestellter Teppich kann maximal so lang sein wie der Webstuhl hoch ist.
2. Der nach der gleichnamigen Stadt benannte Täbris-Webstuhl wird traditionell im nordwestlichen Iran benutzt. Die Kettfäden setzen sich hinter dem Webstuhl ähnlich wie ein senkrechtes Fließband fort. Die Spannung der Kettfäden wird mit Keilen eingestellt und aufrechterhalten. Wenn ein Abschnitt des Teppichs fertig ist, werden die Kettfäden gelockert und der Abschnitt nach unten auf die Rückseite des Webstuhls gezogen. Die Arbeitshöhe ändert sich dabei nicht. Dieser Prozess wiederholt sich so lange, bis der Teppich fertig ist. Technisch bedingt kann auf einem Täbris-Webstuhl ein Teppich geknüpft werden, der maximal doppelt so lang ist wie der Webstuhl hoch.
3. Der Rollbalken-Webstuhl findet weite Verwendung in allen Ländern, die Teppiche herstellen. Er besteht aus zwei beweglichen Balken, um die die Kettfäden gewickelt sind. Die Balken sind mit Rasten befestigt. Wenn ein Teppichabschnitt fertig ist, wird er auf den unteren Balken aufgewickelt. Theoretisch kann auf einem Rollbalken-Webstuhl ein Teppich jeder beliebigen Länge hergestellt werden. In manchen, besonders in türkischen, Manufakturen werden mehrere Teppiche hintereinander auf denselben Kettfäden geknüpft und am Schluss auseinander geschnitten.

Je enger die Kettfäden beieinander liegen, desto dichter wird der Teppich. Die Breite wird durch die Querbalken bestimmt. Aus dem gesamten Abstand der Querbalken wird die Länge des Teppichs festgelegt. Der Knüpfvorgang beginnt am unteren Ende der Kettfäden.

### Material
Kette und Schuss bilden das Grundgewebe und der Flor das Muster. Hierfür werden verschiedene Materialkombinationen eingesetzt.
| Kette      | Schuss     | Flor       |
| ---------- | ---------- | ---------- |
| Schafwolle | Schafwolle | Schafwolle |
| Baumwolle  | Baumwolle  | Baumwolle  |
| Naturseide | Naturseide | Naturseide |
| Baumwolle  | Baumwolle  | Naturseide |
| Baumwolle  | Baumwolle  | Kunstseide |
| Baumwolle  | Baumwolle  | Schafwolle |

Fasern aus Wolle, Baumwolle und Seide müssen gezwirnt oder gesponnen werden. Der Zwirn kann als S-Draht gegen den Uhrzeigersinn oder als Z-Draht im Uhrzeigersinn versponnene Wolle sein. 

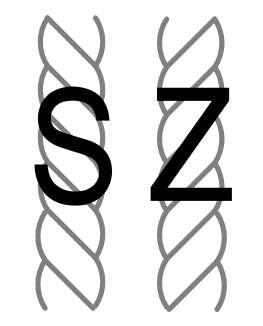
Zwirndrehung: S-Draht und Z-Draht

 Bei der Alters- und Herkunfts-Bestimmung eines Teppichs kann die entsprechende Analyse des Garns sehr hilfreich sein.

#### Wolle
Für die Teppichproduktion sind drei Arten von Schafrassen wichtig: das Merinoschaf, das Crossbredschaf (Kreuzzucht) und das Cheviotschaf.
Unterschiede in der Qualität und im Erscheinungsbild ergeben sich aus der Schafrasse und den klimatischen Verhältnissen, unter denen die Tiere leben. Hochlandschafe geben durch Klima und Vegetation eine bessere Wolle als Schafe aus milden Klimazonen. Das Alter der Tiere beeinflusst die Qualität ebenfalls. In jungen Jahren ist die „Wolligkeit“ besser, ausreichende Widerstandskraft erhält sie erst nach dem ersten Lebensjahr des Tieres. Die Schur erfolgt meist im Frühjahr.
Wolle wird danach unterschieden, wann und wie oft geschoren wird. Jährlingswolle stammt von der ersten oder zweiten Schur nach zehn bis zwölf Monaten. Lammwolle ist die Wolle der ersten Schur nach sechs Monaten, die Kurkwolle (pers. = Flaum, weiche Wolle). Einschurwolle wird nur einmal im Jahr geschoren, Zweischurwolle von Schafen, die zweimal im Jahr geschoren werden. Haut- oder Schlachtwolle ist Wolle der geschlachteten, Sterblingswolle die von verendeten Schafen.
Die Vliesteile sind noch roh und naturverschmutzt, sie werden in mehreren hintereinander geschalteten Bottichen schonend in Wasser unter Zusatz von schwachen Alkalien gewaschen und entfettet. Die mechanische Belastung muss gering bleiben, um ein Verfilzen zu vermeiden. Es werden zunehmend synthetische Detergenzien eingesetzt, die leichter entfetten. Von einem Merinoschaf werden zwei Kilogramm gewaschene Wolle gewonnen. Vor dem Spinnen werden die Fasern geöffnet und gekämmt. Ohne jegliche Hilfsmittel kann die Wolle mit den Händen ausgezupft werden. Handkarden sind zwei Brettchen mit Handgriffen, die an der Innenseite mit vielen kleinen abgewinkelten Häkchen aus Stahl besetzt sind, damit ist das Lockern schneller und gleichmäßiger möglich. In der modernen Spinnerei stehen dafür Kardiermaschinen bereit.
Seit Anfang der Industriellen Revolution wird Wolle maschinell versponnen. Zuvor wurde die gesamte Rohwolle für die Teppichherstellung von Spinnerinnen in Handarbeit versponnen; diese wird gekennzeichnet durch eine Art Maserung, eine unregelmäßige Stärke der einzelnen Fäden. Besonders Teppiche mit wenig Muster oder ohne Muster erhalten dadurch ihre Eigenart wie die Gabbeh.

#### Seide
Naturseide wird aus den Kokons des Maulbeerspinners gewonnen. Die Herkunft dieses Insektes ist China, über Korea kam die Zucht nach Byzanz und ins südliche und mittlere Europa und wurde hier in Italien und dann in Frankreich zu Stoffen verarbeitet. Zehn Tagen nach der Eiablage schlüpfen Raupen, die ausschließlich frische Blätter des Maulbeerbaums fressen. Nach vier Wochen sind sie fingerdick und verpuppen sich. Bevor die Spinner schlüpfen, werden die Larven in den Kokons durch heißes Wasser oder Wasserdampf abgetötet. Dabei lösen sich die äußeren Lagen. Jetzt wird die Haspelseide von den Kokons „abgehaspelt“, also abgewickelt und aufgespult. Ein Kokon kann bis zu 25.000 Meter Faden ergeben.
Bei Isfahan-Teppichen aus Persien und Hereke-Teppichen aus der Türkei wird diese Haspelseide für Kettfäden genutzt. Einige Teppicharten werden gänzlich aus Seide hergestellt. Seide ist nicht so elastisch wie Schafwolle, aber sehr strapazierfähig. Aufgrund ihrer hohen Reißfestigkeit lässt sich Seide dünner verspinnen und Teppiche von sehr hoher Feinheit mit hoher Knotendichte können geknüpft werden.

Verschiedene Fasern, (A) Chinesische Wolle, (B) Merinowolle, (C) Baumwolle, (D) Seide, (E) Mohair

#### Baumwolle
Nach Wolle ist Baumwolle das Material bei Teppichherstellung. Die Baumwollpflanze ist ein strauch- bis baumartiges Gewächs, das jährlich neu angebaut wird. Die reife Fruchtkapsel platzt und die Fasern der Baumwolle quellen heraus. Diese Faserbällchen werden von Hand oder maschinell eingesammelt und entkörnt, das Egrenieren ist das Abtrennen der Samenhaare von den Samenkörnern.
Baumwollfäden sind sehr zugfest und robust und haben sich als Träger für die Knoten im Grundgewebe in Schuss und Kette durchgesetzt. Für den Flor sind sie ungeeignet. In der Knüpfteppichproduktion wird mercerisierte Baumwolle eingesetzt. Durch ein Bad in kalter Natronlauge erhält die Baumwolle Seidenglanz. Das Verfahren wurde 1844 von John Mercer entwickelt. Ein Mischgarn aus merzerisierter Baumwolle mit geringer Beimischung von Seide wird im Teppichhandel als Flosch bezeichnet.
Gelegentlich wird Baumwolle als Effektgarn im Pol (Schlinge) oder für das Knüpfen besonders leuchtend weißer Ornamente verwendet, ungebleichte Tierwolle hat stets einen gelblich-weißen Farbton. Allerdings nimmt Baumwolle als Florgarn leicht Schmutz an und die Polfestigkeit ist gering, der Flor tritt sich schnell zusammen. Reine Baumwollteppiche werden als Sommerteppiche verwendet. Sommerteppiche sind Flachgewebe, die während der Sommermonate ausliegen und zu besonderen Gelegenheiten; während der kalten Jahreszeit wurden geknüpfte Teppiche darüber gelegt. Auch in Anatolien, in der Panderma-Region, wurden Sommerteppiche angefertigt. In Indien heißen sie Dhurries.

### Farben und Färbung

#### Naturfarben

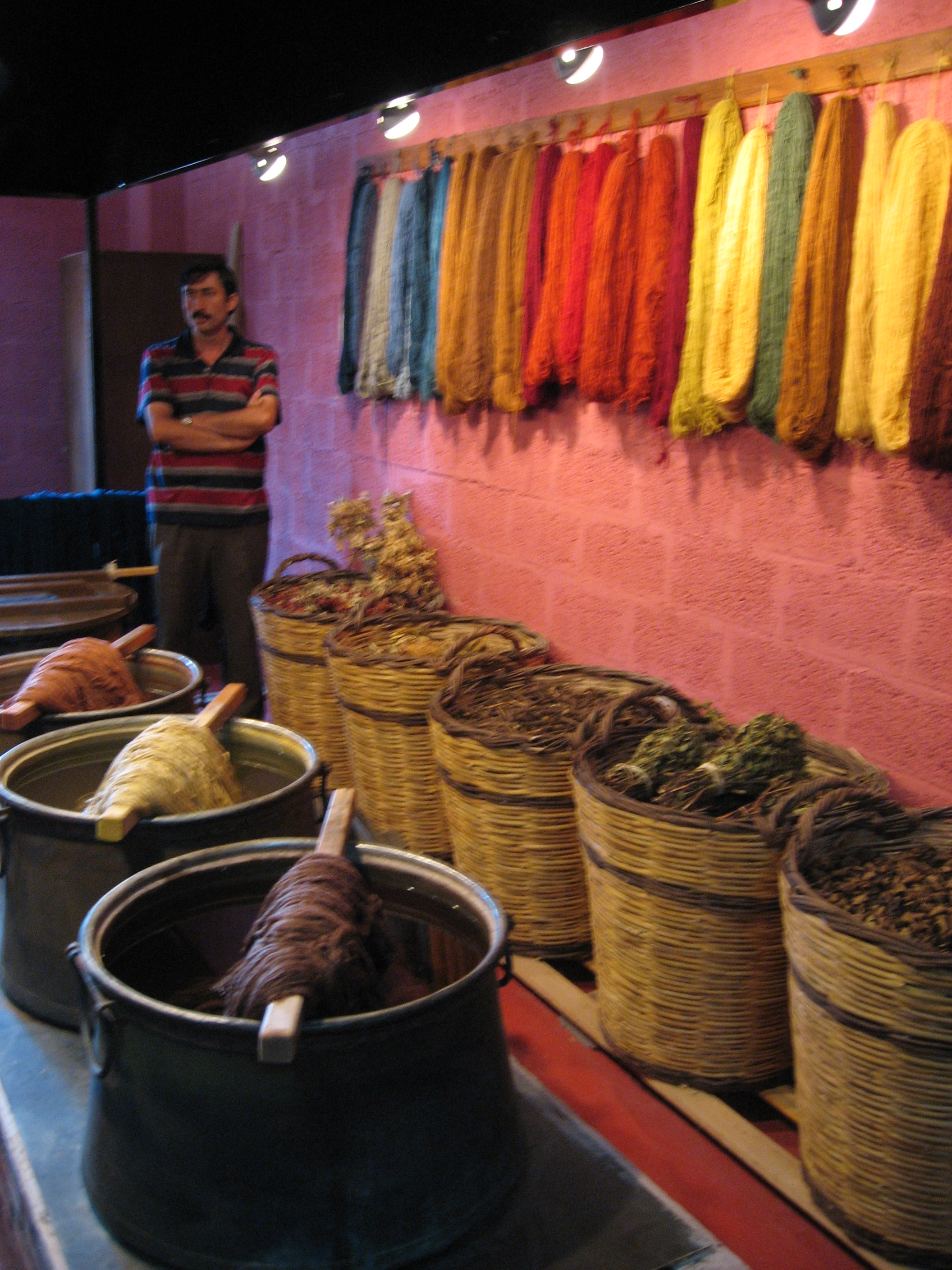
Naturgefärbte Wolle in einer türkischen Teppichmanufaktur

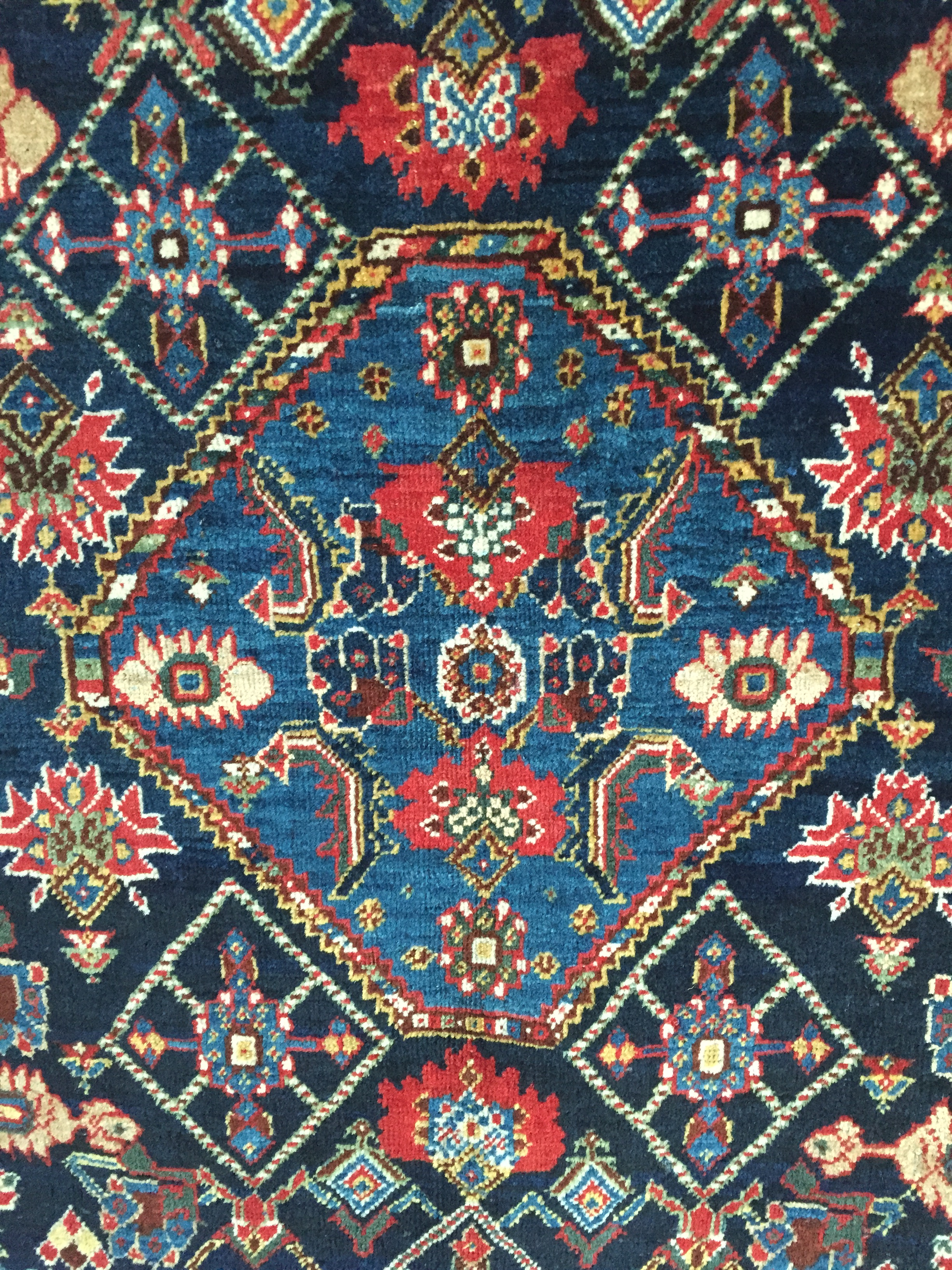
Unregelmäßiger blauer Farbverlauf (Abrasch) in einem südpersischen Teppich

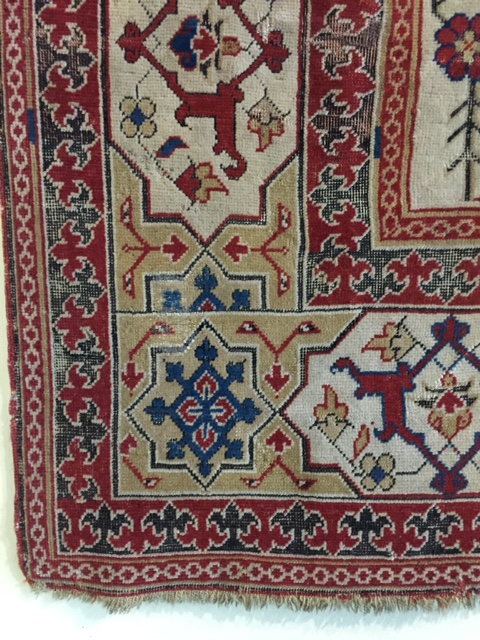
Stärkerer Abrieb der braun gefärbten Wollfäden in einem „Siebenbürger“ Teppich

Die Färbekunst entwickelte sich mit der Knüpfkunst, sie geht auf jahrtausendalte überlieferte Methoden zurück. Wolle und Seide für die Teppichherstellung werden vorzugsweise mit natürlichen Farbstoffen gefärbt. Die erreichbaren Färbungen sind nicht grell und schreiend, sondern fügen sich zu zarten und harmonischen Kombinationen.
Ein häufiges Farbmittel für Rot und Rotbraun wird aus der Wurzel der Färberkrapppflanze gewonnen. Hierbei sind die Farbstoffe Alizarin und Purpurin von besonderer Bedeutung. Unterschiedliche Farbtöne werden durch Beizen mit Aluminiumsalzen (Rot) oder Eisensalzen (Violett bis Braun) erreicht. Die Beizstoffe greifen die Wollfasern stärker an, so dass sich diese schneller abreiben als benachbarte Areale. In sehr alten Teppichen sind oft nur noch die Knoten erhalten. Mittels eisenhaltiger Beizen braun gefärbte Wolle fühlt sich häufig fettiger an als anders gefärbte Wolle im selben Teppich. Es sind besonders geschickte Fälschungen bekannt, die diesen Effekt nachahmen.
Purpurrot – „die Farbe der Könige“ – stammt aus dem Panzer von Schildläusen (Cochenilleschildlaus, Kermes-Schildlaus und Kermesläusen), die im Wesentlichen Karmin enthalten und Färberlack (Laccainsäure).
Für Blau wird die Wurzel der Indigopflanze, für Gelb Färber-Wau, Gelbwurz, Kurkuma, Kamille oder der Farbstoff der Granatapfelschalen eingesetzt. Grüne Töne lassen sich durch Überfärben von Indigo mit einem gelben Farbstoff erzeugen. Mit Indigo und Krapp werden violette und braunviolette Töne gefärbt. Safran liefert einen gelborangefarbenen Farbton. Cochenille und Blauholz (Campecheholz) aus Amerika erreichten im 16. Jahrhundert den Orient.
Kleine Garnstränge für den Flor werden per Hand gefärbt. Jedes gefärbte Los der Wolle wird per Hand in den Teppich geknüpft. Beim nächsten Los der gefärbten Wolle ist eine Farbabweichung unvermeidlich – diese wird Abrasch genannt. Die Farbveränderung zeigt sich in horizontaler Richtung, also in Arbeitsrichtung.
Es ist nicht mit Sicherheit möglich festzustellen, ob die Farben in einem Teppich von natürlichen Farbstoffen stammen. Oft kann dies nur mit Hilfe von chemischen Tests festgestellt werden. Zwei der wichtigsten Naturfarben – Indigoblau und Krapprot – können chemisch exakt imitiert werden.

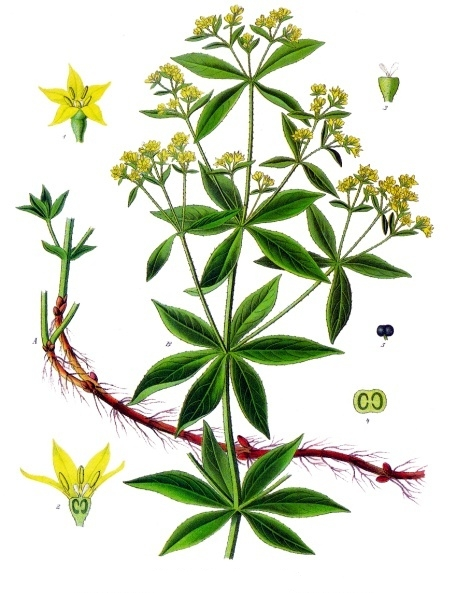
Färberkrapp (Rubia tinctorum)
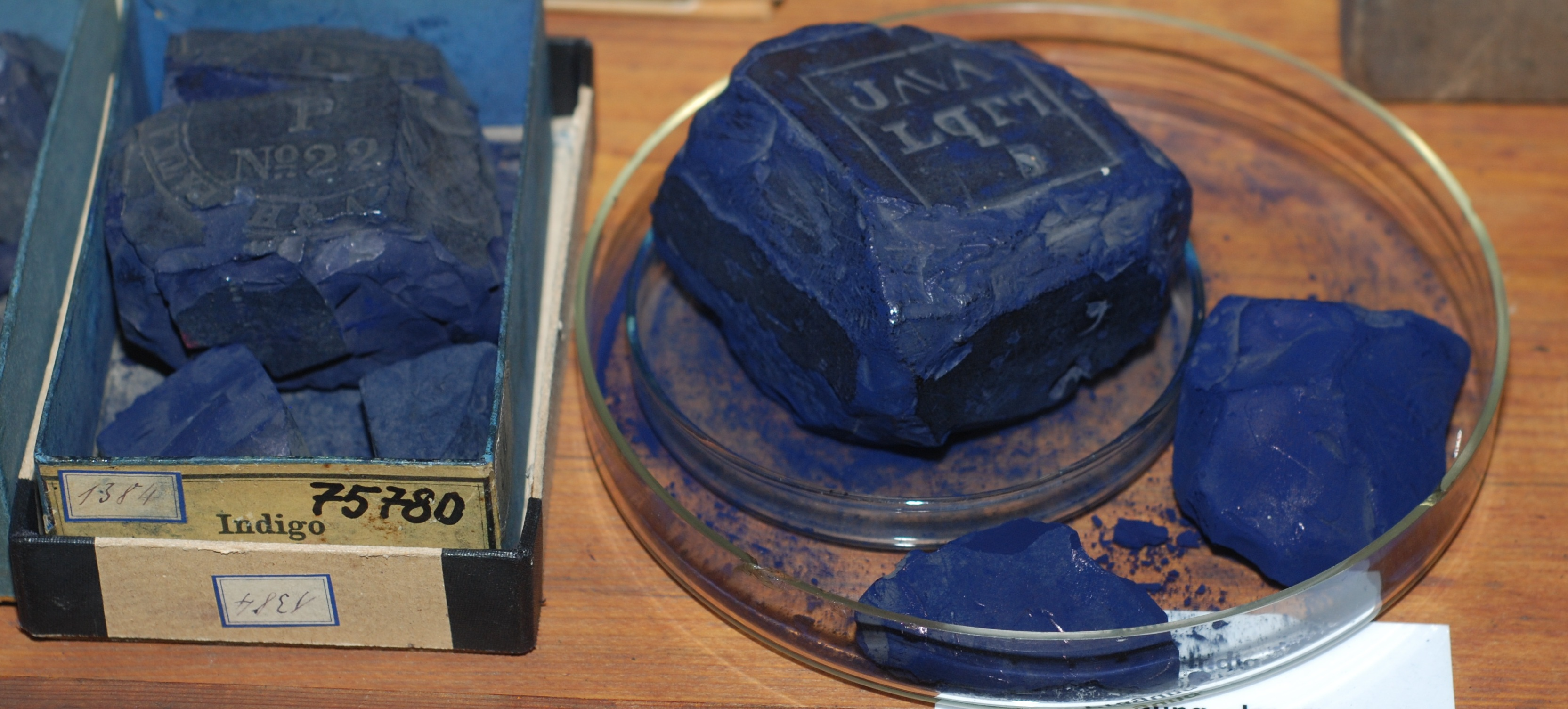
Indigo, Sammlung historischer Farbstoffe Technische Universität Dresden
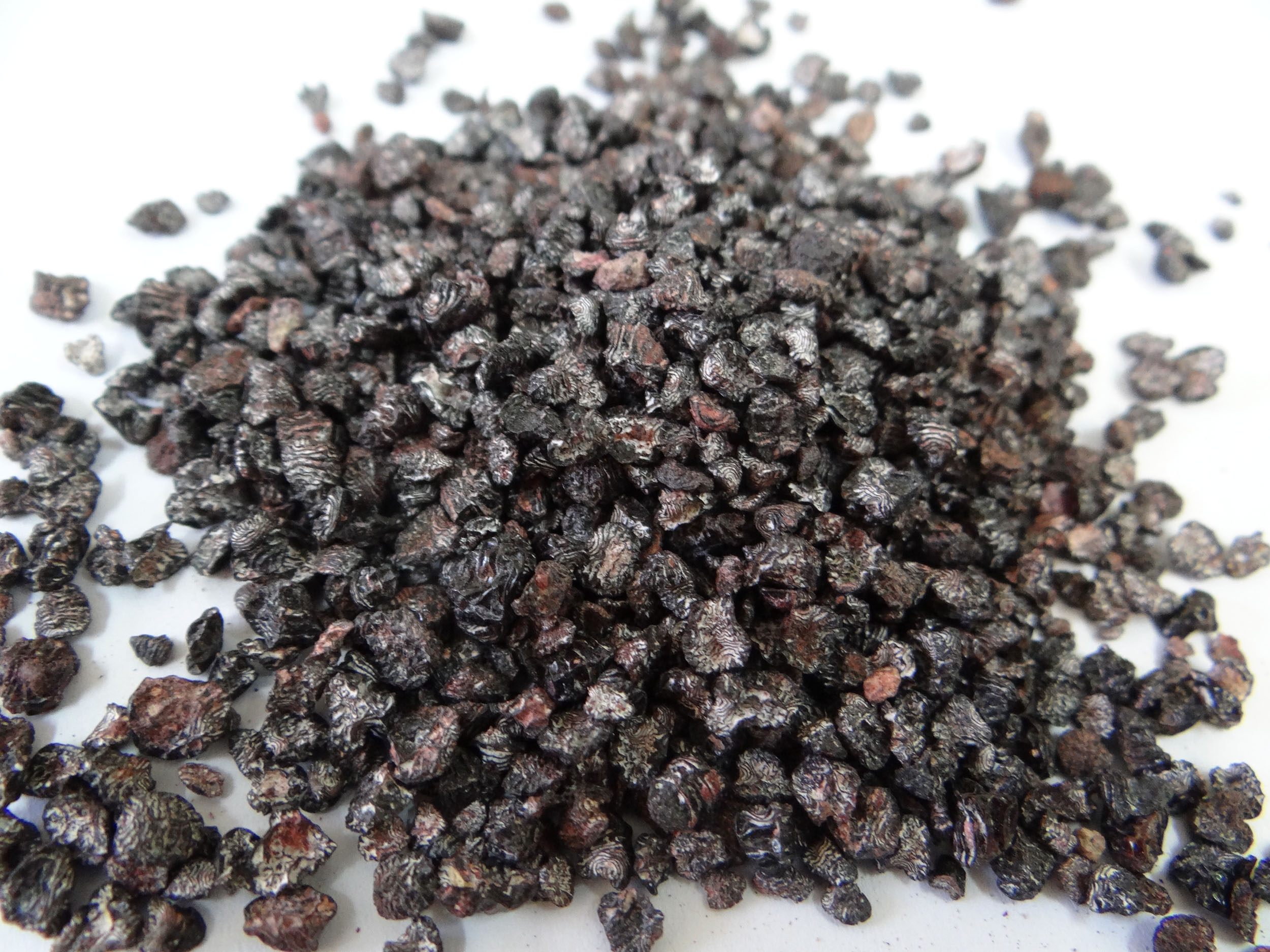
Kermes- oder Cochenilleläuse

#### Synthetische Farbmittel
Als halbsynthetischer Farbstoff wurde ab Mitte des 19. Jahrhunderts in einigen Teppichen Indigosulfonsäure, hergestellt aus Indigo und Schwefelsäure, verwendet.
Anilinfarben aus Steinkohlenteer wurden in Europa seit der Mitte des 19. Jahrhunderts hauptsächlich von den deutschen Farbenfabriken hergestellt und gelangten bald auf unterschiedlichen Handelswegen in den Orient. Wegen des geringen Preises und der leuchtenderen Farben verbreiteten sie sich und ersetzten oder ergänzten teilweise die Naturfarbstoffe. Dadurch lassen sich Teppiche aus der Zeit zwischen 1860 und 1870 leicht datieren. Insbesondere wurden Triphenylmethanfarbstoffe und Azofarbstoffe verwendet. Zum Färben eingesetzte Farbstoffe waren beispielsweise Mauvein, Anilinblau, Fuchsin, Kongorot, Kristallviolett, Malachitgrün, Methylorange, Naphtholgelb, Ponceau 2R, Echtrot A (Roccelline) und Amaranth. In einem kurdischen Teppich konnte Pikrinsäure nachgewiesen werden. Allerdings waren die ersten synthetischen Farbstoffe noch unrein, verblassten schnell und die Schurwolle verfilzte leicht beim Färbevorgang, so dass die Nachfrage nach diesen Produkten wieder sank. In Persien wurden sie auf Befehl des Schahs 1900 verboten. Dennoch sind moderne Farbstoffe bei den verbesserten Echtheiten und Farbstärken und dem durchgängig geringeren Preis zum Faserfärben im Einsatz.

### Die Knoten
Der „türkische“ Gördesknoten ist ein symmetrischer Doppelknoten, der hauptsächlich in der anatolischen Knüpfkunst benutzt wird. Der anatolische Teppich beansprucht durch den Gördesknoten mehr Knüpfzeit und benötigt mehr der wertvollen Wolle. Beim symmetrischen oder türkischen Knoten schauen die beiden Enden eines Knotenfadens zwischen den entsprechenden beiden Kettfäden nach oben und bilden den Flor.
Der „persische“ Sennehknoten ist als asymmetrischer Einfachknoten charakteristisch für die persischen Teppiche. Der Begriff ist eigentlich irreführend, weil in der persischen Stadt Senneh (heute Sanandadsch) traditionell der symmetrische „türkische“ Knoten Verwendung fand. Beim asymmetrischen oder persischen Knoten schaut nur ein Ende eines Knotenfadens zwischen den entsprechenden beiden Kettfäden nach oben, während das andere Ende des Knotenfadens neben beiden Kettfäden nach oben geführt wird. Das freie Ende des Fadens kann sowohl auf der rechten als auch auf der linken Seite des Kettfadens herausschauen, was als „nach rechts“ oder „nach links öffnend“ bezeichnet wird. Dies ist wichtig, weil bestimmte Regionen oder Stämme jeweils spezielle Knoten verwenden. Es lässt sich leicht herausfinden, nach welcher Richtung asymmetrische Knoten öffnen, indem mit der Hand der seitliche Strich des Teppichs bestimmt wird.
Eine geografische Zuordnung dieser beiden Knotentypen gibt es nicht. Beide werden (fast) überall angewendet.
Dschuftiknoten wird eine Knotenart genannt, die meist aus Ersparnisgründen statt zwei jeweils vier Kettfäden umfasst. Dschuftiknoten können symmetrisch oder asymmetrisch nach links oder rechts öffnend geknüpft werden. Er findet seit Beginn des 20. Jahrhunderts vor allem in für den Handel hergestellten Teppichen Anwendung, um Zeit und Material zu sparen, vor allem in größeren einfarbigen Bereichen des Teppichfelds. Der Dschuftikonten ergibt eine schlechtere Qualität, weil verglichen mit der traditionellen Knüpfung nur die halbe Menge des Knüpfgarns gebraucht wird. Der Teppichflor ist dann nicht so dicht und nutzt sich schneller ab.
Eine weitere Variante, der Einzelknoten, tritt in alten spanischen sowie koptischen Knüpfteppichen vor. Der Einzelknoten wird um einen einzelnen Kettfaden geknüpft. Diese Technik ist sehr alt und einige der von Aurel Stein in Turpan gefundenen Fragmente sind mit Einzelknoten geknüpft.
Es kommen ungleichmäßige Knoten vor: die beispielsweise einen Kettfaden auslassen, über drei oder vier Kettfäden geknüpft sind, einzelne Einzelknoten, oder zwei Knoten die asymmetrisch nach links oder rechts sich einen Kettfaden teilen. Oft finden sie sich in turkmenischen Teppichen, wo sie zu der besonders dichten und regelmäßigen Struktur dieser Teppiche beitragen.
Die versetzte oder offset-Knüpfung zeigt Knoten, die sich in aufeinander folgenden Reihen jeweils abwechselnd Kettfadenpaare teilen. Diese Technik erlaubt Farbwechsel von einem halben Knoten zum nächsten und erlaubt so das Knüpfen von Diagonalen in verschiedenen Winkeln. Eine solche Knüpfung ist manchmal in kurdischen oder turkmenischen Teppichen zu finden, vor allem in denen der Yomuden. Meist sind die Einzelknoten symmetrisch geknüpft.
Der aufrechte Flor von Orientteppichen neigt sich meist zum unteren Ende des Teppichs, weil jeder einzelne Knotenfaden nach dem Knüpfen nach unten gezogen und abgeschnitten wird. Wenn mit der Hand über den Flor gestrichen wird, bietet ein Knüpfteppich einen „Strich“ wie ein Tierfell. Durch Bestimmen des Strichs lässt sich erkennen, an welchem Ende das Knüpfen angefangen hat. Gebetsteppiche werden oft von der Seite der Bogenspitze aus angefangen, also „auf dem Kopf stehend“ geknüpft. Wahrscheinlich gibt es dafür technische Gründe (man kann sich zunächst auf das kompliziertere Bogenmuster konzentrieren und das Feld später anpassen), vor allem aber praktische, weil sich der Flor später in die Betrichtung neigt, was sich angenehmer anfühlt.

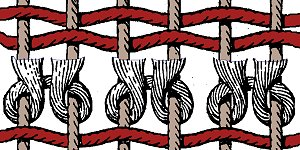
„Türkischer“ (symmetrischer) Knoten
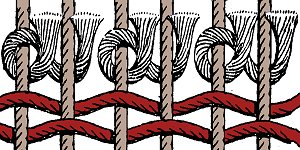
„Persischer“ (asymmetrischer) Knoten, nach rechts offen
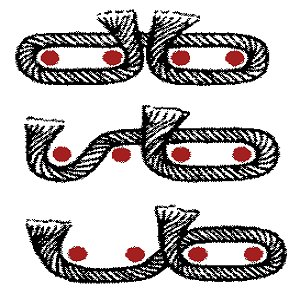
Varianten des Dschuftiknotens, um vier Kettfäden geknüpft
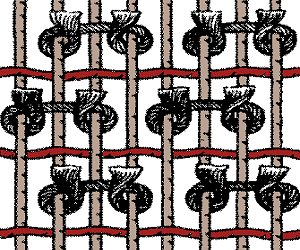
„Offset“-Knoten in versetzter Reihung
Knüpfen eines asymmetrischen, nach rechts offenen Knotens
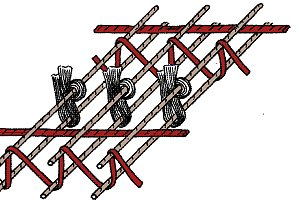
Knüpfung mit geschichtetem Schussfaden

#### Die Knotendichte
Die Feinheit von Orientteppichen wird nach der Knotenzahl pro Fläche definiert:
| Bewertung            | Anzahl der Knoten/m² |
| -------------------- | -------------------- |
| sehr grob geknüpft   | 15.000–90.000        |
| grob geknüpft        | 90.000–200.000       |
| mittelfein geknüpft  | 200.000–500.000      |
| fein geknüpft        | 500.000–910.000      |
| sehr fein geknüpft   | 910.000–1.200.000    |
| selten fein geknüpft | über 1.200.000       |

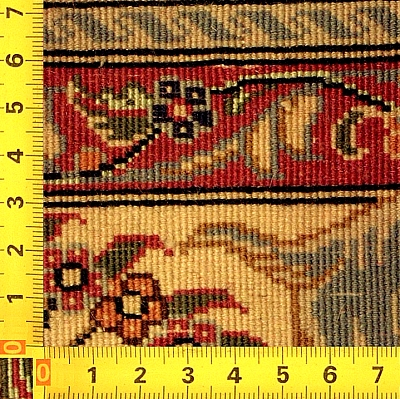
Auszählen der Knoten

Die ungefähre Knotenanzahl pro Quadratmeter wird durch das Auszählen auf der Rückseite des Teppichs mit Hilfe eines Lineals ermittelt. Die Anzahl der Knoten, sichtbar als kleine „Höcker“, wird auf 10 mm waagerecht und danach 10 mm senkrecht bestimmt und das Ergebnis für die Fläche multipliziert. Die Anzahl der Knoten pro Quadratzentimeter mit dem Faktor 10.000 multipliziert ergibt die Knotenanzahl per Quadratmeter. Bei fünf Knoten auf 10 mm waagrecht und sechs Knoten auf 10 mm senkrecht ergeben sich 5 × 6 = 30 Knoten pro Quadratzentimeter und mithin 30 × 10.000 = 300.000 Knoten pro Quadratmeter.
Bei einer Knotendichte von 10 × 10 Knoten (= 100 pro cm2) wird für einen Quadratmeter Orientteppich beim Knüpfen etwa ein Jahr benötigt. Bei einer Knotenzahl von 15 × 15 Knoten (= 225 pro cm2) sind je Quadratmeter bereits drei bis fünf Jahre zu kalkulieren. Bei 24 × 24 Knoten (= 576 pro cm2) handelt es sich um einen Weltklasseteppich aus Seide, für dessen Herstellung etwa elf Jahre benötigt wurden.

#### Umrechnung von Radj auf Knoten
Die Knotendichte von Täbris-Teppichen wird in Radj angegeben. Die persischen Angaben für Knüpfdichten sind in Knoten auf der Kette pro Radj gerechnet. Dabei entspricht die Länge von einem Radj etwa 7 Zentimeter, also 0,07 Meter. Ein Meter entspricht demnach 14,29 Radj und die Knoten pro Laufmeter Kette berechnen sich aus Radj × 14,29. Ein Teppich mit 22 Knoten pro Radj hat demnach 310 Knoten pro Laufmeter Kette, weil 22 × 14,29 = 314.
Um auf übliche Knotenzahl pro Quadratmeter umzurechnen, gilt Radj × Radj × 14,29 × 14,29 = Radj × Radj × 204. Die Angabe „22-Radj-Teppich“ beispielsweise entspricht einer Knüpfdichte von 100.000 Knoten pro Quadratmeter. Berechnung: 22 × 22 × 204 = 98.736, also nahezu 100.000.

### Das Knüpfen
Zu Beginn muss immer ein Stück Kelim gewebt werden. Dabei werden die Schüsse eingetragen und festgeschlagen, um der ersten Knotenreihe des entstehenden Knüpfteppichs Halt zu geben. Zum Knüpfen eines Knotens wird ein Faden in der entsprechenden Farbe gewählt. Mit einem Knüpfmesser („Tich“) wird von dem über der Knüpferin hängenden Knäueln ein Fadenstück abgeschnitten. Der Faden wird um zwei benachbarte Kettfäden geschlungen, so dass das rechte Fadenende hervorschaut. Die Schlinge wird straff nach unten gezogen und während des Hinunterziehens auf Höhe des rechten Fadenendes abgeschnitten. So wird mit jedem Kettenpaar verfahren. Für den Gördesknoten wird in einigen Regionen ein Spezialmesser genutzt. Die Spitze dieses „Täbriz-Knüpfhakens“ ist mit einem Häkchen versehen, so kann mit ihm der rechte Kettfaden ergriffen und die rechte Hälfte des Knotens gezogen werden.
Nach dem Fertigstellen der ersten Reihe von Knoten werden zwei oder mehrere Schüsse eingezogen, das heißt die Schussfäden werden wechselweise durch die Kettfäden geführt. Werden die Schussfäden nicht über die gesamte Breite des Teppichs durchgeführt, entstehen sogenannte „Faulenzerlinien“. Dann werden Knoten und Schüsse durch Schläge mit einem hölzernen oder metallenen Kamm verdichtet und es folgt die nächste Reihe von Knoten. So gewinnt der Teppich, Reihe um Reihe, von unten nach oben seine Länge. Die Gesamtheit der eingeknüpften verschiedenfarbigen Knoten bildet den Flor mit dem gewünschten Muster. Den oberen Abschluss der fertigen Knüpfarbeit bilden wiederum – wie zu Beginn – einige Reihen fest verwebter Schussfäden in Kelimart. Ersatzweise wird ein entsprechender Sicherungsfaden eingeführt. Beide Varianten haben die Aufgabe, das Ablösen der Randknoten vom Gewebe zu verhindern. Die seitlichen Abschlüsse bilden die Randbefestigung an den Längsseiten der Teppiche. Sie entstehen durch Umwickeln der Kanten mit dem passenden Material. Die durchlaufenden Kettfäden sind am fertigen Stück als Fransen an den Schmalseiten sichtbar.

### Das Scheren
Der Flor muss nach dem Knüpfen auf eine einheitliche Höhe gebracht werden. Durch das Scheren wird der Flor niedriger, und das Muster tritt klarer hervor. Feine, detaillierte Knüpfung erfordert einen niedrigen Flor, Teppiche mit gröberer Knüpfung können einen längeren Flor aufweisen. Das Scheren erfolgte früher mit speziellen Messerklingen oder großen, flachen Scheren. Heute werden Teppiche mit Maschinen geschoren, die Schleifmaschinen ähnlich sehen und die abgeschnittenen Fasern gleich absaugen. Indem der Flor entlang von Farbverläufen tiefer ausgeschoren oder geschnitten wird, kann ein Reliefeffekt entstehen.

### Wäsche

Nach der Wäsche trocknen die Teppiche auf den Hausdächern in Waramin (Iran)

Ein Teppich mit schlecht gewaschener Wolle ist immer schwerer, schmutzempfindlicher und gegen Motten anfälliger. Die Wollwäsche ist in der Manufaktur einer der wichtigsten Aufbereitungsfaktoren. Es handelt sich dabei um einen mehrstufigen Prozess, wie Vorwäsche, Hauptwäsche und diverse Spülgänge. Dadurch werden lose Fasern entfernt, überschüssige Farbe ausgespült und Glanz erreicht, der Flor ordnet und glättet sich und das Muster tritt deutlicher hervor. Vormals wurde das fertige Stück einfach in das fließende Wasser eines Baches getaucht und zum Trocknen in die Sonne gehängt. Eine gute Wäsche kann viele Wirkungen hervorrufen, die sich im Laufe der Zeit von selbst einstellen – sie kann das Rot leuchtend belassen oder es zu Nuancen von Rosa, Rost, Kupfer bis Braun, Gold oder Beige dämpfen. Lüster (Florglanz) wird vielfach durch eine Chlor- oder Glanzwäsche erreicht. In den Knüpfereien wird der Teppich nach dem Waschen gespannt, getrocknet und weichgeklopft.

## Muster und Stil
Orientteppiche sind bekannt für die reiche Vielfalt ihrer Farben und Muster und haben gemeinsame traditionelle Merkmale, die sich seit Jahrhunderten nicht verändert haben. Die meisten Teppiche sind rechteckig, es finden sich gelegentlich quadratische, runde und sechseckige Formen. Innerhalb dieser rechteckigen Form sind nahezu alle Muster in ein Mittelfeld und eine Bordüre aufgeteilt. Die Bordüre, oder der Rahmen, setzt sich meist aus Streifen unterschiedlicher Breite zusammen.
Mit der Ausnahme eines durch ungleiches Scheren des Flors erzeugten Reliefeffekts entsteht ein Teppichmuster immer durch die zweidimensionale Anordnung von verschiedenfarbigen Knoten. Jeder eingeknüpfte Knoten kann als ein Bildpunkt oder Pixel eines Bildes angesehen werden, das aus vielen Reihen von Knoten erzeugt wird. Je geschickter die Knüpfenden (oder, im Fall von Manufakturteppichen, die Entwerfenden), desto feiner ist das Muster ausgearbeitet.
Die formale Gestaltung des Innenfeldes kann nach folgenden Grundmustern vorgenommen werden:

### Muster des Mittelfeldes
MedaillonmusterungDas Hauptmotiv befindet sich in der Mitte des Feldes oder mehrere kleine Medaillons sind auf einer Längsachse hintereinander angeordnet. Eckviertel, die meist einem Viertel des Hauptmotivs entsprechen, befinden sich in den Ecken des Feldes. Bei einem leeren Mittelfeld mit oder ohne Medaillon wird von Spiegelteppichen gesprochen.
FeldermusterungDer Fond wird in mehrere rechteckige oder quadratische Felder, Rauten oder in Diagonalstreifen aufgeteilt.
RapportmusterungDiese Musterung entsteht durch mehrfache Wiederholung gleicher Motive oder Motivkombinationen im Teppichinnenfeld (All-over).
BilderteppichDer gesamte Fond ist in Form bildlicher Darstellungen (Garten-, Jagd-, Pflanzen-, Tier-, Vasenteppich) gestaltet.
GebetsteppichDas Charakteristische dieser Teppiche ist die Darstellung der Gebetsnische (Mihrāb) im Innenfeld.

### Unterteilung nach Mustern
Eine grobe Einteilung der Muster kann in drei Kategorien erfolgen:
1. der rektilineare oder geometrische Stil
2. der kurvilineare oder florale Stil
3. der figurale Stil, der sich auf Menschen und Tiere bezieht

Muster-Typen
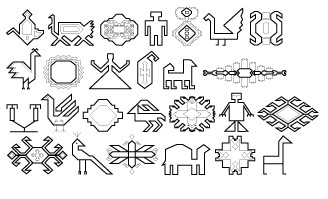
Rektilineare oder geometrische Muster
Kurvilineare oder florale Muster
Figürliche Darstellung

Beispiele
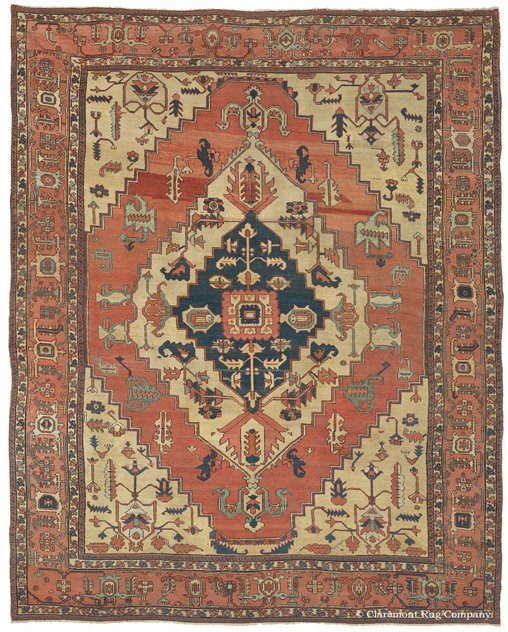
„Serapi“-Teppich, Herisgebiet: überwiegend rektilinear („geometrisch“)
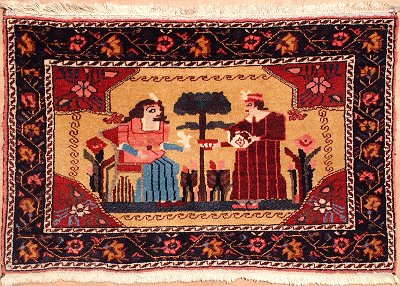
Persischer Bildteppich (Bachtiari) im figuralen Stil

Der geometrische Stil verwendet die gerade Linie mit horizontalen, vertikalen und diagonalen Abschnitten und bildet daraus seine verschiedenen Muster. In Anatolien dominierte der geometrische Stil, der vom 11. – 13. Jahrhundert unter der Dynastie der Seldschuken stark entwickelt wurde, bis zum Ausgang des 15. Jahrhunderts. Die Musterung erstreckt sich über das gesamte Mittelfeld. Geometrische Muster wie achteckige Sterne, hakenbesetzte Oktogone und Quadrate finden sich in der gesamten nachfolgenden Teppichkunst Vorderasiens wieder.
Der florale Stil hingegen verwendet die gekrümmte Linie. Deshalb wird vom kurvilinearen Stil gesprochen. Die persischen Künstler der Safawidenzeit waren Schiiten und ihnen waren die figürlichen Darstellungen gestattet, sofern sie im spirituellen oder kontemplativen Zusammenhang verwendet wurden. Sie hatten die Aufgabe, durch epische oder mythische Szenen eine Vorstellung vom Paradies zu geben oder moralische Auffassungen darzulegen. Die indischen Moguln orientierten sich stark an den persischen Höfen.

#### Arabeske – Eslimi – Rumi

Schmuckdetail Imam-Moschee in Isfahan

Geflieste Kuppel der Imam-Moschee in Isfahan

Das in Persien als Eslimi oder Islimi bezeichnete Muster ist in Europa als „Arabesken-Dessin“ geläufig. Die türkische Bezeichnung für dieses Ornament lautete Rumi. Bei der Arabeske handelte es sich um eine Laubranke, die aus zwei Elementen bestand, einer gespaltenen Blattvolute, die sich wiederholte, sowie einer verbindenden Ranke. Das Rankenwerk war äußerst wandlungsfähig in seiner Erscheinungsform, seine meist spiralförmig gebogenen Einzelformen konnten auf die verschiedensten Arten miteinander verflochten und ineinander verschlungen sein. Es ist wohl das orientalischste aller Muster und entstammt ursprünglich der schon früh im Orient gepflegten hohen Kunst der Fayencearbeiten. Die Kuppeln der Moscheen und anderer Gebäude sind oft gedeckt mit reich verzierten Kacheln, die durch ihre Glasierung Wind und Wetter trotzen. Nach diesem vorbildlichen Farb- und Musterspiel wird das entsprechende Teppichmuster mit Blüten, Pflanzen-, Zweig- und Rankenornamenten geknüpft. Gepaart mit stilisierten Blättern, Gabelranken und Wolkenbandornamenten, wird dieses Gesamtmuster zum Eslimi-Muster.

#### Gartendarstellungen

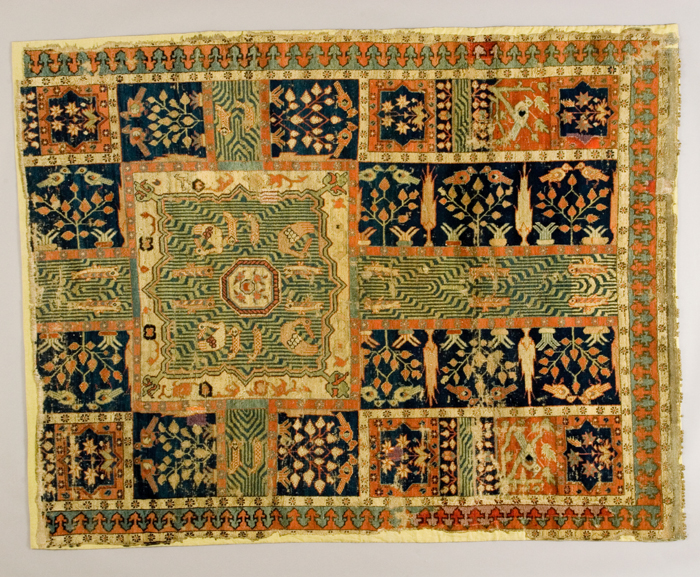
Tschahār Bāgh auf einem Teppich des 17. Jahrhunderts aus Isfahan

Ein wesentliches Element der islamischen Architektur ist die Gestaltung von Gärten und ihre Gleichsetzung mit dem „Paradiesgarten“. In der klassischen persisch-islamischen Form des „Tschahār Bāgh“ findet sich ein rechteckiger, bewässerter und bepflanzter Platz, durchschnitten von erhöhten Wegen, die den Platz meist in vier gleiche Abschnitte teilen.
Die Idee, einen Garten mit dem Paradies gleichzusetzen, stammt aus der persischen Kultur. Aus dem Achämenidenreich überliefert Xenophon in seinem Dialog „Oeconomicos“ die Beschreibung von „Paradeisoi“, Lustgärten, die die persischen Herrscher überall in ihre Reich anlegten. Die früheste rekonstruierbare persische Gartenanlage wurde in den Ruinen der Stadt Pasargadae ausgegraben. Die Gestaltung der Palastgärten der Sassaniden in Persien hatte derartige Wirkung, dass der altpersische Begriff für Garten Paradaidha als „Paradies“ in viele europäische Sprachen sowie ins Hebräische entlehnt wurde, wo bis heute der Ausdruck Pardes verwendet wird. Die Form des persischen Gartens fand weite Verbreitung in der islamischen Welt.
Die klassische Gartengestaltung findet sich auf den Teppichen als „gewebte Gärten“ wieder.

### Motiv- und Musterentwicklung
In einem traditionellen, über Jahrhunderte ausgeübten Kunsthandwerk wie dem Teppichknüpfen stehen Motive und Muster nicht unveränderlich fest, sondern sind dauernden Veränderungen unterworfen, praktisch mit jedem neu angefertigten Stück. Manche dieser Veränderungen erfolgen eher passiv und beruhen auf der menschlichen Kreativität oder auf Versuch und Irrtum einzelner Knüpfer. Solche Abweichungen sind nicht vorhersehbar und eher zufällig. Die aktive Anpassung von übernommenen Motiven an eine eigenständige künstlerische Tradition erfolgt oft in einem gestalterischen Prozess, der als Stilisierung bezeichnet wird.

#### Grundregeln der Motiventwicklung
Im Zuge ihrer Weitergabe von Generation zu Generation innerhalb desselben Dorfs oder Volksstamms verändern sich gegebene Muster im Lauf der Zeit. Veränderungen erfolgen auch, wenn ein Muster „wandert“, also von einem Stamm, Dorf, oder einer Manufaktur übernommen und angepasst wird. Peter Stone identifizierte fünf Grundregeln der Motiventwicklung:
1. Motive entwickeln sich vom Komplizierten zum Einfachen hin.
2. Motive, die ursprünglich rektilinear gewesen sind, verändern sich weniger stark als ursprünglich kurvilineare Muster.
3. Einzelne Elemente aus zusammengesetzten (komplexen) Mustern werden aus dem Zusammenhang genommen und in anderen Kombinationen von Elementen oder Motiven verwendet.
4. Entlehnte Motive und Muster werden dem traditionellen Stil der Knüpfer, die sie übernommen haben, angepasst und mit dem bestehenden Musterrepertoire kombiniert.
5. Motive wandern von den Städten zu den Dörfern und Stämmen, selten umgekehrt.

#### Stilisierung
Stilisierung ist ein aktiver Prozess und bezeichnet die Aneignung fremder Motive und ihre Integration in den eigenen Mustervorrat, beispielsweise die Übernahme von Mustern aus den Hof- und Stadtmanufakturen in Dorf- oder Nomadenteppiche. Für osmanische Gebetsteppich-Muster ist dieser Prozess sehr gut dokumentiert. Stilisierung bezeichnet eine Reihe kleiner, schrittweiser Veränderungen sowohl in der Gesamtgestaltung als auch in den Details kleinerer Muster und Ornamente im Lauf der Zeit. Im Ergebnis kann sich ein Muster so weit verändern und vom ursprünglichen Vorbild entfernen, dass dieses kaum mehr wiederzuerkennen ist. In der kunstgeschichtlichen Tradition der „Wiener Schule“ um Alois Riegl wurde der Prozess der Stilisierung eher als „Degeneration“ eines Musters aufgefasst. Heute wird die Stilisierung eher als echter, kreativer Prozess innerhalb einer eigenständigen künstlerischen Tradition verstanden.
Für die Stilisierung lassen sich Regeln ableiten. Motive entwickeln sich:
1. von Tierformen (animalischen) zu pflanzlichen (floralen) Formen;
2. von naturalistischen über „impressionistische“ hin zu abstrakten Formen;
3. von kurvilinearer zu rektilinearer Gestaltung;
4. von asymmetrischen zu symmetrischen Formen.

Die Analyse der Motive und Muster von Orientteppichen erlaubt es, sie einer einheitlichen Gruppe zuzuordnen und scheinbar ganz unterschiedliche Motive in einen sinnvollen Zusammenhang zu bringen. Vorausgesetzt, Belegstücke sind in ausreichender Zahl erhalten, können Motive einer künstlerischen oder Stammestradition zugeordnet und ihre Veränderungen im Lauf der Zeit nachvollzogen werden. In manchen Fällen, beispielsweise wenn Motive und Muster aus chinesischer, kaukasischer oder turkmenischer Tradition in Westanatolien nachgewiesen werden, spiegeln die Muster die Geschichte der Volksstämme und ihrer Wanderungen wider.
Stilisierung am Beispiel des anatolischen Gebetsteppichs

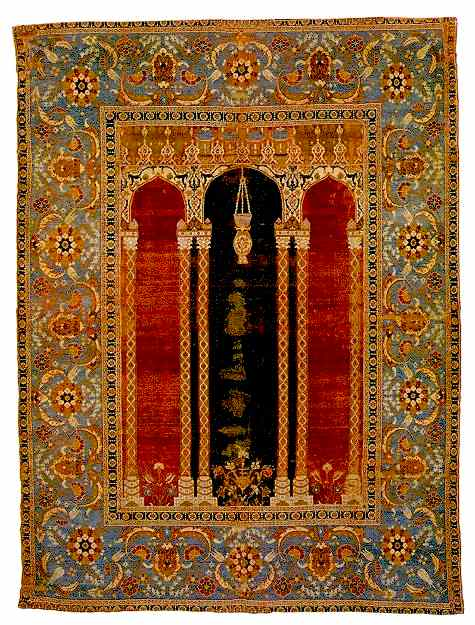
Osmanischer Gebetsteppich der Hofmanufaktur, Bursa, spätes 16. Jh. (Sammlung James Ballard, Metropolitan Museum of Art)
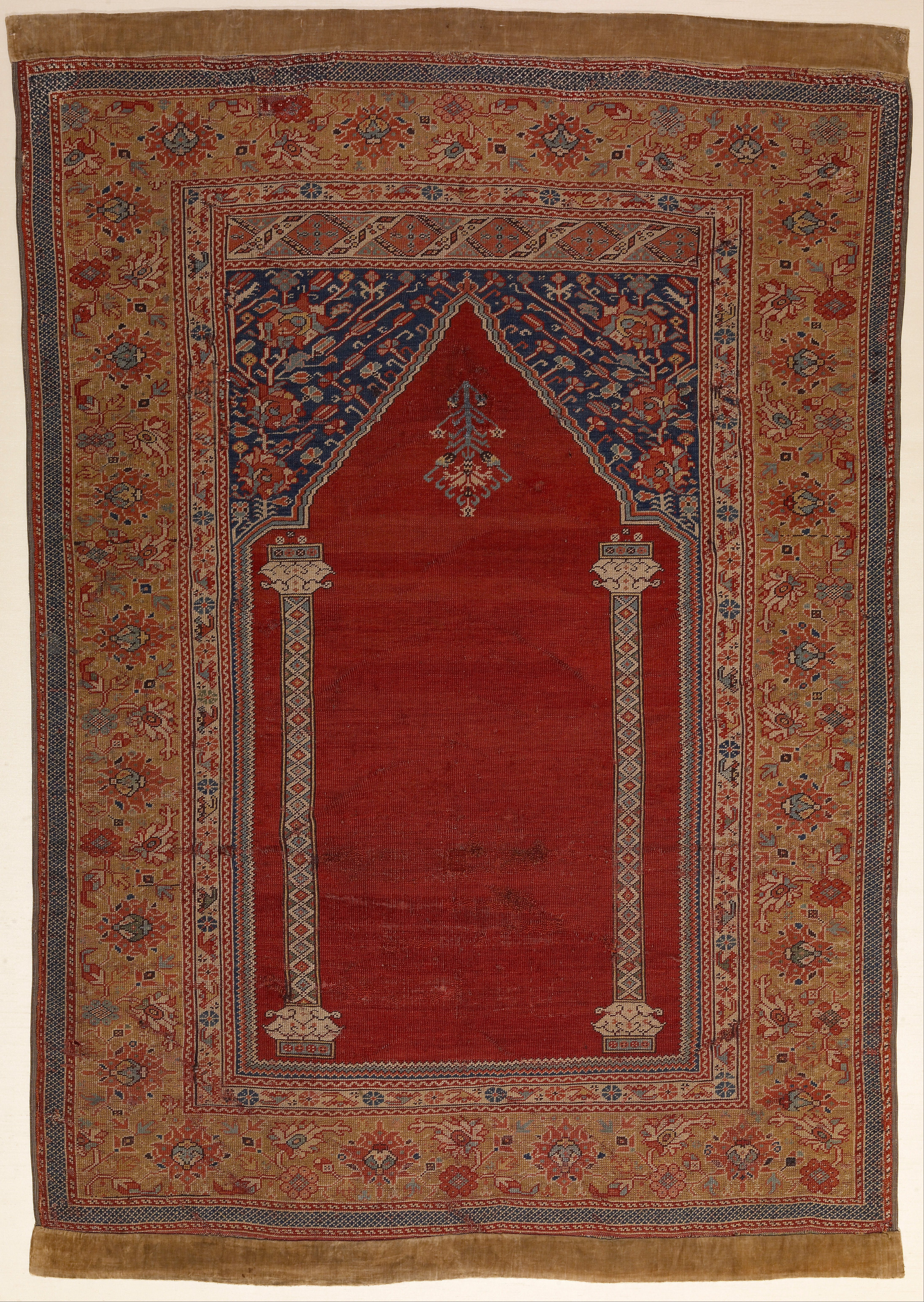
Anatolischer Gebetsteppich, 18. Jh.
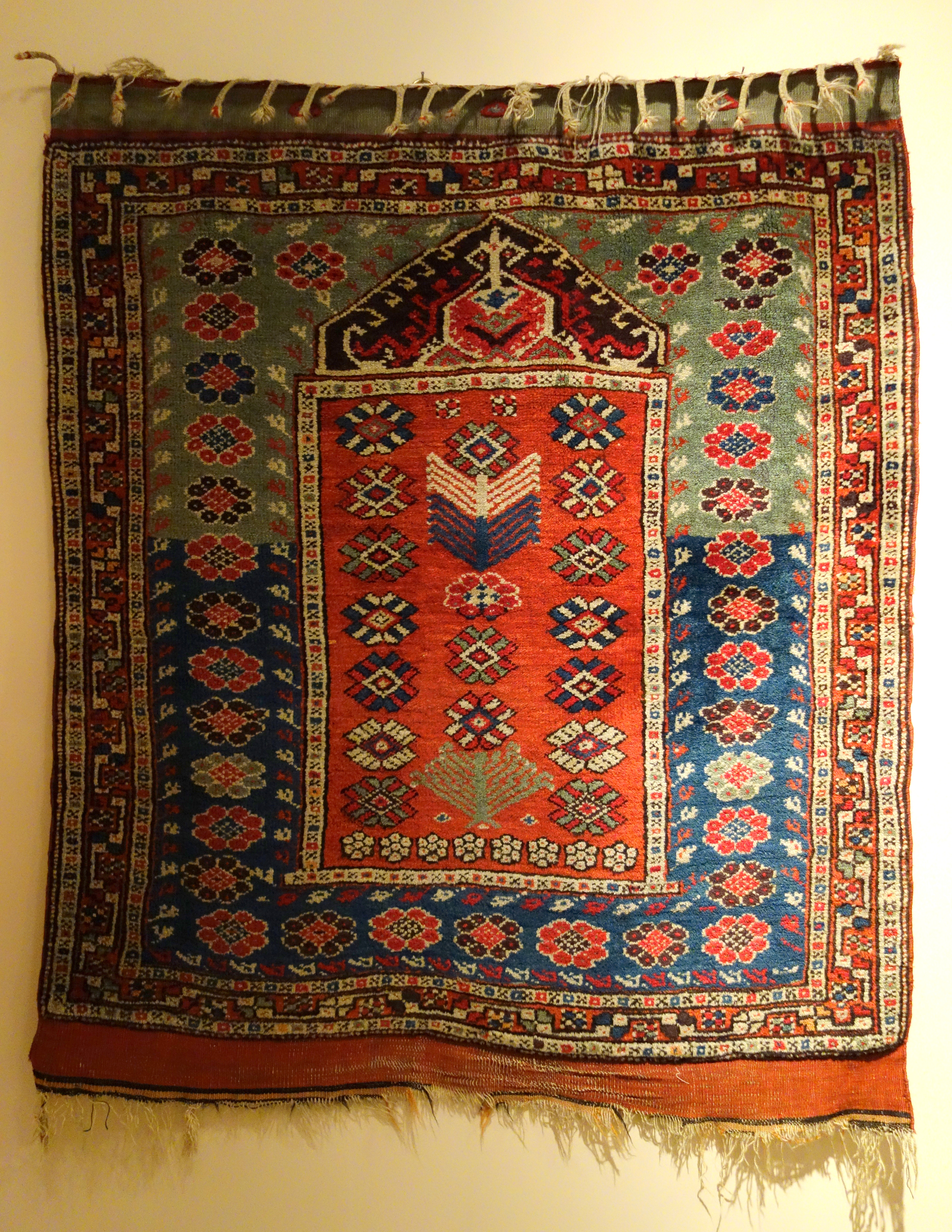
Gebetsteppich aus Bergama, spätes 19. Jh.

## Bildsprache und Symbolik des Orientteppichs
Orientteppiche unterschiedlicher Herkunft weisen häufig gemeinsame Motive auf. Vielfach versuchte man, den möglichen Ursprüngen und der Bedeutung der Ornamente auf die Spur zu kommen, indem sie als Symbole verstanden wurden. Geknüpfte Motive der Volkskunst unterliegen im Lauf der Zeit passiven Veränderungsprozessen, da sie der menschlichen Kreativität, Versuch und Irrtum, unvorhersehbaren Abweichungen, sowie dem mehr aktiven Prozess der Stilisierung unterworfen sind. Der letztere Vorgang ist gut dokumentiert, denn die Einbeziehung von künstlerischen Entwürfen und Mustern der Stadtwerkstätten in die Arbeit der ländlichen Dorfbewohner und Nomaden kann anhand erhaltener Teppiche nachvollzogen werden. Daraus folgt, dass die Produkte der traditionsverbundenen dörflichen oder Nomadenweber eher für die Analyse der Bildsprache und Symbolik des Teppichmusters in Betracht kommen als die künstlerischen und künstlichen Musterentwürfe der Werkstattproduktion.
Das Wissen um die ursprüngliche Bedeutung der Muster und Ornamente ist in den Herkunftsländern aufgrund des Abbruchs der gewachsenen Tradition weitgehend verloren gegangen. Das Interesse westlicher Betrachter richtet sich bevorzugt auf „erkennbare“ Elemente, auf Ornamente, die „etwas darstellen“ könnten. Es wird daher diskutiert, ob die Suche nach der Bedeutung von Symbolen eher einer durch die westliche bildende Kunst voreingenommenen Sichtweise folgt, der zufolge ein Muster, realistisch oder abstrakt, als Abbildung mit realem oder symbolischem Inhalt zu verstehen ist. Verbunden mit dem Mangel an erhaltenen Dorf- und Nomadenteppichen aus älterer Zeit, die als Belege für die wissenschaftliche Analyse dienen könnten, führt dies häufig zu Spekulationen über die Ursprünge und „Bedeutungen“ von Mustern, und manchmal zu unbewiesenen Behauptungen.
Die Kulturhistorikerin May H. Beattie (1908–1997) schrieb 1976:

„Die Symbolik der orientalischen Teppichmuster war kürzlich Thema vieler Artikel. Viele der veröffentlichten Ideen sind von großem Interesse. Es wäre allerdings nicht klug, ein solches Thema ohne tiefe Kenntnis der östlichen Philosophie zu diskutieren, denn es bietet viel unzuverlässigen Stoff für ungezügelte Phantasien. Man kann bestimmte Dinge wohl einfach glauben, besonders auf religiösem Gebiet ist es manchmal nicht möglich, sie zu beweisen. Solche Ideen verdienen vorsichtige Aufmerksamkeit.“

Zwei grundlegende Elemente der Bildsprache des Orientteppichs sind Symmetrie und die Selbstergänzung von Mustern.

### Symmetrie
Symmetrie ist ein grundlegendes Werkzeug des menschlichen Verstands, um Informationen zu verarbeiten. Aus einem weiten Bereich möglicher Symmetrien wählt jede kulturelle Gruppe eine Anzahl aus, mit deren Hilfe sie mit Informationen umgeht und sie bewahrt. In der Musterbildung von Orientteppichen ist die Spiegelsymmetrie bedeutsam, sowohl in der Komposition der gesamten Teppichfläche, als auch eines einzelnen Ornaments. Einfache geometrische Elemente wie das Quadrat weisen sowohl in der waagerechten als auch in der senkrechten Achse Spiegelsymmetrie auf. Das gleichschenklige Dreieck, in Spiegel- oder Rotationssymmetrie, oder das Kreuz, sind einfache Formen, die den Gesetzen der Symmetrie genügen. Komplexere Motive, wie das Elibelinde- oder das Bogen- oder (Gebets-)nischenmuster, können als Weiterentwicklung der Symmetrieregel unter bestimmten kulturellen, beispielsweise religiösen Einflüssen verstanden werden. Häufig wird die Spiegelsymmetrie durch Dopplung des Motivs wieder eingeführt, beispielsweise bei „Doppelnischen“-Teppichen. Komplexere Motive wie menschliche oder Tierfiguren sind nur dann in Einklang mit der Symmetrieregel zu bringen, wenn sie in abstrahierter Form, stilisiert, dargestellt werden. Davies erläutert die Regeln der Symmetrie im Detail am Beispiel des anatolischen Kelim.

### Selbstergänzende (reziproke) Muster
Gewöhnlich wird eine Abbildung in einem Kontext gesehen, beispielsweise ein Muster auf einem Hintergrund. Ein selbstergänzendes (reziprokes) Muster ist komplexer, die Vorherrschaft des Musters über den Hintergrund ist aufgehoben. Ein Ornament kann abwechselnd stärker hervortreten, oder optisch in den Hintergrund geraten, aus dem sich gleichzeitig ein neues Muster herausbildet, abhängig davon wie die Wahrnehmung ausgerichtet wird. Einfache Beispiele für selbstergänzende Muster in Orientteppichen sind Bordürenmuster wie Mäander, selbstergänzende „Zinnen“- oder „Pfeil“-Muster, oder ein als „laufender Hund“ bekanntes Muster, das häufig in anatolischen und kaukasischen Teppichen vorkommt. Selbstergänzende Muster tragen dazu bei, dass ein Teppichmuster als dynamisch erlebt wird, da sich die Balance der Motive ständig ändert.

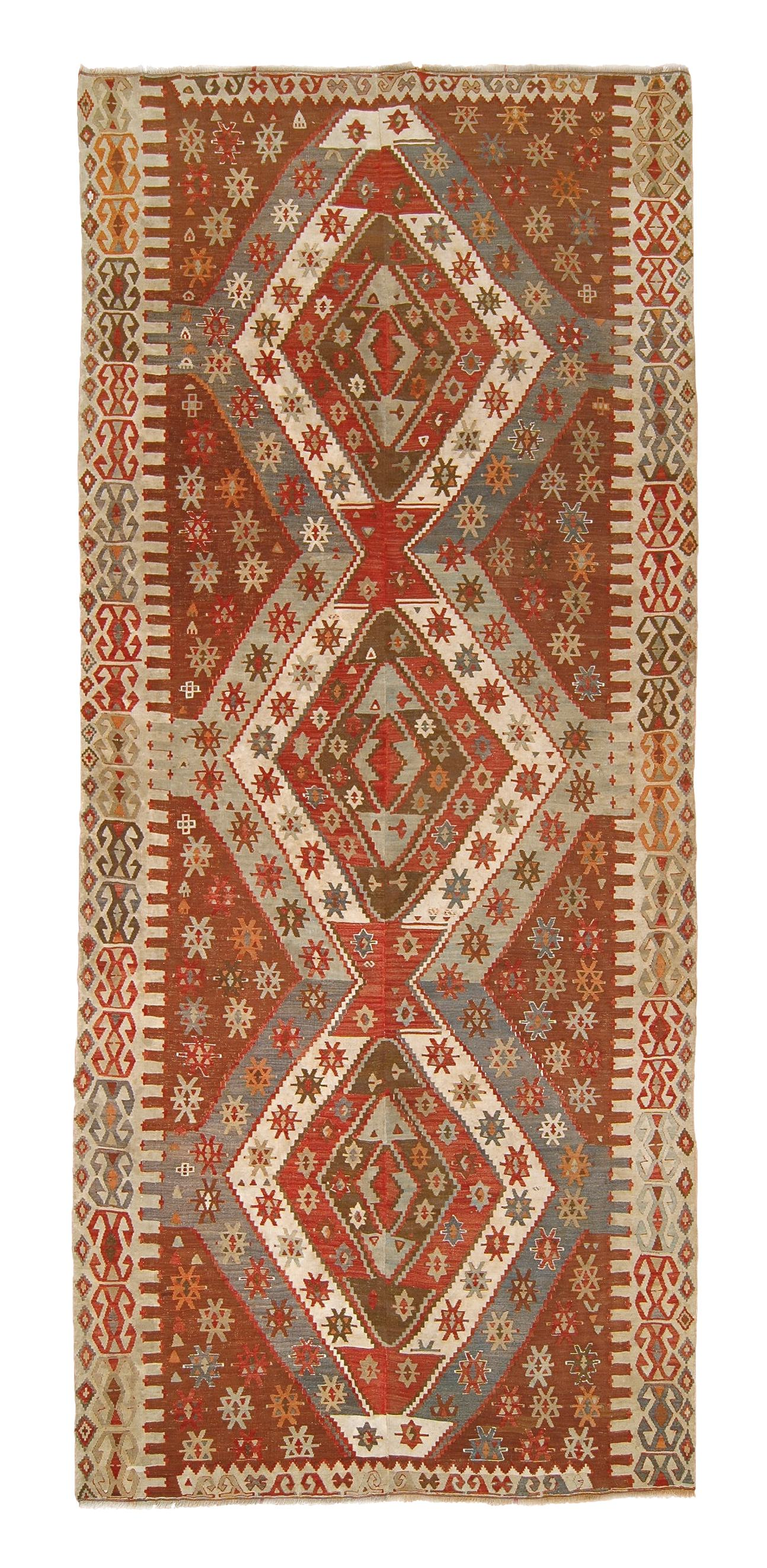
Horizontale und vertikale Symmetrie und reziproke Randmuster am Beispiel eines antiken anatolischen Kelim aus der Konya-Region
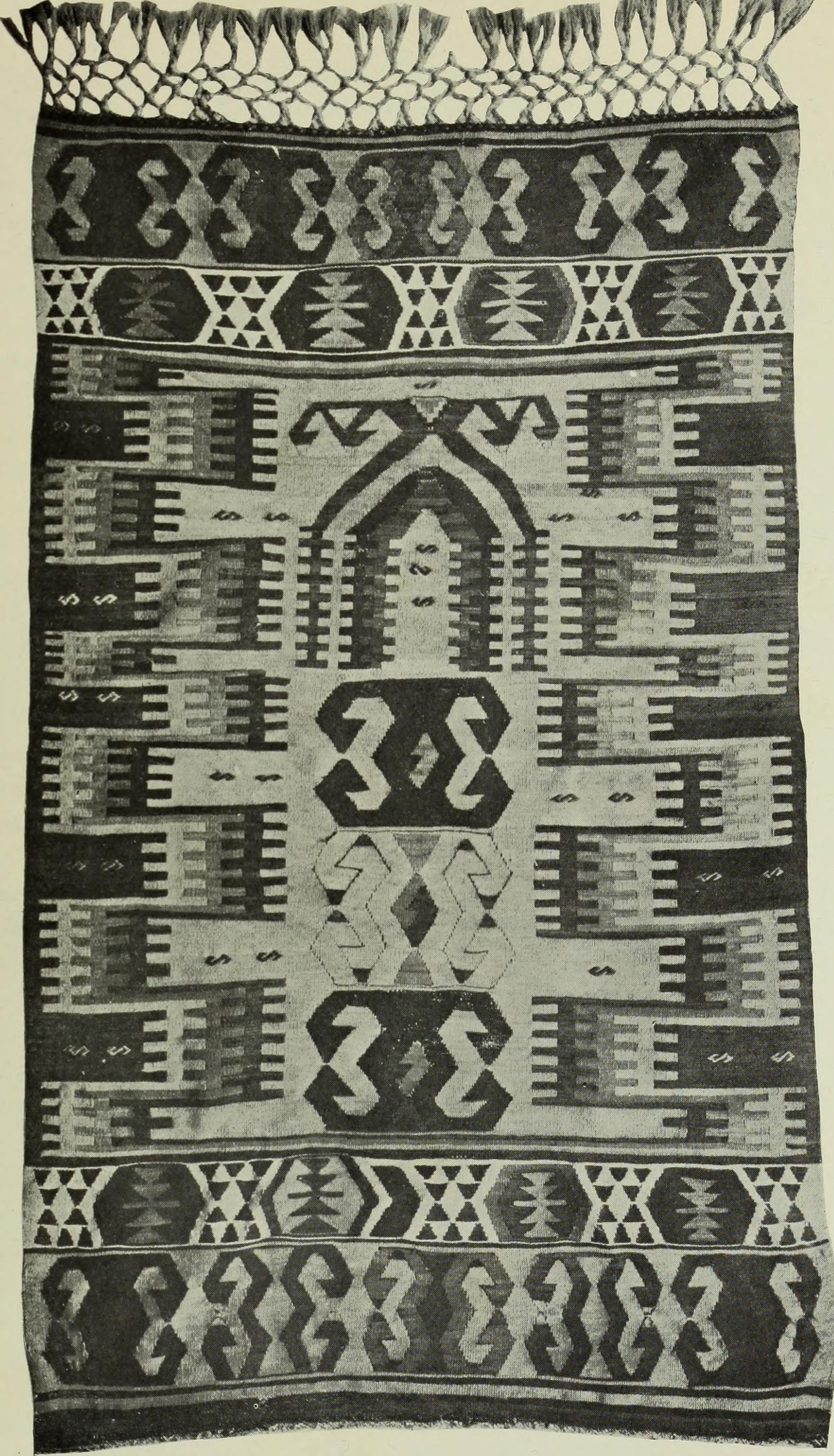
Anatolischer Kelim mit reziproken Mustern
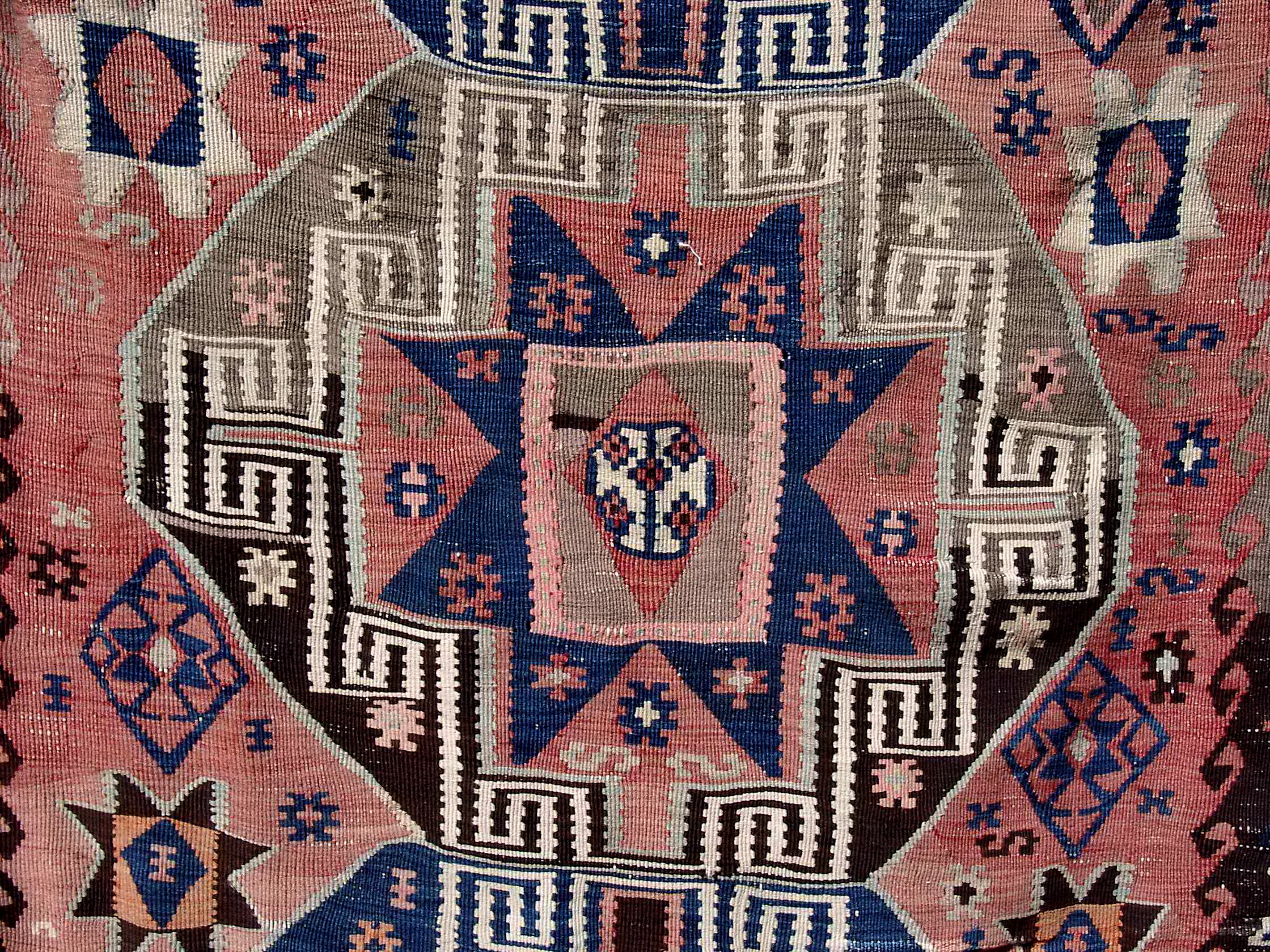
Anatolischer Kelim mit reziproken Mustern (am rechten Rand ein „laufender Hund“-Ornament)

### Schutzsymbole
Schutzsymbole gegen Böses finden sich häufig auf osmanischen und späteren anatolischen Teppichen. Der türkische Begriff für diese Amulette ist „nazarlik“ (wörtl.: [Schutz vor dem] bösen Blick). Ein apotropäisches Symbol ist wahrscheinlich das Cintamani-Motiv, das oft auf den weißgrundigen „Selendi“-Teppichen der Uşak-Region abgebildet ist und aus drei Kugeln und wellenförmigen Bändern besteht. Es dient demselben Zweck wie schützende Inschriften beispielsweise „Gott möge schützen“, die ebenfalls in Teppiche eingeknüpft werden. Ein dreieckiger Talisman-Anhänger, die „mosca“, wird in anatolischen, persischen, kaukasischen und zentralasiatischen Teppichen abgebildet.

### Stammeszeichen
Manche Teppiche zeigen Symbole, die wie Stammeswappen verwendet werden und es möglich machen, ihre Herkunft aus einem Volksstamm oder einer ethnischen Gruppe zu bestimmen. Das gilt besonders für turkmenische Knüpftextilien, die Reihen verschiedener medaillonartiger vieleckiger Muster abbilden, welche als „Gül“ bekannt sind. Der Ursprung dieser Muster kann auf Abbildungen der Lotosblüte oder des alten chinesischen „Wolkenkragen“-Ornaments in der buddhistischen Kunst zurückgeführt werden. Es erscheint jedoch fraglich, ob diese Ursprünge noch bewusst waren.

### Kufische Bordüren

Kufische Schriftzeichen

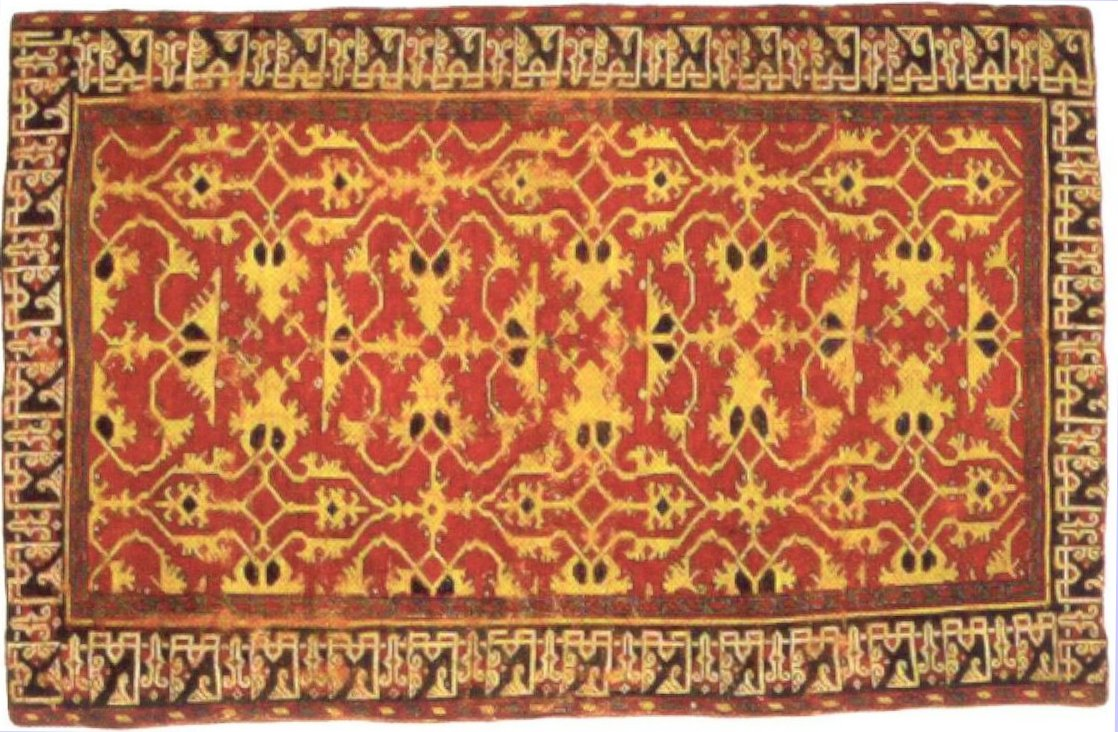
„Lotto“-Teppich mit „kufischer“ Bordüre, 16. Jahrhundert

Alte anatolische Teppiche weisen häufig ein geometrisches Bordürenmuster auf, das aus einer Abfolge wiederholter, langer und kurzer pfeilspitzenartiger Ornamente besteht. Aufgrund ihrer Ähnlichkeit mit den kufischen Buchstaben alif und lām werden Bordüren mit diesen Ornamenten „kufische“ Bordüren genannt. Diese beiden Buchstaben sollen eine Kurzform des Wortes „Allah“ darstellen. Eine andere Theorie bringt dieses Ornament mit aufgesplitterten Palmettenmustern in Verbindung. Das „alif-lām“-Motiv findet sich schon auf den frühen anatolischen Teppichen aus der Eşrefoğlu-Moschee in Beyşehir.

### Symbolik des Gebetsteppichs

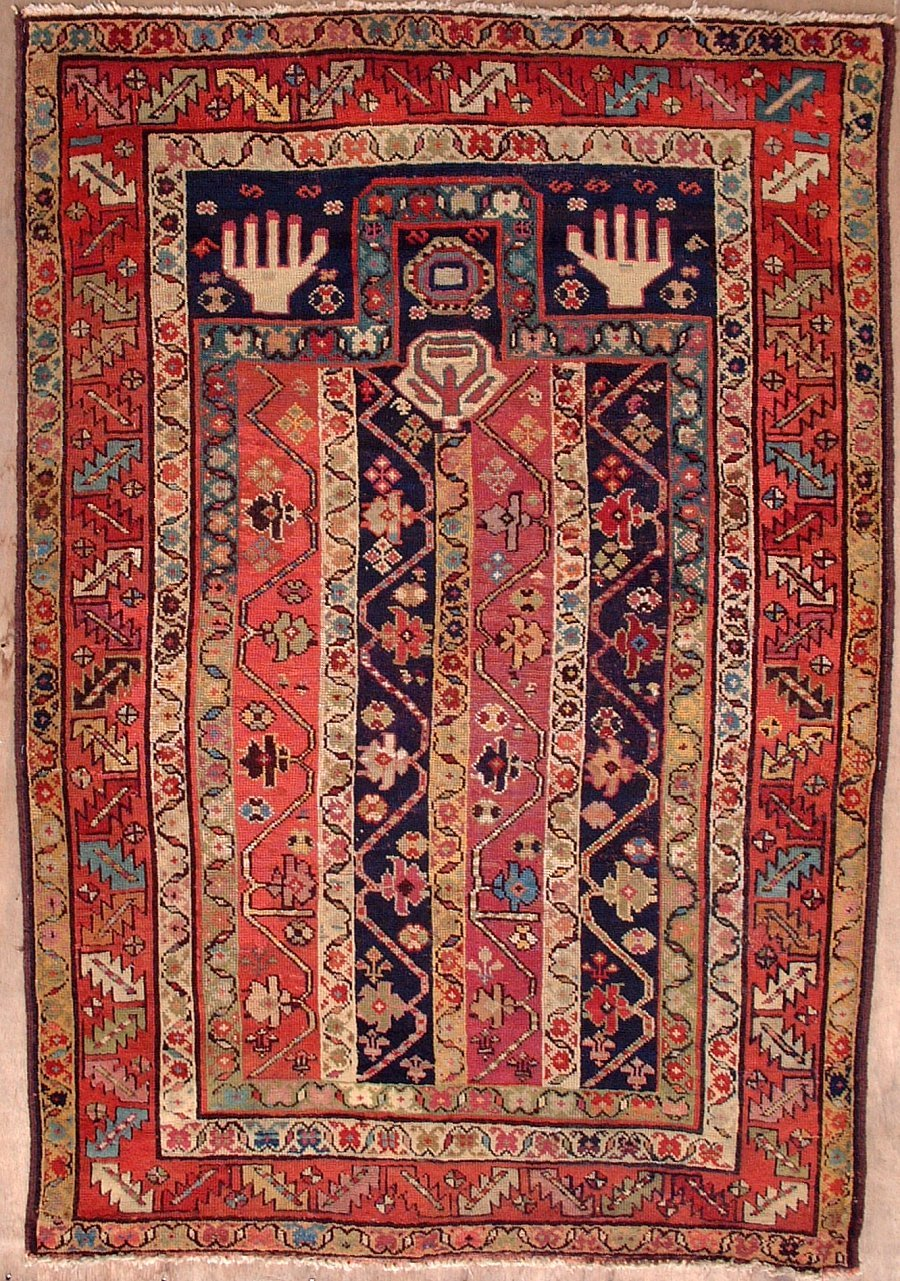
Schirwan-Gebetsteppich mit rechteckiger Nische und eingeknüpften Handsymbolen, sowie einer Moscheelampe

Die Symbole des islamischen Gebetsteppichs sind einfacher zu verstehen Ein Gebetsteppich ist durch die Darstellung des Gebetsnische gekennzeichnet, die die Richtung nach Mekka hin angibt. Häufig hängen eine oder mehrere Moscheelampen von der Spitze des Bogens herab, ein Hinweis auf den Lichtvers des Koran. Manchmal sind ein Kamm oder Wasserkrug abgebildet eine Erinnerung, sich zu waschen und (bei Männern) sich die Haare zu kämmen, bevor das Gebet beginnt. Stilisierte Hände können in den Flor geknüpft sein, die anzeigen sollen, wo die Hände der Betenden zu liegen kommen sollten. Diese Symbole werden auch als „hamsa“ oder „Hand der Fatima“ bezeichnet und sind ein Schutzamulett gegen den bösen Blick.
Detailliertere Informationen zum Ursprung von Ornamenten und Mustern in Orientteppichen finden sich in folgenden Veröffentlichungen.
- Valentina G. Moshkova: Carpets of the people of Central Asia of the late nineteenth and twentieth centuries. Tucson, 1996. Russische Ausgabe 1970[65]
- Schuyler Camman: The Symbolism of the cloud collar motif.[66]
- J. Thompson: Aufsatz „Centralized Designs“[63]
- James Opie: Tribal Rugs of Southern Persia, Portland, Oregon, 1981[67]
- James Opie: Tribal rugs, 1992[68]
- Walter B. Denny: How to read Islamic carpets,[62]

### Elibelinde-Motiv

Denny versteht das Muster als stilisierte Nelkenblüte, deren Entwicklung er im Detail und in ununterbrochener Linie von osmanischen Hofteppichen des 16. Jahrhunderts ableitet. Brüggemann und Boehmer verstehen das Motiv aufgrund ihrer Muster-Strukturanalysen als „oberen bzw. unteren senkrechten Kreuzarm der anatolischen Form des Yün-chien“, des chinesischen „Wolkenkragen“-Motivs.
Variationen des „Elibelinde“-Motivs

## Alter und Datierung
Die Bestimmung des Alters eines Teppichs ist wichtig, um die Entwicklung von Techniken und Mustern in einer bestimmten Region oder gestalterischen Tradition nachvollziehen zu können. Mögliche Ansätze zur Altersbestimmung sind:
1. In den Teppich selbst eingearbeitete oder nachträglich aufgeschriebene Daten;
2. Vergleich eines Teppichmusters mit Abbildungen von Teppichen in islamischen Buchillustrationen und Miniaturen oder auf europäischen Gemälden;
3. Schriftliche Aufzeichnungen in Archiven oder Sammlungsverzeichnissen;
4. Datierung aufgrund der Fundumstände und mit Hilfe datierbarer anderer Funde bei archäologischen Ausgrabungen;
5. Naturwissenschaftliche Analysen des verwendeten Materials oder der Farben;

### Teppiche mit Inschriften
Orientteppiche weisen nicht selten eingeknüpfte Jahreszahlen auf. Diese gehen auf die islamische Zeitrechnung zurück und lassen sich in den gregorianischen Kalender umrechnen, indem von der vorhandenen islamischen Jahreszahl drei Prozent ab- und zu dieser Zahl 622 zugezählt werden. Im Jahre 622 beginnt die islamische Zeitrechnung mit der Hidschra, der Flucht Mohammeds nach Medina. Da 33 Mondjahre 32 Sonnenjahre unserer Zeitrechnung entsprechen, sind 3 % abzuziehen. Es stehen Umrechnungskalender zur Verfügung.
Die ältesten bekannten Teppiche mit einer eingeknüpften Jahreszahl sind die Ardabil-Teppiche. Ihre Inschrift lautet:

„Ich kenne keine andere Zuflucht in dieser Welt als Deine Schwelle.
Es gibt keinen Schutz für mein Haupt außer dieser Tür.
Das Werk des Sklaven der Schwelle Maqsud aus Kashan im Jahr 946“

Das AH-Jahr 946 entspricht AD 1539-40, sodass der Ardabil-Teppich in die Regierungszeit Schah Tahmasp I. datiert werden kann, der die Teppiche für das Grabmal Sheikh Safi ad-Din Ardabilis in Ardabil, den geistlichen Vater der Safawidendynastie, gestiftet hatte.
Eine weitere Inschrift steht auf dem Jagdteppich, der im Mailander Museo Poldi Pezzoli aufbewahrt wird. Demnach wurde dieser Teppich im Jahr 949 AH/AD 1542–3 geknüpft:

„Durch die Sorgfalt des Ghyath ud-Din Jami wurde vollendet
Dieses berühmte Werk, das uns durch seine Schönheit berührt.
Im Jahre 949“

Meist sind Datumsinschriften auf Teppichen nicht eindeutig zu lesen. Ein Teppichmuster kann von einem älteren Teppich kopiert worden sein, das eingeknüpfte Datum kann sogar durch Ersetzen einzelner Knoten verändert und gefälscht werden, um einen Teppich älter und wertvoller zu machen. Manchmal sind die eingeknüpften Zahlen unleserlich, weil vielleicht Zahlen, die wegen Analphabetismus nicht verstanden werden konnten, eher wie Ornamente nachahmend wiedergegeben wurden.
In seltenen Fällen sind Orientteppiche durch nachträglich angebrachte Inschriften zu datieren: Kostbare Orientteppiche waren Teil der „Türkenbeute“ aus der Belagerung von Wien, die am 12. September 1683 endgültig abgeschlagen wurde. Die neuen christlichen Eigentümer berichteten in Briefen stolz von ihren Plünderungen. Es sind noch Teppiche erhalten, die Aufschriften mit dem Namen des neuen Eigentümers enthalten, sowie dem Datum ihrer Inbesitznahme:

„A. D. Wilkonski XII septembris 1683 z pod Wiednia
 A. D. Wilkonski, 12 September 1683, Wien“

Besonders gut dokumentiert sind bestimmte Teppiche, die als Handelsware aus dem osmanischen Reich über Siebenbürgen nach Westeuropa gelangten und als Siebenbürger Teppiche bekannt sind. Als Prestigestücke von hohem Wert wurden sie von den Einwohnern Siebenbürgens geschätzt und in großer Zahl als Kirchenschmuck gestiftet, wo sie über die Jahrhunderte erhalten geblieben sind. Aufzeichnungen aus Archiven und Inschriften auf den Teppichen selbst geben Auskunft über die Daten des Erwerbs oder der Stiftung:

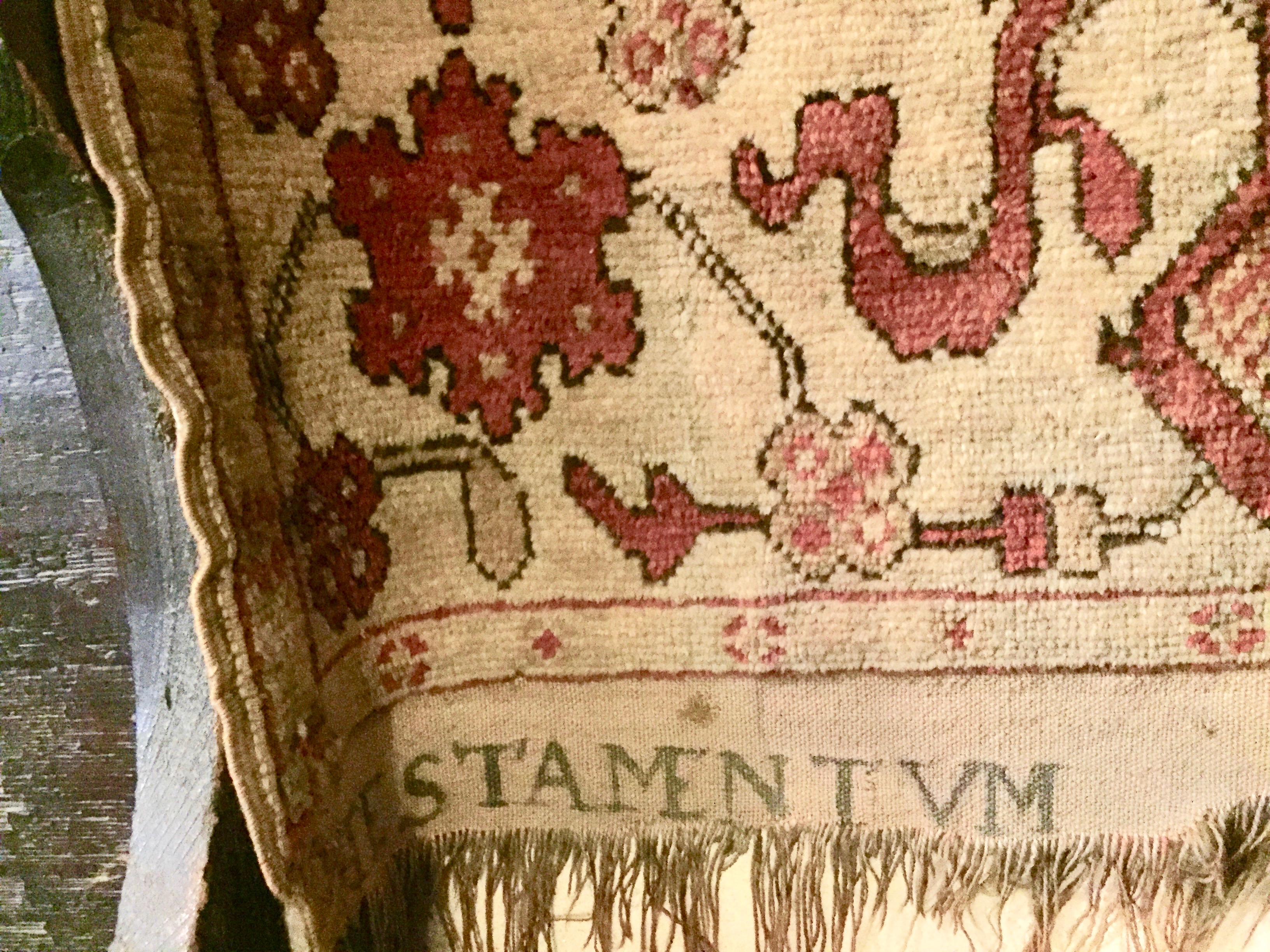
Inschrift auf einem Selendi-Teppich in der Schäßburger Klosterkirche

„TESTAMENTUM HENRICI KEYSER […]DERSCH — 1661
 Nachlass von Heinrich Keyser […]dersch — 1661

SUO SUMTU […] MARTINI VAGNERI ANNO 1675
Aus eigenen Mitteln […] des Martin Wagner im Jahre 1675

RECORD: ERGO […] IN HON: DEI ET ORNAM: ECCLÆ: IOH[…]
Also […] gestiftet zur Ehre Gottes und zum Schmuck der Kirche: Joh(an)“

### Vergleich mit gemalten Abbildungen

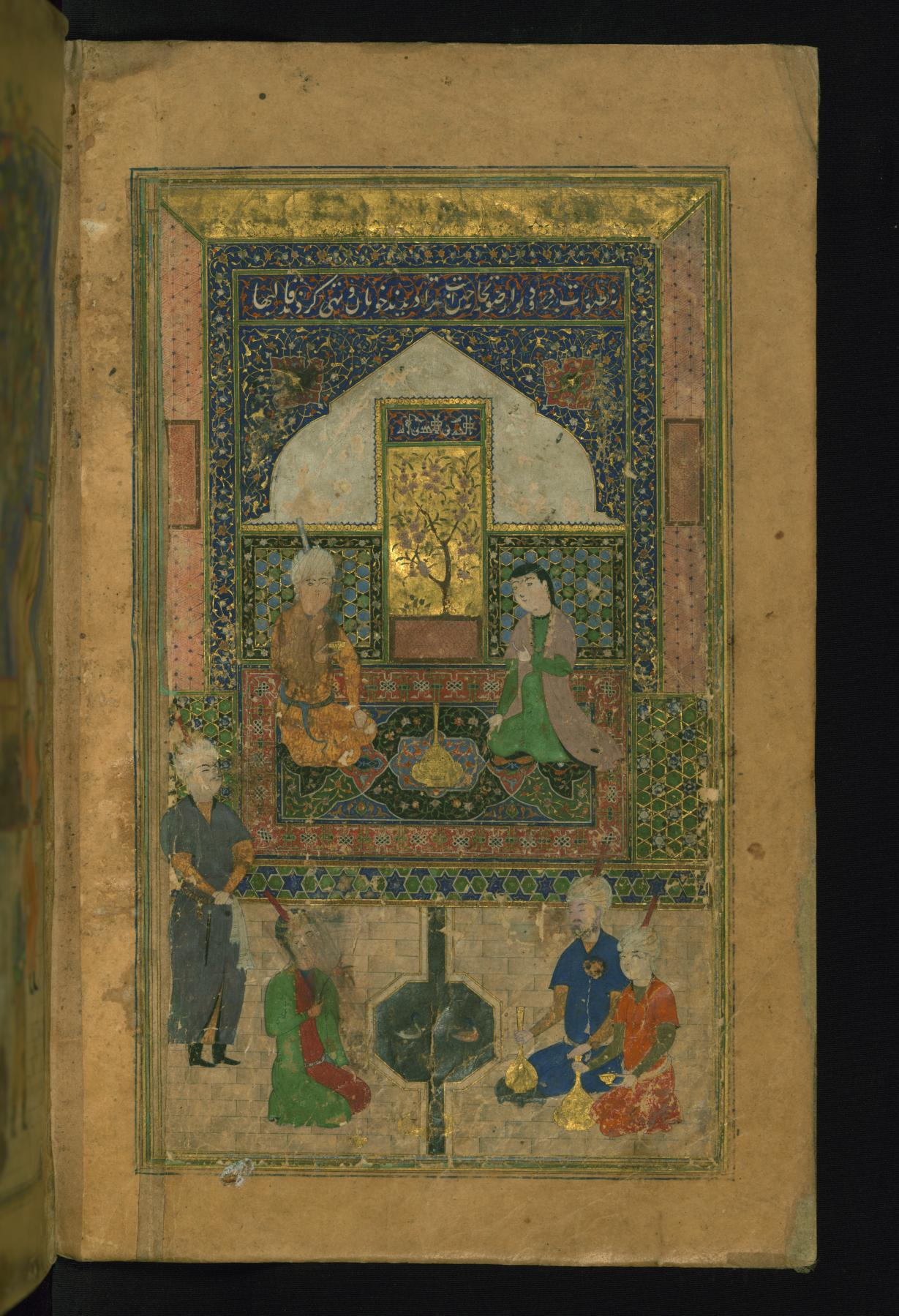
Zayn al-'Abidin bin ar-Rahman al-Jami, Miniatur, frühes 16. Jhdt., Walters Art Museum

Eine wichtige Quelle für die kunsthistorische Einordnung von Knüpfteppichen bietet ihre Darstellung auf türkischen und persischen Miniaturen und Illuminationen. Die uns bekannten Teppiche aus der gleichen Zeit unterscheiden sich häufig so sehr von den Abbildungen in der islamischen Kunst dieser Zeit, dass sie oftmals wenig Ansatzpunkte für eine Datierung und Klassifikation erhaltener Teppiche bieten.
Mangels besserer Informationen werden in der Frühzeit ihrer kunsthistorischen Erforschung einige anatolische Teppichtypen nach den europäischen Malern benannt, die sie auf ihren Bildern dargestellt hatten, und datiert sind sie nach der Entstehungszeit der Gemälde. Erfunden wurde diese Methode von Julius Lessing, der 1871 sein Buch „Altorientalische Teppichmuster“ veröffentlichte. Er bezog sich überwiegend auf europäische Gemälde, weniger auf erhaltene Teppiche, weil diese zu seiner Zeit noch nicht gezielt gesammelt wurden und er davon ausging, dass kaum noch Exemplare erhalten geblieben seien. So erhielten die „Lotto-“ und „Holbein-Teppiche“ beispielsweise ihre Namen von den Renaissancemalern Lorenzo Lotto und Hans Holbein, die eine Reihe dieser Knüpfteppiche in ihren Werken abbildeten. Die Begriffe blieben in Gebrauch, als genauere Informationen verfügbar wurden, weil sie wegen ihrer Eingängigkeit die Verständigung über die jeweiligen Mustertypen erleichtern. Die Methode der Datierung durch Vergleich mit europäischen Gemälden wurde von Wissenschaftlern der „Berliner Schule“, Wilhelm von Bode, Friedrich Sarre, Ernst Kühnel und Kurt Erdmann entwickelt. Demzufolge ist ein Teppich mindestens so alt wie das Gemälde, auf dem er abgebildet ist. Das Gemälde gibt den Terminus ante quem für die Datierung vor. Da mit dieser Methode nur Teppiche datiert werden können, die nach Europa gelangt waren und den Malern als Vorlage dienen konnten, hilft die Methode bei der Altersbestimmung von Flachgeweben und den Teppichen der dörflichen und nomadischen Tradition nicht weiter, denen das Interesse der Kunsthistoriker gilt. Überwiegend sind auf diesen Bildern nur Teppiche, die als Handelsware vor allem aus Anatolien nach Europa gelangten. Im Gegensatz zu den auf diese Weise gut dokumentierten anatolischen Teppichen werden vor dem 17. Jahrhundert. keine persischen Teppiche auf europäischen Gemälden abgebildet.

### Schriftliche Aufzeichnungen
Die schriftlichen Quellen zu einer präziseren Datierung und Herkunftsbestimmung werden während des 17. Jahrhunderts reicher. Safawidische Teppiche kamen mit der Intensivierung des diplomatischen Austauschs häufiger als Geschenke in europäische Städte und Staaten. 1603 schenkte Schah Abbas I. dem venezianischen Dogen Marino Grimani einen Teppich mit eingewobenen Gold- und Silberfäden. Europäische Adelige fingen an, Teppiche direkt bei den Manufakturen von Isfahan und Kaschan zu bestellen, die in der Lage waren, spezielle Muster, beispielsweise europäische Wappen, in die Teppiche zu knüpfen. Gelegentlich ist der Erwerb genau nachvollziehen: 1601 wurde der Armenier Sefer Muratowicz vom polnischen König Sigismund III. Wasa nach Kaschan entsandt, um acht Teppiche mit dem eingeknüpften Wappen des polnischen Herrscherhauses zu bestellen. Am 12. September 1602 konnte Muratowicz dem König die Teppiche und seiner Schatzkanzlei die Rechnung für Teppiche und Reisekosten vorlegen.
Im Jahre 1633 berichtet Evliya Çelebi, der im Hofdienst bei Sultan Murad IV. stand, dass es 111 Teppichhändler in der Gilde von Istanbul gab und erwähnte vierzig Geschäfte, in denen Teppiche aus Izmir, Thessaloniki, Kairo, Isfahan, Uşak und Kavala verkauft wurden. Nicht zuletzt sind es in großer Zahl erhalten gebliebene Inventarlisten aus Klöstern, Schlössern, Museen, Herrscherhäusern und Privatbesitzen, welche Teppiche auflisten und zumindest ein jeweiliges Mindestalter von den in den Listen angegebenen Stücken belegen. Allerdings ist der Ort der Entstehung – selbst bei einigen berühmten Teppichen – teilweise umstritten, weil die Inventarlisten oft nur ungenaue Beschreibungen bieten. In den Habsburger Nachlassverzeichnissen erscheint zum Tod Erzherzog Karl II. 1590 der wenig hilfreiche Eintrag „Türggische fuestepich, gross und klain, drei“.
Differenziertere Aufzeichnungen bieten vor allem Inventare aus Venedig, das schon seit dem frühen 14. Jahrhundert enge Handelsbeziehungen zum Osmanischen Reich und zu Persien unterhielt. Die von den Venezianern verwendeten Handelsnamen geben keine Auskunft über die Struktur oder das Muster von Teppichen: Mamlukenteppiche aus Kairo hießen „cagiarini“, die aus Damaskus „damaschini“, „barbareschi“ kamen aus Nordafrika, „rhodioti“ und „turcheschi“ aus dem Osmanischen Reich, und Teppiche aus dem Kaukasus waren als simiscasa bekannt.

### Archäologische Funde
Die wenigen erhaltenen frühesten Teppichfragmente, und Teppiche wie der Pasyryk-Teppich können anhand ihrer Fundumstände und im Vergleich mit anderen Funden am gleichen Ort datiert werden. Archäologische Funde von Textilien sind materialbedingt sehr selten. Jahrhundertelange Lücken zwischen den einzelnen Funden erlauben keine kontinuierliche Datierung, sondern werfen eher Schlaglichter auf einzelne sehr alte Exemplare.

### Naturwissenschaftliche Analysen
Mit der Erfindung der Spektroskopie, der Chromatographie und der Radiocarbonmethode verbesserten sich Analyse und Altersbestimmung organischer Materialien. Diese Methoden werden auch bei Teppichen eingesetzt. Spektroskopie und Chromatographie helfen besonders bei der Bestimmung von Farben. Werden in einem Teppich synthetische Farben nachgewiesen, kann er nicht älter sein als die ab der zweiten Hälfte des 19. Jahrhunderts eingesetzten Farbstoffe. Im Falle des Nachweises von Indigosulfonsäure kann die Wolle frühestens in der ersten Hälfte des 19. Jahrhunderts gefärbt worden sein. Die Methoden waren darüber hinaus wichtig für die Bestimmung natürlicher Farben durch Vergleich mit den Pigmenten, die zum Färben in antiken Teppichen verwendet wurden. Durch Nachweis für eine geografische Region spezifischer Farbpigmente kann ein Teppich einer Region zugeordnet werden.
Die Radiokarbonmethode hat sich als besonders nützlich zur Altersbestimmung antiker Teppiche erwiesen. Die Methode weist leider bei Material das jünger ist als 1200 n. Chr. erhebliche Ungenauigkeiten auf, so dass mit ihrer Hilfe nur ein oft zu breites Altersspektrum angegeben werden kann. Eine Weiterentwicklung der Radiokarbonmethode, die Beschleuniger-Massenspektrometrie, wurde mit widersprüchlichen Ergebnissen ebenfalls bei anatolischen Flachgeweben eingesetzt. Alle naturwissenschaftlichen Analysen sind aufwändig und teuer und stehen deswegen nur in begrenztem Umfang zur Verfügung.

## Vier soziale Schichten: Hof- und Stadtmanufaktur, Dörfer und Nomaden

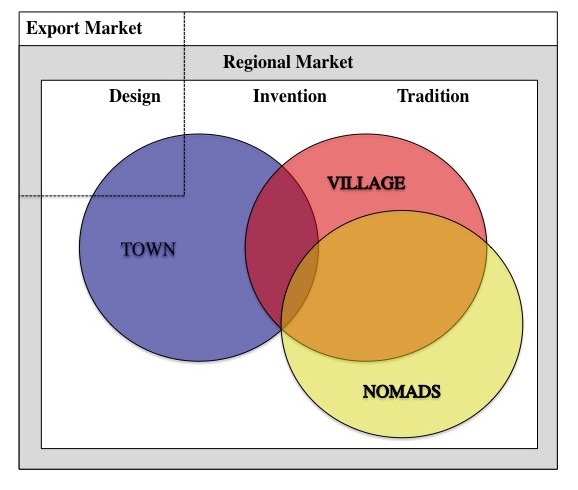
Kultureller Kontext der Teppichfabrikation: Stadt-Dorf-Nomadenstamm

Der wissenschaftlichen Tradition der „Wiener Schule“ um Alois Riegl zufolge erlebt jede künstlerische Produktion einen Höhepunkt sowie ihren anschließenden Niedergang. Demnach würde beispielsweise ein von Nomaden geknüpfter Teppich lediglich eine degenerierte Abwandlung der Gestaltung von Hof- und Stadtmanufakturen darstellen. Kurt Erdmann erkannte, dass die unterschiedlichen Strukturen und Muster jeweils eigenständigen Traditionen aus vier sozialen Schichten entspringen und getrennt voneinander betrachtet werden müssen: Teppiche unterschiedlichen Stils wurden zur gleichen Zeit von und für den königlichen Hof, in kommerziell orientierten Manufakturen in den großen Städten, aber auch für den eigenen Bedarf und den Handel von den Einwohnern ländlicher Dörfer und den nomadisch lebenden Stämmen geknüpft.
Die ausgefeilten Muster der Hof- und Stadtmanufakturen werden von den dörflichen und nomadischen Knüpfern aufgenommen und über einen als Stilisierung bezeichneten aktiven Prozess der Aneignung in die eigene Mustertradition integriert. Wenn Teppiche für den Handel bestimmt sind, tragen sie den Bedürfnisse der Kundschaft ein und haben auch Muster, die nicht der eigenen Tradition entstammen, um Sonderwünschen zu entsprechen. Diese Anpassung der Produktion an den Exportmarkt hatte in der Vergangenheit zerstörerische Auswirkungen auf die überkommenen Mustertraditionen. Das Interesse an traditionell hergestellten Teppichen unterstützte andererseits die Wiederbelebung der alten Traditionen in den letzten Jahren.

### Werkstätten des Herrscherhofs
Vier große Reiche prägten die Geschichte der islamischen Welt: das persische, osmanische, Mamluken- und Mogulreich. Das Bedürfnis der Herrscherhöfe nach repräsentativen Kunstgegenständen führte in allen vier Reichen zur Gründung von spezialisierten Werkstätten, den Hofmanufakturen. Diese entwickelten in gegenseitiger Beeinflussung sowohl neue Muster und Formen, als auch neue Arbeitsprozesse. Für den Knüpfteppich bedeutete dies eine grundlegende Veränderung seiner künstlerischen Gestaltung, die sich später auf die traditionelle Teppichherstellung der Städte, Dörfer und Nomaden auswirkte. Zudem führten die Hofmanufakturen eine Arbeitsteilung ein: Hatten bisher die Knüpfer die Motive und Muster ihrer eigenen Teppiche nach ihren eigenständigen Traditionen selbst entworfen und ausgeführt, waren in den Hof- und großen Stadtmanufakturen Künstler für den Entwurf zuständig, der in Form einer Knüpfvorlage den Handwerkern zur Ausführung übergeben wurde.
Kennzeichnend für die Produktion der Hof- und größeren Stadtmanufakturen sind die Verwendung kostbarer Materialien wie Seide oder Gold- und Silberbroschierungen, sowie die Entwicklung künstlerisch entworfener, oft feiner und komplizierter Muster. Die Hofmanufakturen grenzen sich somit von den örtlich gegebenen Traditionen der Dörfer und Nomaden ab. Ihre Muster entwickeln aus dem Bedürfnis nach Repräsentation der eigenen Macht eine eigenständige Formensprache, die sich eher an der Produktion der Hofmanufakturen benachbarter Länder orientiert, als an den Mustertraditionen des eigenen Landes. In manchen Fällen ist dieser Austausch zwischen den Ländern dokumentiert: So wurden auf Befehl Sultan Süleymans I. persische Kunsthandwerker aus Täbriz an den osmanischen Hof beordert. Sie machten die osmanischen Kunsthandwerker mit der persischen Kunst bekannt, die am Hof der Safawiden zur Blüte gelangt war. Sultan Murad II. beorderte 1585 elf Teppichmeister von Kairo nach Istanbul und schärfte ihnen ausdrücklich ein, die erforderliche Wolle mitzubringen. Auch der Mogulherrscher Akbar I. importierte nicht nur persische Teppiche, sondern soll auch Knüpfmeister von Schah Abbas erbeten haben, um Manufakturen in Agra und Fatehpur Sikri, den beiden Hauptstädten seines Reiches, sowie in Lahore zu errichten.
Kurt Erdmann schrieb:

„Teppiche waren so lebenswichtig für die Möblierung ihrer großen Zelte, dass Könige, Generäle und andere wichtige Männer diese mitführten, wenn sie zur Jagd oder auf Reisen gingen, ja sogar wenn sie in den Krieg zogen. Wenn ein Herrscher zu jener Zeit reiste, wurden die ausgeklügeltsten Mittel angewendet, um sein Zelt so wohnlich wie seinen Palast zu gestalten. Nichts sollte fehlen und eine ganze Armee von Bediensteten reiste ihrem Herrscher voraus, so dass sie am Zielort ausreichend Zeit hatten, um die riesigen Zelte aufzubauen, die tatsächlich tragbare Paläste waren mit vielen Räumen, die mit jedem erdenklichen Luxus und mit vielen schönen Teppichen ausgestattet waren. In einigen Fällen wurden Bäche umgeleitet und Gärten mit Fontänen angelegt. Sogar Bäume wurden mitgeführt ebenso wie die Menagerie der Herren.“

#### Osmanische Hofmanufakturen

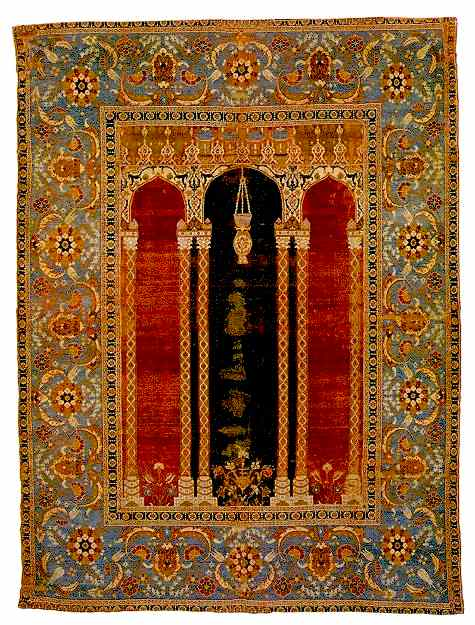
Osmanischer Gebetsteppich der Hofmanufaktur, Bursa, spätes 16. Jh. (Sammlung James Ballard, Metropolitan Museum of Art)

Nach der Eroberung Konstantinopels wurde die Stadt zur neuen Hauptstadt des Osmanischen Reichs ausgebaut. In den Hofwerkstätten (Ehl-i Hiref) arbeiteten Künstler und Handwerker verschiedener Kunstrichtungen. Kalligraphie und Buchmalerei wurden im Scriptorium, der nakkaşhane, betrieben. Die dort unter dem Einfluss der safawidischen Hofkunst entworfenen Buchmalereien und Ornamente beeinflussten auch die Muster der Teppichknüpferei. Berühmte Zentren des osmanischen Kunsthandwerks waren neben Istanbul vor allem Bursa, Iznik, Kütahya und Ușak. Bursa war als „Seidenstadt“ berühmt für Seidenstoffe und Brokate, İznik sowie Kütahya für Feinkeramik und Fliesen und Uşak besonders für Teppiche.

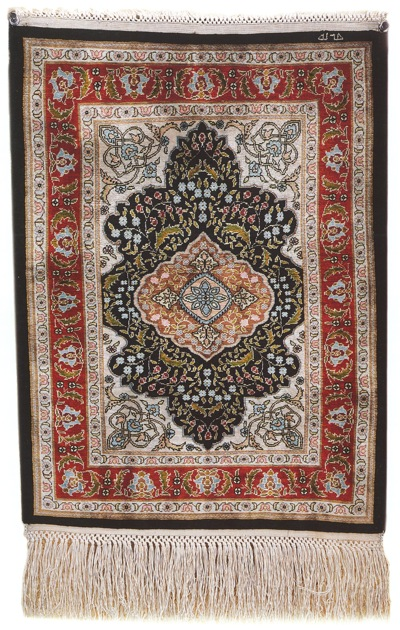
Seidener Hereke-Teppich

Einige anatolische Teppichtypen wie die „Holbein“- und „Lotto“-Teppiche, die in großer Zahl nach Europa exportiert wurden, kommen aus den Stadtmanufakturen der Region Uşak. Europäische Könige, Adlige und, ihnen nachahmend, wohlhabende Bürger der Renaissancezeit ließen sich gern auf und mit anatolischen Teppichen abbilden. Zu Beginn der wissenschaftlichen Erforschung der islamischen Kunstgeschichte waren erhaltene Teppiche noch nicht in so großer Zahl wie zur heutigen Zeit, deshalb wurden die Teppiche zunächst anhand europäischer Gemälde in Gruppen eingeteilt, die nach den Malern benannt wurden, auf deren Gemälden die Teppiche zu erkennen waren.
Aufgrund der Verteilung und Größe der geometrischen Medaillons unterscheiden sich die Holbein-Teppiche mit großer und die mit kleiner Musterung. Bei Letzterer sind kleine Achtecke, die oft einen Stern enthalten, in regelmäßigen Reihen über das Feld verteilt und werden von geometrischen Arabesken eingeschlossen. Die Holbein-Teppiche mit großer Musterung zeigen zwei oder drei große Oktogone, die die oft achtstrahlige Sterne einschließen. Das Feld ist von winzigen blauen floralen Mustern übersät. Zwei Exemplare aus dem 16. Jahrhundert befinden sich im Museum für Angewandte Kunst in Wien und im Louvre in Paris.
Bei den Lotto-Teppichen befindet sich auf dem meist leuchtend roten, selten dunkelblauen Feld ein gelbes Gitternetz aus geometrischen Arabesken, wobei kreuzförmige mit achteckigen oder rautenförmigen Elementen abwechseln. Die ältesten Stücke vom Ende des 15. Jahrhunderts weisen eine Kufi-Bordüre auf. Das Feld wird in seiner ganzen Ausdehnung von leuchtend gelbem Blattwerk überzogen, dem ein Rapport aus Rauten und Oktogonen zugrunde liegt. Die Teppiche wurden in allen Größen bis zu einer Länge von sechs Metern hergestellt.
Gegen Ende des 18. Jahrhunderts entwickelte sich der von der französischen Kunst geprägte „türkische Barock“. Es entstanden Teppiche nach dem Vorbild der französischen Savonnerie- und der Aubusson-Manufaktur. Sultan Abdülmecid I. (1839–1861) begann mit dem Bau des Dolmabahçe-Palast, dem „Palast der aufgeschütteten Gärten“. 60 km von Istanbul entfernt, nahe der Stadt Izmit, gründete er 1844 die königliche Hofmanufaktur in Hereke. Die Hereke-Manufaktur stellte ursprünglich ausschließlich Stoffe und Teppiche her, die für die Ausstattung des osmanischen Hofs, vor allem des neu errichteten Dolmabahçe-Palasts, bestimmt waren. Erst später waren die Produkte auf dem allgemeinen Markt erhältlich. Die Hofmanufaktur von Hereke ist somit die einzige Werkstatt, die nachweislich als „Hofmanufaktur“ im engen Sinn geplant war.

#### Werkstätten des ägyptischen Mamluken-Sultanats
Der Name Mamluken geht zurück auf Sklaven türkisch-kaukasischer Herkunft, die unter der Herrschaft der Aijubiden in Ägypten und Syrien Kriegsdienst leisteten, dort im 13. Jahrhundert selbst die Macht ergriffen und diese bis zur osmanischen Eroberung Anfang des 16. Jahrhunderts verteidigten. Sie schufen ein Reich, das Ägypten, Palästina, Syrien und den Hedschas umfasste. Bis 1517 übten die Mamlukensultane als Kalifen die Schutzherrschaft über die Heiligen Städte Mekka und Medina aus und garantierten die Sicherheit der Pilgerkarawanen aus Kairo und Damaskus auf der jährlichen Haddsch.
In Kairo, Damaskus und Jerusalem sowie kleineren Handelszentren entstanden Marktplätze (Suq, Kahn) sowie Raststationen für Handelskarawanen (Karawanserei, Wikala). Durch Aufträge stimulierten die Mamlukensultane die Produktion in den Werkstätten ihres Herrschaftsgebiets. Als Folge erreichte das Kunsthandwerk hohe materielle und gestalterische Qualität. Edmund de Unger wies nach, dass die Teppichmuster der Mamluken-Manufakturen den Dekorationen auf anderen Erzeugnissen der Mamlukenwerkstätten sehr ähnlich sind, und folgert daraus, dass sich die Handwerker untereinander beeinflusst haben.
Die Mamlukenherrscher unterhielten diplomatische Verbindungen zu den südeuropäischen Mächten Kastilien und Sizilien (woher auch ursprünglich auch als Heidnischwerk bekanntgewordenen sarazenischen Teppiche stammen), zu den italienischen Republiken und zu Byzanz, ebenso wie zu den Mongolen und in den Fernen Osten. Die diplomatischen und Handelsbeziehungen zwischen der Republik Venedig und der Mamlukendynastie reichen bis in das frühe 14. Jahrhundert zurück. 1983 wurden zwei Mamluken-Teppiche aus dem Besitz der Medici in den Depots des Palazzo Pitti in Florenz sowie ein weiterer in der Scuola Grande di San Rocco gefunden. Teppiche dieser Art waren in Venedig unter dem Namen „tappetti damascini“ bekannt. Sie wurden von europäischen Künstlern der Renaissancezeit auf Gemälden und Fresken dargestellt. Kurt Erdmann wies nach, dass diese Teppiche in Kairo hergestellt wurden.
Aus der Zeit der Mamlukenherrschaft sind Teppiche von besonderer Eigenart erhalten. Sie zeigen filigrane geometrische Muster, deren Hauptelement ein Zentralmedaillon ist, das aus einem Oktogon, einem Quadrat und einer Raute besteht, die übereinander gelagert sind, so dass der Eindruck eines achtzackigen Sterns entsteht. Die Farbpalette ist sehr sparsam, meist ein leuchtendes Rot, Grün, Hellblau mit etwas Gelb und Weiß. Ein wesentliches Merkmal dieser Teppiche war der fehlende Kontrast zwischen der Bordüre und dem Mittelfeldmuster. Einzigartig für islamische Teppiche wurde in den ägyptischen Werkstätten im Uhrzeigersinn („S“-) gesponnene Wolle, die gegen den Uhrzeigersinn („Z“-) gezwirnt war, verwendet. Erhaltene Dokumente belegen, dass zwischen dem 2. Viertel des 14. Jahrhunderts und dem 1. Viertel des 17. Jahrhunderts in Kairo Knüpfteppiche produziert und gehandelt wurden.
Nach der Eroberung durch das Osmanische Reich in der Schlacht von Mardsch Dabiq bei Aleppo und der Schlacht von Raydaniyya vor Kairo gingen zwei verschiedene Kulturen ineinander auf, was sich deutlich auch in der lokalen Teppichproduktion nach dieser Zeit abzeichnet. Nach der Eroberung fanden osmanische Muster Eingang in die weiter in der alten Technik gesponnenen und gezwirnten Wolle geknüpften Teppiche. Teppiche, deren Muster Einflüsse beider Kulturen aufweisen, werden als „Kairener Osmanenteppiche“ bezeichnet. Kairener Osmanenteppiche zeichnen sich durch kompliziert und dicht gestaltete florale Motive in mamlukischer Farbgebung aus. In späterer Zeit treten auch Zentral- und Eckmedaillons in persisch-türkischer Tradition auf. Besonders auffällig zeichnet sich der Kulturwandel in der Gestaltung der Hauptbordüre ab: Das traditionelle mamlukische, aus gereihten Kartuschen und Rosetten bestehende Bordürenmuster wird abgelöst von Rosetten- und Bandmustern anatolisch-persischer Tradition. Sie wurden bis ins frühe 17. Jahrhundert weiter sowohl in Ägypten als wahrscheinlich auch in Anatolien hergestellt.

Mamluken-Teppich, um 1500, aus der Sammlung von Friedrich Sarre, Berlin
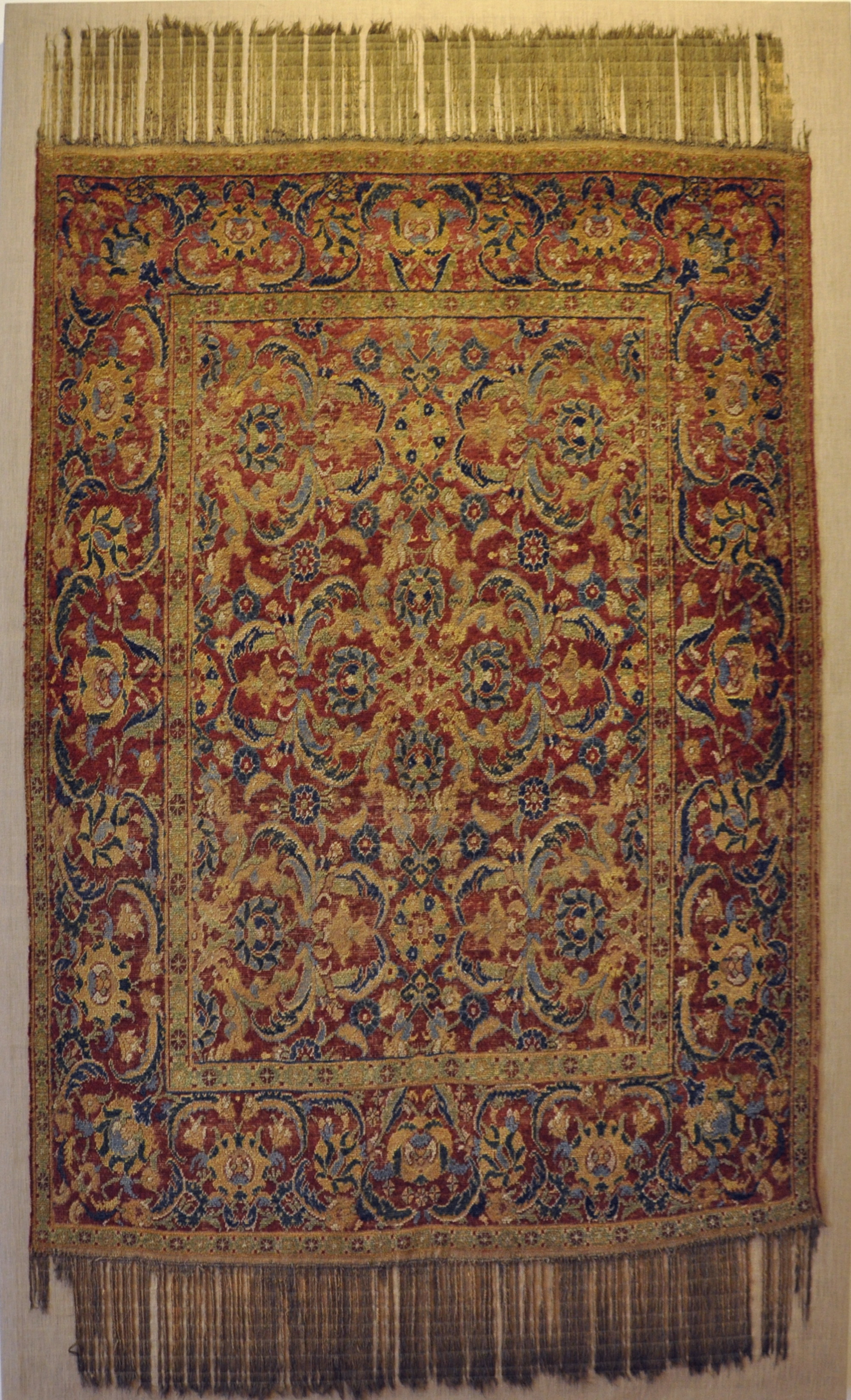
Kairener Osmanenteppich, 16. Jh., Museum für angewandte Kunst Frankfurt St. 136
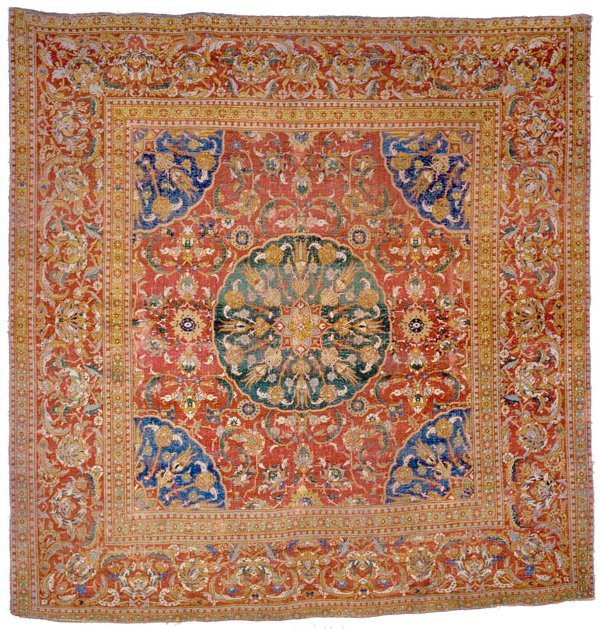
Kairener Osmanenteppich, 1. Hälfte 17. Jahrhundert.

#### Safawidische Hofmanufakturen
Im persischen Reich der Safawiden wurden Hofmanufakturen wahrscheinlich schon von Schah Tahmasp I. in Täbris eingerichtet, sicher aber von Abbas I., als er seine Hauptstadt während des osmanisch-safawidischen Kriegs (1603–18) von Täbris im Nordwesten nach Isfahan in Zentralpersien verlegte. Für die Kunst des Teppichknüpfens in Persien bedeutete dies, wie A. C. Edwards schrieb: „dass sie in kurzer Zeit aus dörflichem Niveau zur Würde einer hohen Kunst aufstieg“.

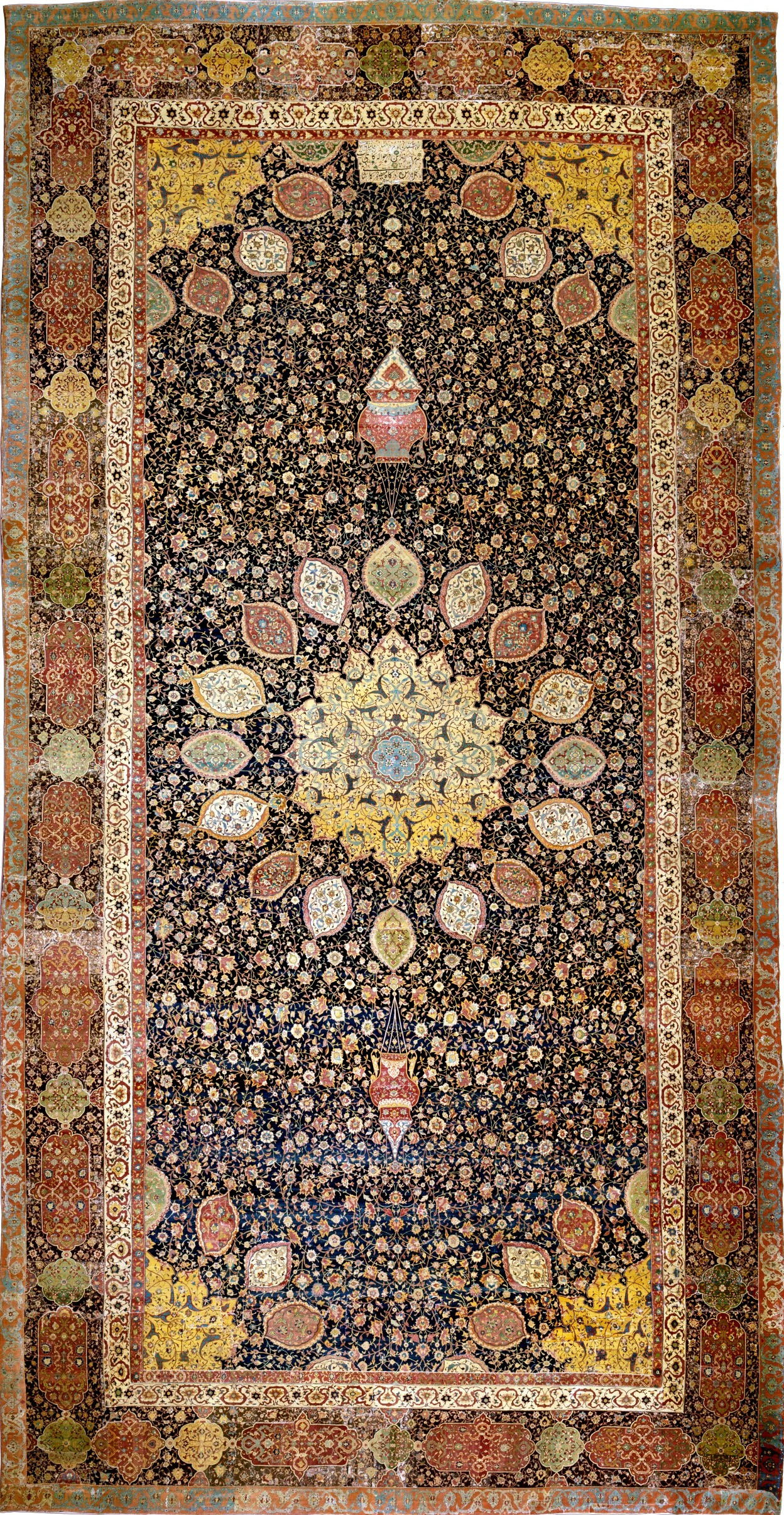
Ardabil-Teppich im V&A. Inschrift am oberen Feldrand nahe der Bordüre.

Unter dem Einfluss von Malern und Miniaturisten der Schulen von Herat und Täbriz wie Kamāl ud-Dīn Behzād entstand ein Formenkanon repräsentativer Muster und Ornamente, die wohl zu Beginn des 16. Jahrhunderts Eingang in die Teppichknüpferei fanden. Hatten bisher die Teppichknüpfer die Muster selbst entworfen, waren jetzt Künstler für die Entwürfe verantwortlich, die dann professionellen Knüpfern zur Ausführung übergeben wurden. Knotenzahlen von über einer Million pro Quadratmeter erlaubten die Darstellung feinster Details; wofür Seidengarne verwendet wurden. Besonders kostbare Teppiche enthielten mit Gold- und Silberstreifen umwickelte Schussfäden.
Schah Abbas I. förderte den Handel mit Europa, besonders mit England und den Niederlanden, die persische Teppiche, Seide und Textilien nachfragten. Schah Abbas sah die Herrscher des christlichen Europas als potentielle Verbündete in seinem Konflikt mit dem Osmanischen Reich an. Luxusgüter wie Seide und Teppiche wurden gegen Gold und Silber getauscht, das zu dieser Zeit mit den Silberflotten aus Südamerika reichlich nach Europa gelangte.
Die „Polenteppiche“ (auch Schah-Abbas-Teppiche genannt) stellen eine besondere Gruppe von kostbaren Teppichen dar, die im Auftrag des Hofes wahrscheinlich in Kaschan hergestellt wurden. Diese Teppiche, deren Schussfäden oft mit Gold- oder Silberfolie umwickelt waren, dienten als repräsentative diplomatische Geschenke der safawidischen Herrscher an andere Herrscherhöfe. Schah Tahmasp I. schenkte dem Osmanischen Sultan Selim II. einen Teppich zur Thronbesteigung. Spanien ließ sich am persischen Hof durch Ordensgeistliche vertreten, und Jakob I. von England schickte Sir Dodmore Cotton nach Isfahan. König Sigismund von Polen sandte Händler nach Persien, um Teppiche zu kaufen. Der französische König Ludwig XIV. entsandte Weber nach Persien, um die dortige Knüpfkunst zu erlernen.
Im Museo San Marco in Venedig sind fünf Teppiche ausgestellt. Das genaue Datum ihres Erwerbs ist unbekannt. Sie sind alle aus Seide geknüpft und mit Gold- und Silberfäden broschiert und werden als einige der frühesten Stücke dieser Art angesehen, die in Isfahan Ende des 16. Jahrhunderts hergestellt wurden.

#### Werkstätten des Mogulreichs
Das Mogulreich existierte von 1526 bis 1858. Das Kernland des Reiches lag im Norden, in der Indus-Ganges-Ebene um die Städte Delhi, Agra und Lahore. Staatssprache war Persisch. Als bedeutendster Mogulherrscher gilt Akbar. Die indischen Teppichwerkstätten erlebten ihre Blütezeit im 16. und 17. Jahrhundert, etwa zur gleichen Zeit wie die Manufakturen der Safawiden. Die Mogul-Schulen der Buchmalerei, die stark von Persien beeinflusst waren, lieferten die Motive.

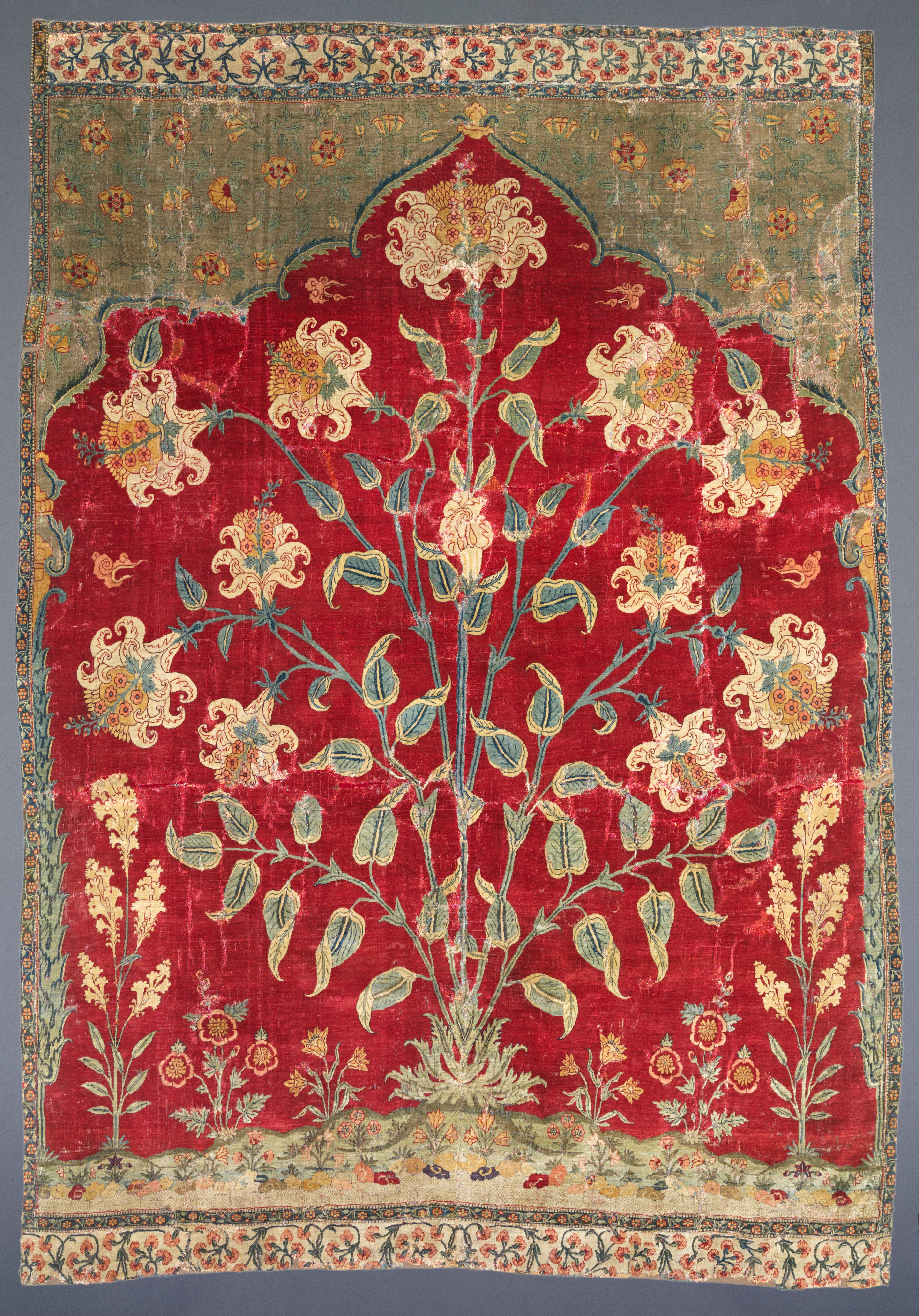
Fragment eines Reihengebetsteppichs („saf“), Mogulzeit

Diese erste Phase der Mogulteppichkunst von 1580 bis 1630 fällt in die Regierungszeit Akbars und seines Nachfolgers Nur-du-Din Jahangir. Kennzeichnend für die Teppiche dieser Zeit ist der im Vergleich zu anderen Herstellungsländern ausgeprägte Realismus der Darstellung der überwiegend floralen Motive. Ein Beispiel für einen Mogulteppich der ersten Periode ist der Bildteppich mit Landschaft und Vogelpaaren aus dem Museum für angewandte Kunst in Wien. Dieser Bildteppich stammt sehr wahrscheinlich aus Lahore und ist um 1600 datiert. Aus der Epoche Jahangirs sind die Namen berühmter Künstler überliefert, darunter Abu al-Hasan, Mansur, Bichitr und Bishandas.
Bei den floralen Mustern waren Chrysanthemen, Mohnpflanzen, Glockenblumen, Rosen und Dahlien besonders beliebt. Unter den dargestellten Tieren dominieren vor allem der Tiger, der Gepard, das Nashorn und der Elefant. Figürliche Darstellungen geben Episoden aus indischen Epen und häufiger noch Jagdszenen wieder. Gestalten werden meistens in Bewegung dargestellt. Die Zeichnungen sind im Allgemeinen asymmetrisch über das Feld verteilt und wenden sich vom strengen persischen Kompositionsschema ab. Das Teppichfeld ist nicht ganz von Zeichnungen ausgefüllt. Arabesken fehlen gänzlich. Es herrscht ein Gleichgewicht zwischen Ornament und freier Fläche. Die dominante Farbe ist Karminrot, das aus der Cochenilleschildlaus gewonnen wurde. Die Zeichnungen erscheinen in Hellgelb, Senfgelb, Hellrot, Rosa, Hellblau, Nachtblau, Hellgrün, Smaragdgrün, Orange, Schwarz und Braun. Ein weiteres Kennzeichen der Teppiche aus der Mogulzeit ist, dass die Farben ohne kontrastierende Umrisse direkt nebeneinander gesetzt wurden.
Daniel Walker, Kurator der Islamischen Abteilung des MMA in New York, stellte 1998 im Katalog zu seiner Ausstellung „Flowers Underfoot“ diese drei Thesen auf:
1. Die Teppiche der Mogulzeit gehören zu den technisch vollendetsten Teppichen, die je gemacht wurden.
2. Indische Teppichkünstler vermochten es besser als alle anderen, mit dem Knüpfmaterial gleichsam zu malen.
3. Der naturalistische und zugleich formalisierte Blumenstil der Mogulteppiche ist ein genuiner stilistischer Beitrag zur Teppichkunst.[97]

In Europa gibt es nur einen einzigen indischen Teppich, dessen Geschichte und Daten genau dokumentiert sind. Es ist der Teppich der Londoner Gürtelmacher-Zunft, einer seit 1449 existierenden Handwerksgilde. Robert Bell, Meister dieser Gilde und Direktor der Ostindischen Kompagnie gab diesen Teppich 1630 in Lahore in Auftrag. Er wurde dort geknüpft, 1634 nach London geliefert und hat seither die „Girdlers' Hall“ für Ausstellungen erst zweimal verlassen.

### Städtische Manufakturen
Teppiche wurden und werden in großem Umfang in Manufakturen in den Städten hergestellt. Diese Teppiche mit ihren dekorativen, an den Produkten der Hofmanufakturen orientierten Mustern waren und sind für den Handel und Export bestimmt. Stadtmanufakturen konnten auf Bestellung arbeiten und auch Aufträge vom Herrscherhof erhalten. Für gewöhnlich verfügen die Stadtmanufakturen über ein breites Repertoire an Mustern und Ornamenten sowie einen Vorrat von künstlerisch ausgearbeitete Mustervorlagen, die dann von Knüpfern ausgeführt werden. Die Farbpalette ist reich, und die Knüpftechnik kann feiner sein, weil die Stadtmanufakturen Zugang zu Material besserer Qualität haben und über geschickte, spezialisierte Berufsknüpfer verfügten. Auf den fest montierten, großen Webstühlen können größere Formate produziert werden. Die Teppiche werden nach Kartons geknüpft, oft stellt die Manufaktur das professionell gefärbte Material zur Verfügung und überwacht die Qualität der Ausführung. Stadtmanufakturen sind meist in der Lage, Teppiche auf Bestellung anzufertigen, oder produzierten Teppiche für den Exporthandel. Täbriz, Keschan, Shiraz oder Isfahan sind die bekanntesten Handels- und Herstellungsorte für iranische Teppiche. Täbriz beispielsweise ist eine Stadt im Iran, Keschan war ein früher wichtiger Handelsort auf der Seidenstraße in Persien. Isfahan ist eine Provinzhauptstadt mit knapp zwei Millionen Einwohnern.

### Dörfer
Die in den ländlichen festen Siedlungen geknüpften Teppiche kommen üblicherweise in regionalen Marktzentren zum Verkauf und tragen dann oft den Namen dieses Zentrums als Handelsnamen. Die Teppichproduktion in den Dörfern erfolgte meist in Heimarbeit, auch hier manchmal auf Bestellung und unter der Kontrolle von Gilden oder auch noch im Auftrag von Unternehmern. Heimarbeit muss nicht vollzeitig geschehen, sondern kann immer dann durchgeführt werden, wenn es die Zeit neben anderen Pflichten erlaubt. Als unentbehrliche Haushaltsgegenstände für den eigenen Gebrauch sind Dorfteppiche Teil einer eigenen Tradition, die zu Zeiten zwar von der Gestaltung der größeren Werkstätten beeinflusst wurde, im Grunde aber eigenständig existierte. In Anatolien wurden Dorfteppiche der örtlichen Moschee als fromme Stiftung übereignet, wo sie die Zeiten überdauerten und heute der Forschung zur Verfügung stehen.
Folgende Kriterien deuten darauf hin, dass ein Teppich aus dörflicher Produktion stammt:
1. Kleineres Format;
2. ohne Vorlage geknüpft;
3. Ecken nicht aufgelöst oder improvisiert;
4. Unregelmäßigkeiten im Musteraufbau oder in einzelnen Ornamenten.

Teppiche die im ländlichen Raum geknüpft wurden enthalten nur selten Baumwolle für Kett- und Schussfäden, und so gut wie nie Seide, da diese Materialien auf dem Markt erworben werden mussten. Ihre Muster sind nicht so ausgefeilt wie die kurvilinearen Muster der Stadt- oder Manufakturteppiche, sondern eher geometrisch. Sie weisen öfter Abrasch auf, und deutlich sichtbare Irrtümer im Detail. Wenn einfache aufrechte Webstühle verwendet wurden, kann die Spannung der Kettfäden nicht gleichmäßig gehalten werden, sodass Dorfteppiche unregelmäßig verzogen sein können, unregelmäßige Seiten haben, und manchmal nicht vollkommen flach auf dem Boden aufliegen. Die Schirazeh und Fransen werden unterschiedlich ausgearbeitet, nicht so regelmäßig wie bei Manufakturteppichen. Dorfteppiche haben seltener geschichtete Kettfäden, und schmalere Flachgewebe an den Enden, die nicht so lang sind wie oft bei Nomadenteppichen. Die unterschiedlichen Arten wie Enden und Fransen gearbeitet sind, geben manchmal Hinweise auf die Herkunft des Teppichs.
Die Muster von „Dorfteppichen“ weisen oft noch Bezüge zu den Stammestraditionen auf. Sie sind meist noch vom künstlerischen Geschmack und Urteil der einzelnen Knüpfer geprägt, im Gegensatz zur kommerziellen „Massenproduktion“ rein dekorativer Teppiche aus den Manufakturen der Städte. Dorfteppiche werden aber häufiger für den Verkauf angefertigt, ihre Farben und Muster sind daher stärker von den Marktbedürfnissen bestimmt.

### Nomaden- und Volksstämme
Die Teppiche der Nomaden werden von verschiedenen ethnischen Stammesgruppen geknüpft, die sich durch unterschiedliche Geschichte und Traditionen voneinander absetzen. Ein Volksstamm entspricht einer größeren Menschengruppe, die sich in politischen Allianzen vereint haben. Menschen mit unterschiedlicher Sprache können Mitglieder desselben Stamms sein. Stemmesweber verfügen über ein Repertoire an gemeinsamen Motiven, die für ihre Kultur charakteristisch sind, aber nicht unbedingt im Stamm selbst entstanden sein müssen.
Ursprünglich stellten die Stämme Teppiche hauptsächlich für ihren eigenen Gebrauch her, deshalb haben die Nomadenteppiche noch stärker die ursprünglichen Muster und Knüpfweisen bewahrt, als die stärker kommerziellen Bedingungen unterworfenen Teppiche aus den Siedlungen und Städten. Nachdem sich im Laufe des 20. Jh. die Lebensweise der Nomaden stark zu mehr Sesshaftigkeit hin verändert hatte, war die traditionelle Teppichproduktion in den 1970er Jahren fast zum Erliegen gekommen, wurde aber in den darauf folgenden Jahrzehnten wiederbelebt.
Kriterien für eine Knüpfung in nomadischer Tradition sind:
- Ungewöhnliche Materialien wie Kettfäden aus Ziegenhaar, oder Kamelwolle im Flor;
- Wolle hoher Qualität mit langem Flor;
- kleines Format, wie es auf einen horizontalen Webstuhl passt;
- unregelmäßiges Format aufgrund des häufigen Auf- und Abbaus des Webstuhls, was zu ungleichmäßiger Spannung der Kettfäden führt;
- stärkerer Abrasch;
- längere Flachgewebe bilden die Abschlüsse.

## Einteilung nach Regionen

Die Tabula Rogeriana, eine islamische Weltkarte aus dem Jahr 1154. Der „Teppichgürtel“ erstreckt sich von Marokko (ganz links) bis Indien und China.

### Regionen des Teppichgürtels
Das als „Teppichgürtel“ bekannte geographische Gebiet, innerhalb dessen Orientteppiche hergestellt werden, erstreckt sich von Marokko über Nordafrika, den Nahen Osten nach Zentralasien und Nordindien. Es schließt die Länder und Regionen Nordchina, Tibet, die Türkei, Iran, den Maghreb im Westen, den Kaukasus im Norden, sowie Indien und Pakistan im Süden ein. Menschen aus verschiedenen Kulturen, ethnischen Gruppen und Religionen stellen Orientteppiche her. Jedes Gebiet besitzt eine eigene Tradition in Bezug auf technische Details der Knüpfung, Farbgebung, sowie der Gestaltung der Muster.

### Kaukasus

Die Republiken des Kaukasus

Der Kaukasus ist ein Gebiet mit wechselvoller Geschichte und uneinheitlicher Besiedelung. In der stark zerklüfteten Landschaft des großen Kaukasus, sowie in Nord-Kaukasien und dem südlichen Transkaukasien, haben sich einzelne Stämme angesiedelt und teilweise ihre Unabhängigkeit bewahrt. Obwohl sie im Laufe der Zeit erst dem assyrischen, später dem georgischen und dem armenischen Reich angegliedert waren und schließlich einzelne Teilrepubliken der ehemaligen UdSSR wurden, haben sie ihre eigene Kultur immer gepflegt. Hier leben z. B. Azeri, Armenier, Georgier, Mongolen, Kurden, Tschetschenen, Griechen und Krimtataren. Gesprochen wird Russisch und viele eigene Stammessprachen und Dialekte.
Die ältesten erhaltenen Teppiche gehören in das 17. bis 18. Jahrhundert, in denen zwei besondere Teppichtypen entstanden. Sie wurden in beträchtlicher Größe in spezialisierten Manufakturen für reiche Auftraggeber hergestellt.

#### Drachenteppiche

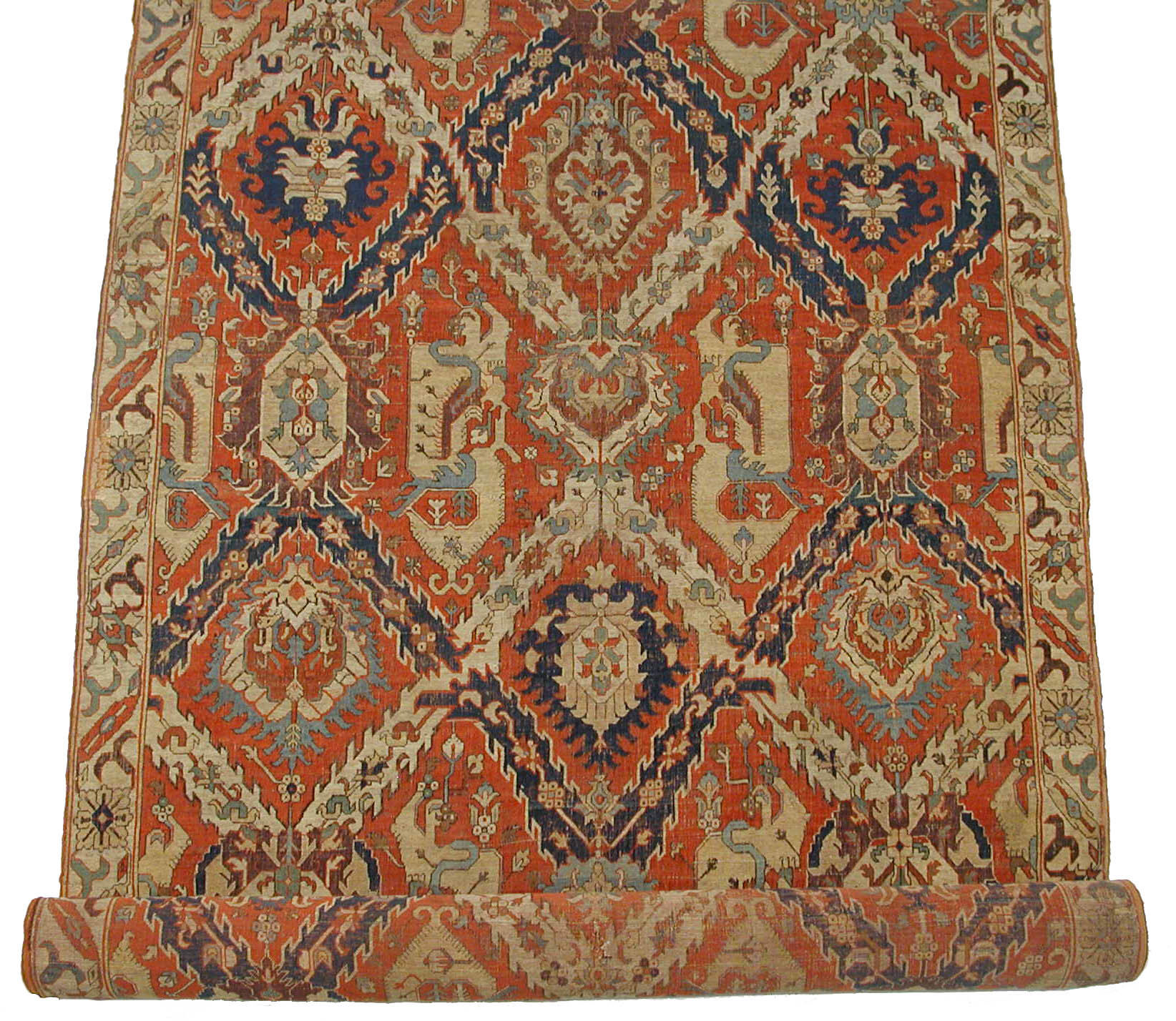
Drachenteppich im Metropolitan Museum of Art. Auf diesem Ausschnitt sind die Drachen gut zu erkennen.

Wie schon der Name verrät, sind im Feld der Drachenteppiche diese Tiere in regelmäßiger Abfolge und mehr oder minder stark stilisierter Form vorhanden. Sie zeigen einen gitterartigen Aufbau, dessen Grundstruktur von länglichen, schmalen stilisierten Blättern gebildet wird, die große rhombenförmige Felder abgrenzen. Im Inneren dieser Felder befinden sich die stilisierten S-förmigen Drachen sowie weitere Fabeltiere. Die Farben des Fonds sind im Allgemeinen Rot, Schwarz oder Blau, während die Drachen und die übrigen Schmuckelemente in Elfenbein, Gelb oder Grün gehalten sind. Sowohl die Herkunft als auch die Datierung sind umstritten. Früher wurde sie eher Armenien oder der Umgebung von Kuba zugeschrieben, während zunehmend das Gebiet von Karabach im südlichen Teil des Kaukasus angenommen wird, wo auch später sehr viele Teppichtypen entstanden. Die beiden Drachenteppiche im Philadelphia Museum of Art weisen einmal aus a) wahrscheinlich hergestellt „in Shusha, Caucasus, Karabagh province“ und b) wahrscheinlich hergestellt in Kurdistan. Dies ist der einzig bekannte Drachenteppich, der mit dem persischen Knoten geknüpft ist. Das Metropolitan Museum of Art schreibt seinen Drachenteppich dem Kaukasus zu.

#### Blütenteppiche
Die älteste Komposition des Blütenteppichs zeigt dasselbe Gittermuster wie die Drachenteppiche, ersetzt dabei aber diese mythischen Tiere durch stilisierte Palmetten und kreuzförmige, unterschiedlich ausgebildete kleine Medaillons. Im 18. Jahrhundert verschwindet das Gittermuster und die Medaillons vergrößern sich und nehmen eine Strahlenform an. Sie ordnen sich senkrecht in der Längsachse an. Im ganzen Feld liegen winzige geometrische Motive, die einen floralen Ursprung haben und untereinander durch Stiele und Arabesken verbunden sind. Persische Vorbilder aus Herat oder Isfahan sind darin zu erkennen sowie Afschan- oder Kharschang-Motive. Als Entstehungsort wird der Südkaukasus im weiteren Sinne angenommen.
Als die Russen dieses Gebiet zu Beginn des 19. Jahrhunderts übernahmen, verschwand der kaukasische Adel und die Produktion großer höfischer Teppiche. Die großen Manufakturen schlossen, und die weniger reiche Produktion in den kleinen Dörfern erlebte eine Wiederbelebung. Der kaukasische Teppich ist mit der Wiederentdeckung der eigenen Wurzeln im 19. Jahrhundert entstanden; dies ist seine Blütezeit. Aus dieser Zeit stammen die meisten in Museumsbesitz befindlichen kaukasischen Teppiche.
Im Kauskasus knüpfen die Turkmenen im Osten und die Aserbaidschaner im Westen. Ostanatolien und Armenien sind die westlichen Ausläufer des Gebietes. Im Süden reicht es bis Azeri-Persien, im Osten werden die Usbeken geknüpft, dieses Gebiet reicht bis nach China hinein.
Einige berühmte Namen aus dem westlichen Kaukasus sind
- Schirwan. Dazu gehören die Knüpforte
  - Kuba,
  - der Ordutsch Konakgent
  - der Perepedil mit seinen Widderhörnern und dem einfachen weißen Shirazi
  - der Akstafa mit den sagenhaften Vögeln mit überlangen Schwanzfedern
  - der Surahani in Läuferformat
- die Kasaken
  - der Lori Pampak und der Fachralo mit den unverwechselbaren Medaillons
  - der Adlerkasak Tschelaberd, der bekannteste Kaukase
  - der Wolkenband-Kasak (Karabach-Chondsoresk) mit den geschwungenen Wolkenbändern
  - der Armenier und seine Rosenbouquets
  - der Schildkasak wirkt archaisch und kriegerisch. Meist haben diese Stücke einen doppelten bis dreifachen braunen Shirazi.

Kaukasische Teppiche
Karabagh Kasim Ushag Antik
Kasak Gendje Antik
Sewan Kasak Antik
Sumak Kilim Seychur Antik

### Afghanische und turkmenische Teppiche
Afghanistan ist als großes Teppichknüpfland besonders durch seine gleichnamigen Teppiche bekannt geworden. Für diese Orientteppiche ist eine tiefrote bis hin zu braun tendierende Grundfarbe typisch. Die Muster, oft dunkelblau und schwarz, sind streng geometrisch geordnet und zeigen Oktogone und wechselnde Füllmotive und vielfach gegliederte Bordüren. Einsatz kräftiger, derber Wolle als Knüpfmaterial für den Flor, in Kette und Schuss z. T. Ziegenhaar, bei neueren Stücken aus Manufakturen gelegentlich Baumwolle.

Afghane 2,03 × 2,75 m, Anfang 19 Jahrhundert, 1210 Knoten/cm². Sie waren hoch geschätzt wegen der Weichheit und dem Glanz der Wolle

Afghanistan kann als der Prototyp eines Durchgangslandes gelten. Seit frühgeschichtlicher Zeit kreuzen sich hier die Wege der Völkerwanderungen, Eroberer, Händler und Missionare der unterschiedlichsten Religionen.
Die Eroberung durch die Araber begann im 7. Jahrhundert. Kabul und der Osten wurden im 10. Jahrhundert islamisiert, 977–1187 war Afghanistan Kern des Reiches der turkstämmigen Ghasnawiden, denen die kurzlebige Dynastie der Ghuriden folgte. Im 13. Jahrhundert fielen die Mongolen in Afghanistan ein und im 14. Jahrhundert die Eroberung durch Timur Leng. Im 16. und 17. Jahrhundert war es zwischen Persien und dem indischen Mogulreich geteilt. Anfang des 18. Jahrhunderts erhoben sich afghanische Stämme gegen die Safawiden. 1747 übernahm Ahmad Schah Durrani (1747–73) das unabhängige afghanische Emirat und begründet damit die afghanische nationale Geschichte. Die Durrani-Dynastie blieb bis ins 20. Jahrhundert hinein an der Macht. Von Kandahar aus, später von Kabul, bildete das Emirat bis 1810 ein einheitliches Staatsgebilde. Dann zerfiel es mit dem Tod von Mahmud Schah in einzelne Khanate. Bereits im späten 18. Jahrhundert hatten sich Belutschistan und Sind selbstständig gemacht und in der ersten Hälfte des 19. Jahrhunderts gingen Kaschmir und das Pandschab verloren. Im Gefolge der Expansionspolitik Russlands und Großbritanniens im 19. Jahrhundert und den damit einhergehenden Grenzfestlegungen wurden einzelne ethnische Gruppen (Paschtunen, Usbeken, Tadschiken, Turkmenen) von ihren angestammten, meist grenzüberschreitenden Siedlungsgebieten, zertrennt (Aufteilung der Völker auf verschiedene Staaten). Aman Ullah (1919-29, seit 1926 König) erreichte mit dem Vertrag von Rawalpindi (1919) die staatliche Unabhängigkeit Afghanistans.
Größte Stadt ist die 3500 Jahre alte Hauptstadt Kabul. Zweitgrößte Stadt des Landes ist Kandahar im Süden Afghanistans, gefolgt von Alexander dem Großen gegründete Herat im Nordwesten sowie Mazar-e Sharif in Nord-Afghanistan und mit dem Grab des vierten Kalifen Ali ein Wallfahrtsort ist. Sie ist die prunkvollste Grab-Moschee Afghanistans aus dem späten 15. Jahrhundert.
Aus der Stadt Herat in Afghanistan (früher Persien) stammt das Herati-Muster, in Persien wird es Mahi-Muster genannt. Es wird in den neueren persischen Bidschar, Täbris und Mud geknüpft. Es ist eine Anordnung von Rauten in Kombination mit stilisierten Blüten in gleichmäßigem Rapport. Durch Wanderung und Deportation der Knüpfnomaden aus dieser Region in den nordpersischen, kaukasischen und türkischen Raum ist diese Art Teppich aus Afghanistan nicht mehr anzutreffen.

Antiker turkmenischer Teppich

Alle turkmenischen Teppiche werden im Norden des Landes zwischen Maimanah im Westen und Kunduz im Osten gewoben. Die meisten Turkmenen in Afghanistan gehören zum Ersari Stamm, einer großen ethnischen Gruppe, unterteilt in Clans, von denen viele ihre eigenen individuellen Teppich Motive und Designs, deren Herkunft und symbolischen Bedeutungen nicht immer klar sind. Die beiden bekannten Muster sind der „fil-poi“ oder „Elefanten-Fuß“, einem großen achteckigen GÜL und die kleineren Tekke gul oder „Buchara-Muster“, wie sie jetzt im Handel genannt werden, und in diesen Motiven gibt es eine große Vielfalt. Darüber hinaus gibt es eine große Anzahl verschiedener Ersari Muster. Andere Turkmenen in Afghanistan, die Teppiche weben sind die Tekke, Yamoud und Sarouq, die alle ihre besondere Webart und Muster besitzen.
Die Teppiche der Turkmenen im Norden Afghanistans sind – wie der Afghane – überwiegend rot und rotbraun. Geknüpft wird mit Schafwolle in der Kette, der Schuss ist meist Ziegenhaar. Baumwolle wird in der Region kaum angebaut und ist somit traditionell kein Grundstoff zum Knüpfen. Die Musterung ist eine breit angelegte mehrfache Bordüre. Zehn bis zwanzig kleinere Bordüren werden zu einer großen zusammengeführt, im Hauptfeld liegt das typische „Göl“. Das ist eine Rosette, rund oder eckig oder als Stern angelegt, mitunter ist sie mehrfach unterteilt. Die Größe des Göl unterscheidet sich nach dem Knüpfer, dem Stamm und der Region. Die Zahl der Göls kann bei Dowlatabad-Teppichen mit einer Größe von sechs Quadratmetern an die Hundert betragen, bei Antkois sind es meist 20, bei Brückenformaten sind es nur zwei bis drei.
Der „Buchara“ ist ein aus Turkmenistan stammender Teppich und ähnlich wie der typische Afghane auf Wollkette geknüpft. In der Musterung ist er ähnlich, die Farben sind Rot bis Braun. Durch die Verwendung von weicher Erstschurwolle aus guten Gebieten ist der Buchara edler und seidiger. Bislang werden diese Teppiche in dieser Region geknüpft, wegen des teureren Ausgangsmaterials allerdings selten. Jomuden und Tekke sind alte und antike Sammlerstücke aus dieser Gegend und teuer.
Während des sowjetisch-afghanischen Krieges hatte es zwischen einer und anderthalb Millionen Tote gegeben und fünf Millionen Menschen waren wegen des Krieges aus dem Land geflohen. Viele gingen nach Pakistan, wo die einzig mögliche Tätigkeit das Teppichknüpfen war. Der einzige Unterschied zu Teppichen vor der Flucht ist die Wolle. Teppiche aus den Flüchtlingslagern sind aus maschinell gesponnener Wolle aus Australien oder Neuseeland.
Seit dem Krieg mit der Sowjetunion bilden Panzer, Helikopter, Jagdbomber, Raketen, Kanonen, Eierhandgranaten, Pistolen, Maschinengewehre und als herausgehobenes Symbol des Widerstandes die Kalaschnikow das neue Hauptmotiv der Teppiche, die „war rugs“.
Mit den amerikanisch-britischen Bombenangriffen vom 7. Oktober 2001 und der seitdem andauernden Besetzung des Landes etablierte sich eine neue Generation der Kriegsteppiche – jetzt mit amerikanischem Kriegsgerät oder dem Angriff auf das World Trade Center vom 11. September 2001.

### Iran
Perserteppiche werden in allen Provinzen Persiens hergestellt. Große Zentren der Teppichherstellung sind unter anderem die Städte Täbris, Ghom, Isfahan, Kaschan, Nain, Maschhad und Kermān. Antike persische Teppiche aus den Hofwerkstätten der Safawidenzeit wie der Ardabilteppich gehören zu den kunstvollsten Erzeugnissen des Knüpfhandwerks. Neben den künstlerisch entworfenen Manufakturteppichen der großen Städte gibt es regionale Zentren wie Senneh oder Bidschar mit eigener Handwerkstradition. Ehemals nomadisch lebende Volksstämme, darunter die Kurden in den nordwestlichen, Afscharen und Belutschen in den nordöstlichen Landesteilen sowie Bachtiaren, Kaschgai und Luren im Südwesten des Iran Teppiche in jeweils eigenständigen Farb- und Mustertraditionen. Neben Knüpfteppichen werden gröber geknüpfte Teppiche wie Gabbeh sowie Flachgewebe in großer Vielfalt hergestellt. Es werden Teppiche im Iran auch in traditioneller Technik mit an moderner Kunst orientierten Mustern geknüpft.
Die unterschiedlichen verwendeten Materialien wie Wolle, Baumwolle und Seide sowie die Vielfalt der traditionellen Farben und Muster führten dazu, dass der Perserteppich umgangssprachlich oft dem Orientteppich schlechthin gleichgesetzt wird. Der persische Teppich ist ein Grundbestandteil persischer Kunst und Kultur, darüber hinaus ein Teil des immateriellen Kulturerbes der Menschheit.

Persische Teppiche
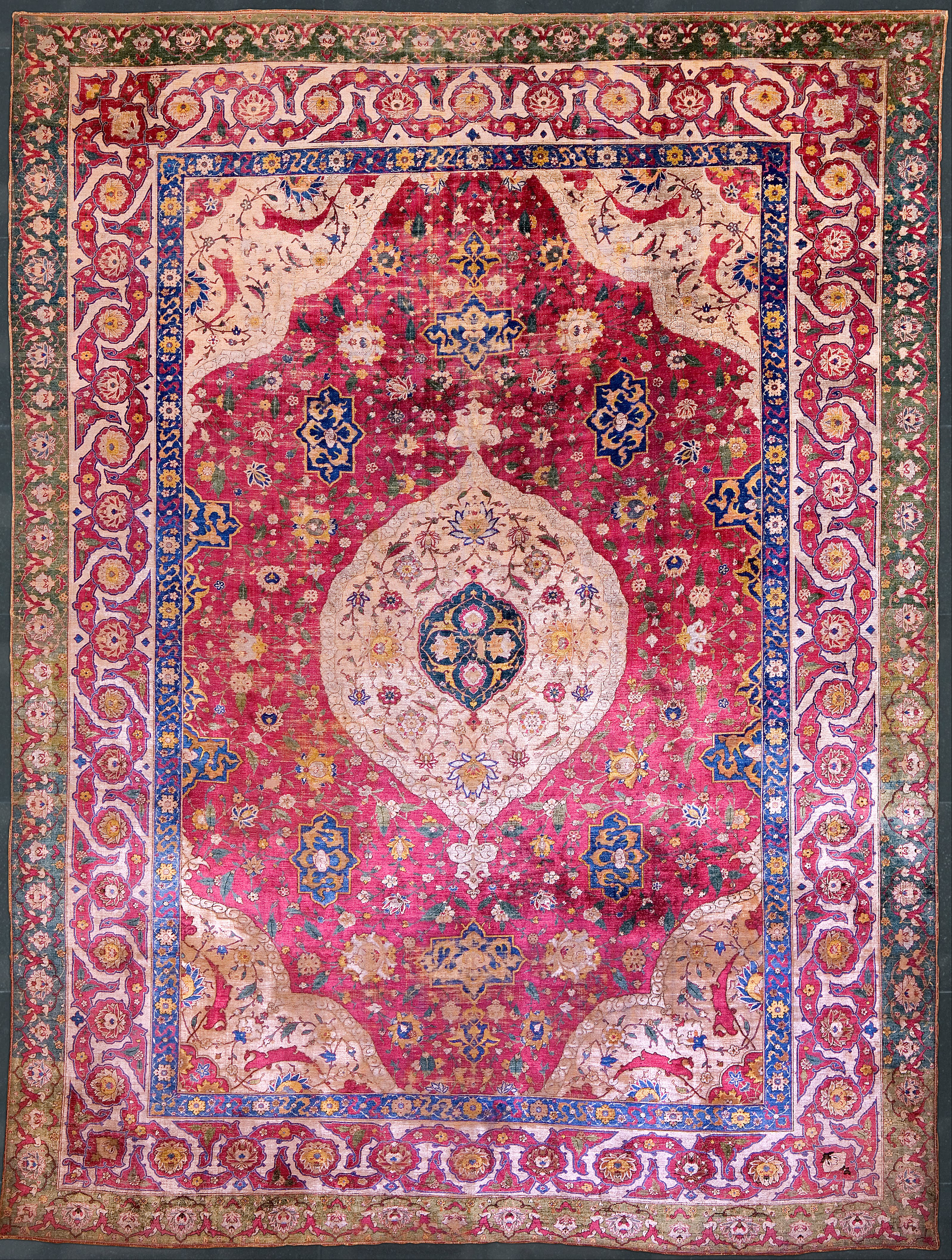
„Rothschild“-Seidenmedaillon-Teppich, Mitte 16. Jhdt. Museum für Islamische Kunst (Doha)
Antiker Teppich der Luren oder Kaschgai
Seidenteppich aus Ghom
Antiker Afscharen-Teppich
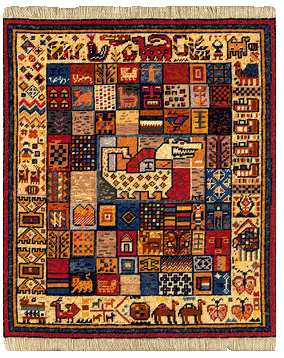
Moderner Gabbeh-Teppich

### Türkei
Im Lauf der langen Geschichte Anatoliens und des Kunsthandwerks der Teppichherstellung wurden unterschiedliche kulturelle Einflüsse in die Gestaltung anatolischer Teppiche integriert. Spuren byzantinischer Ornamente haben sich in den Teppichmustern ebenso erhalten wie die traditionellen Muster und Dekors der Turkvölker, die aus Zentralasien einwanderten. Auch Griechen, Armenier, kaukasische und kurdische Stämme, die in Anatolien leben oder zu unterschiedlichen Zeiten dorthin einwanderten, haben ihre traditionellen Muster eingebracht. Die Übernahme des Islam und die Entwicklung der islamischen Kunst beeinflussten die Gestaltung tiefgreifend. Aus den Mustern der Teppichknüpferei lässt sich somit die politische und ethnische Geschichte und Vielfalt Kleinasiens ablesen.
Der anatolische Teppich zeichnet sich durch charakteristische Farben, Muster, Strukturen und Techniken aus. Meist aus Wolle und Baumwolle, manchmal aus Seide bestehend, werden anatolische Teppiche meist mit dem symmetrischen („türkischen“ oder „Giördes“-Knoten) geknüpft. Die Formate reichen vom kleinen Kissen (yastik) bis hin zu großen, den Raum ausfüllenden Teppichen. Die frühesten erhaltenen türkischen Teppiche datieren aus dem 13. Jahrhundert. Seitdem wurden kontinuierlich bis heute unterschiedliche Teppichtypen in Manufakturen, eher provinziellen Werkstätten, in Dörfern, kleinen Siedlungen oder von Nomaden hergestellt. Jede soziale Gruppe kennt dabei charakteristische Techniken und verwendet charakteristische Materialien. Wissenschaftliche Versuche, ein bestimmtes Muster einer ethnischen, regionalen, oder auch nur der nomadischen oder dörflichen Tradition zuzuordnen, blieben aufgrund des kontinuierlichen Austauschs von Mustern im Rahmen der ausgedehnten Migrationen und des Einflusses der kommerziellen Produktion bislang erfolglos.
In den 1980er Jahren entstanden Initiativen wie die DOBAG-Initiative, in den 2000er Jahren dann die Turkish Cultural Foundation, deren Ziel es ist, die traditionelle Kunst des Teppichknüpfens mit handgesponnener, in Naturfarben gefärbter Wolle und in traditionellen Mustern wiederzubeleben.

## Kinderarbeit in der Teppichherstellung
Anfang der 1990er Jahre wurden in Indien, Nepal und Pakistan viele Fälle von Kinderarbeit in der Teppichproduktion bekannt, die durch die Medien in den Konsumentenländern gingen. Forderungen nach Bekämpfung dieser Kinderarbeit wurden laut, es kam zu Protesten und dem Ruf nach Boykotten. Kinderarbeit ist auf fast der ganzen Welt verboten. Die meisten der 180 angeschlossenen Staaten haben die UN-Kinderrechtskonvention (Konvention Nr. 138) der Internationalen Arbeitsorganisation (ILO) unterzeichnet. Die Internationale Arbeitsorganisation schätzt, dass rund 250.000 Kinder in Nepal, Indien und Pakistan als Knüpfer arbeiten. Zur Eindämmung von Kinderarbeit haben der Orientteppich-Fachhandel und verschiedene Nichtregierungsorganisationen Initiativen gegründet und Zertifizierungsprogramme für Gütesiegel eingerichtet, die Verbrauchern sozialverträglichere Herstellungsmethoden signalisieren sollen.
Die Teppichimporteure in Europa (EUCA) gründeten 1994 in Hamburg die Organisation Care & Fair mit 348 Mitgliedern, um die Situation der Knüpfer und ihrer Familien zu verbessern. Die Mitglieder müssen einen Forderungskatalog zum Bestandteil ihrer Vertragsbedingungen machen, der unter anderem illegale Kinderarbeit ausschließen soll. Eine unabhängige Kontrolle dieser Forderungen findet jedoch nicht statt. Die Mitglieder zahlen außerdem eine Abgabe für soziale Projekte. Seit der Gründung von Care & Fair wurden etwa 950.000 Menschen aus Knüpferfamilien in sieben Medizinprojekten in Indien und vier Medizinprojekten in Nepal kostenlos betreut. In eigenen und den unterstützten vierzehn Schulen in Indien, sechs Schulen in Nepal sowie einer Schule in Pakistan erhielten in den vergangenen zehn Jahren nahezu 65.000 Kinder eine kostenlose Schulausbildung.
Rugmark International (RMI) ist eine globale, nicht kommerzielle Organisation, die 1995 auf Initiative von Nichtregierungsorganisationen (NGGO's) und der Teppichindustrie gegründet wurde und bis 2009 das Rugmark-Siegel vergab, seit 2010 das Goodweave-Siegel. Zu den Mitgliedern gehören die Rugmark Foundations in Nepal, Großbritannien, USA und Kanada sowie Transfair Deutschland. Nach eigenen Angaben wurden seit Gründung mehr als 3600 Kinder von der Arbeit an den Webstühlen befreit. Zu den Kriterien des Goodweave-Siegels gehören der Ausschluss illegaler und ausbeuterischer Kinderarbeit sowie weitere Sozial- und Umweltstandards.
Einen gemeinsam unterzeichneten Brief veröffentlichten Care & Fair und Rugmark im August 1999. Darin wurde der Einzelhandel zum Handeln aufgefordert. 836 Teppichhandelsfirmen wurden daran erinnert, dass sie sich bisher keiner der beiden Organisationen angeschlossen hatten.

## Hinweis bei Nachknüpfungen aus Indien oder Pakistan
Damit der Laie Nachknüpfungen aus Indien oder Pakistan vom Original Orientteppich unterscheiden kann, muss nach EU-Recht für solche Stücke grundsätzlich die Zusatzbezeichnung „Indo“ zugefügt sein und die Angabe des Ursprungslandes etikettiert werden.

## Wichtige Sammlungen und Museen
- Iranisches Teppichmuseum, Teheran[116]
- Museum für Islamische Kunst, Doha
- Sammlung Al-Sabbah im Dar al-Athar al-Islamyya, Kuwait[25][117]
- Metropolitan Museum of Art, New York
- Los Angeles County Museum of Art (zweiter Ardabilteppich)
- Textile Museum (Washington, D.C.), Sammlung 2015 wiedereröffnet[118]
- Museum für angewandte Kunst, Wien, Teppichausstellung 2014 wiedereröffnet[119]
  - Die Sammlung orientalischer Teppiche mit Schwerpunkt klassische Teppiche des 16. und 17. Jahrhunderts im Museum für angewandte Kunst gehört zu den wertvollsten und berühmtesten der Welt. Der seidene Jagdteppich aus Kaschan oder der einzige auf der Welt erhaltenen seidenen Mamlukenteppich (um 1500) aus Ägypten sind besonders sehenswert.[120]
- Museum für Islamische Kunst, Berlin[21]
- Museum Angewandte Kunst, Frankfurt am Main - zurzeit keine Teppiche der Sammlung ausgestellt (2015)
- Museum für Kunst und Gewerbe, Hamburg - Fragment eines safawidischen Tierteppichs und neu eröffnete Sammlung (2015) islamischer Kunst
- Victoria and Albert Museum, London (Ardabilteppich)
- Musée du Louvre, Paris
- Musée des Arts décoratifs, Paris
- Musée des Tissus, Lyon
- Museo Poldi Pezzoli, Mailand[121]
- Schloss Rosenborg, Kopenhagen - „Krönungsteppich“ (safawidischer „Schah-Abbas-Teppich“, nicht ausgestellt)
- Miho Museum, Japan („Sanguszko“-Tierteppich)

## Sonstiges
- In der Ausstellung Alte Orientteppiche, ausgewählte Stücke deutscher Privatsammlungen im Völkerkundemuseum in München wurden 1985 acht der insgesamt zwanzig Exemplare der Sammlung des Malers Hans Purrmann gezeigt.[122]
- Als „teuerster Teppich der Welt“ wurde im April 2010 vom Londoner Auktionshaus Christie’s ein persischer Vasenteppich aus dem 17. Jahrhundert nach einem Bieterwettstreit für umgerechnet 7,2 Millionen Euro an einen arabischen Interessenten versteigert. Das Augsburger Auktionshaus Georg Rehm hatte denselben Teppich zuvor mit nur 900 Euro katalogisiert.[123]